# Plomeur
Ne pas confondre avec les communes de Ploemeur (Morbihan) et Pleumeur-Bodou (Côtes-d'Armor)
Plomeur [plomœʁ] est une commune du département du Finistère, dans la région Bretagne, en France. La commune fait partie du pays Bigouden.
En 2022, la commune compte 3 877 habitants nommés Plomeurois. La commune abrite le site de la Pointe de la Torche, un haut lieu des sports de glisse.
La ville abrite le Bagad Cap Caval, champion de Bretagne à de nombreuses reprises.

## Géographie

### Situation

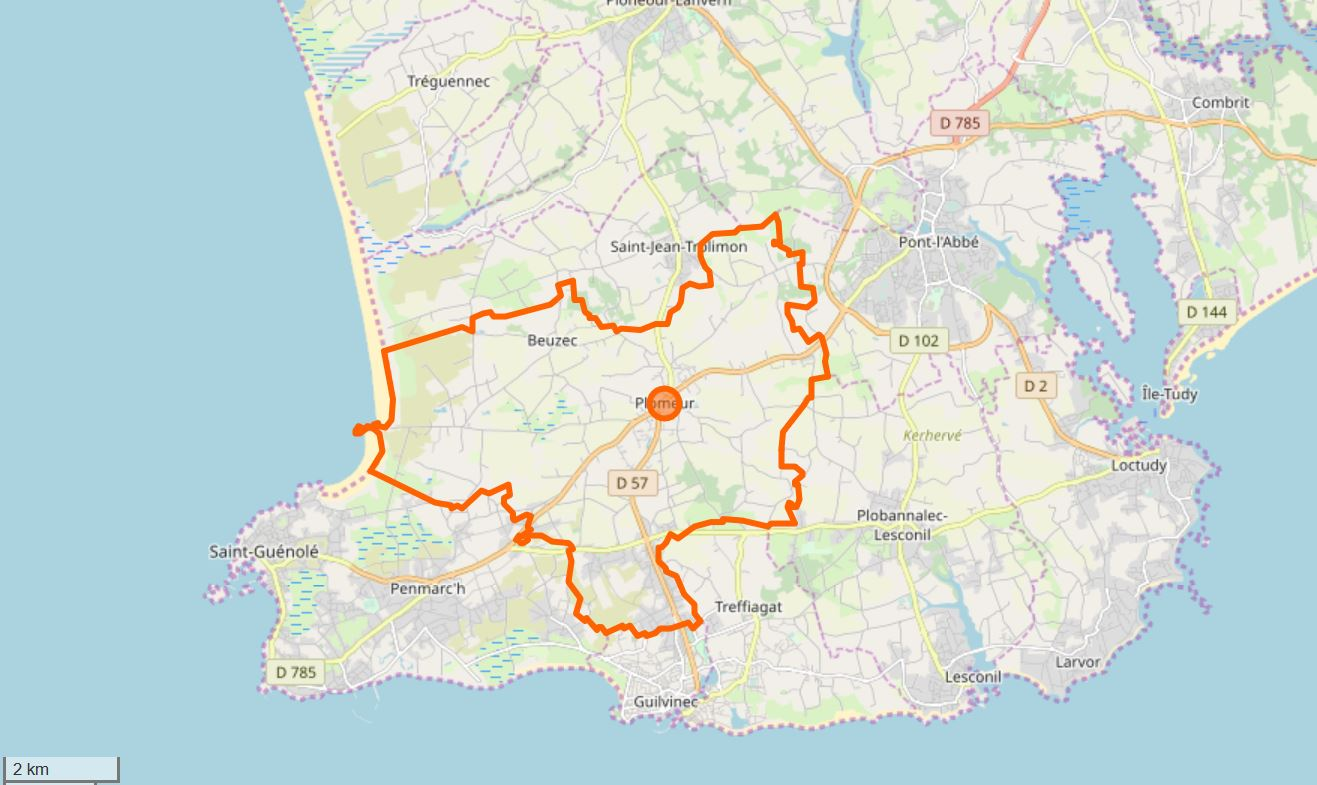
Carte de la commune de Plomeur.

La commune de Plomeur, avec une superficie de 29,69 km2, est la plus étendue de la péninsule du Cap Caval. Sa façade maritime, à l'ouest, mesure 2 km de long et constitue une portion de la baie d'Audierne. Elle abrite la pointe de la Torche, ainsi qu'en partie les plages de Tronoën et de Porzh Karn (Pors Carn) qui s'étirent de part et d'autre de celle-ci. La pointe de la Torche est un site réputé pour la pratique des sports de glisse et du char à voile. Le bourg de Plomeur est situé à l'intérieur des terres, à mi-chemin entre Pont-l'Abbé et Penmarch.
| Océan atlantique                     | Saint-Jean-Trolimon | Pont-l'Abbé          |
| Océan atlantique Pointe de la Torche | Plomeur             | Pont-l'Abbé          |
| Penmarc'h                            | Le Guilvinec        | Plobannalec-Lesconil |

Les paluds de Tréguennec et de Plomeur  étaient autrefois réservés aux barons de Pont-l'Abbé pour les plaisirs de la chasse. Ils présentent l'aspect d'un vaste plateau dénudé et aride, battu par les vents du large.

### Géologie
Les deux-tiers sud de Plomeur, ainsi que les communes voisines de Plobannalec, Treffiagat, Guilvinec, Pont-l'Abbé, Loctudy, Combrit, et une partie de Penmarch sont constitués de leucogranite dit de Pont-l'Abbé. Ce leucogranite est un granite de teinte claire à deux micas (biotite et muscovite) ; il est le plus souvent à gros grain, mais peut aussi présenter un aspect plus feuilleté ou être fissuré par des diaclases, donnant alors à cause de l'érosion des rochers aux formes spectaculaires, comme ceux de Saint-Guénolé en Penmarch ou de la Pointe de la Torche en Plomeur.

### Hydrographie
Pour un article plus général, voir Réseau hydrographique du Finistère.
La commune est située dans le bassin Loire-Bretagne. Elle est drainée par le Saint-Jean, le fleuve le stêr, le ruisseau dour red et divers autres petits cours d'eau,.

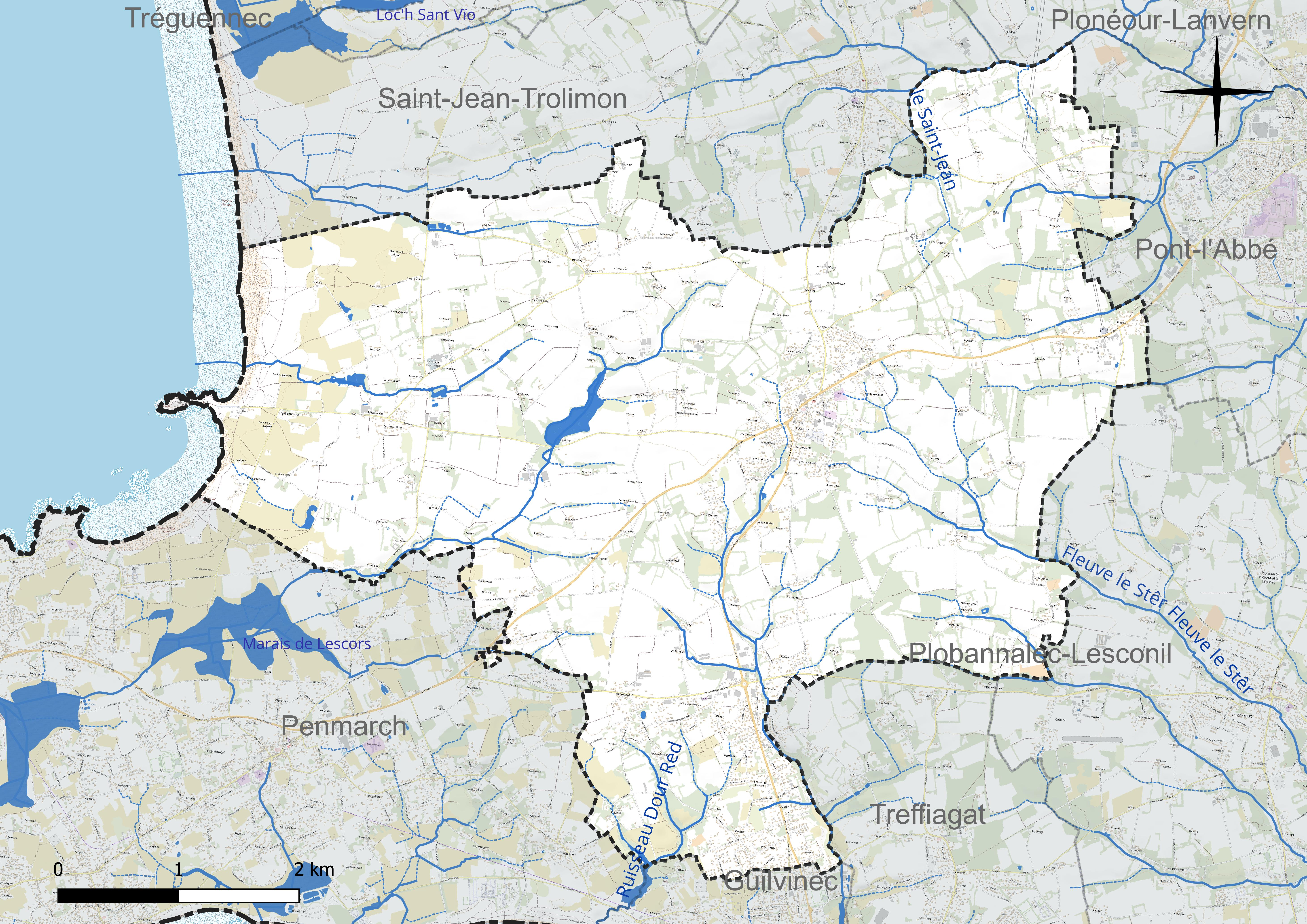
Réseau hydrographique de Plomeur.

### Climat
Pour des articles plus généraux, voir Climat de la Bretagne et Climat du Finistère.
En 2010, le climat de la commune est de type climat océanique franc, selon une étude du CNRS s'appuyant sur une série de données couvrant la période 1971-2000. En 2020, Météo-France publie une typologie des climats de la France métropolitaine dans laquelle la commune est exposée à un climat océanique et est dans la région climatique Bretagne orientale et méridionale, Pays nantais, Vendée, caractérisée par une faible pluviométrie en été et une bonne insolation. Parallèlement l'observatoire de l'environnement en Bretagne publie en 2020 un zonage climatique de la région Bretagne, s'appuyant sur des données de Météo-France de 2009. La commune est, selon ce zonage, dans la zone « Littoral », exposée à un climat venté, avec des étés frais mais doux en hiver et des pluies moyennes.
Pour la période 1971-2000, la température annuelle moyenne est de 12 °C, avec une amplitude thermique annuelle de 10,3 °C. Le cumul annuel moyen de précipitations est de 954 mm, avec 15,1 jours de précipitations en janvier et 7,2 jours en juillet. Pour la période 1991-2020, la température moyenne annuelle observée sur la station météorologique la plus proche, située sur la commune de Pont-l'Abbé à 6 km à vol d'oiseau, est de 13,0 °C et le cumul annuel moyen de précipitations est de 1 012,0 mm,. Pour l'avenir, les paramètres climatiques de la commune estimés pour 2050 selon différents scénarios d'émission de gaz à effet de serre sont consultables sur un site dédié publié par Météo-France en novembre 2022.

## Urbanisme

### Typologie
Au 1er janvier 2024, Plomeur est catégorisée commune rurale à habitat dispersé, selon la nouvelle grille communale de densité à 7 niveaux définie par l'Insee en 2022.
Elle appartient à l'unité urbaine de Penmarch, une agglomération intra-départementale dont elle est ville-centre,. La commune est en outre hors attraction des villes,.
La commune, bordée par l'océan Atlantique, est également une commune littorale au sens de la loi du 3 janvier 1986, dite loi littoral. Des dispositions spécifiques d'urbanisme s'y appliquent dès lors afin de préserver les espaces naturels, les sites, les paysages et l'équilibre écologique du littoral, tel le principe d'inconstructibilité, en dehors des espaces urbanisés, sur la bande littorale des 100 mètres, ou plus si le plan local d'urbanisme le prévoit.

### Occupation des sols
L'occupation des sols de la commune, telle qu'elle ressort de la base de données européenne d'occupation biophysique des sols Corine Land Cover (CLC), est marquée par l'importance des territoires agricoles (75,9 % en 2018), une proportion sensiblement équivalente à celle de 1990 (76,4 %). La répartition détaillée en 2018 est la suivante :
zones agricoles hétérogènes (38,6 %), terres arables (31,2 %), zones urbanisées (10,9 %), milieux à végétation arbustive et/ou herbacée (9,2 %), prairies (6,2 %), forêts (1,3 %), espaces ouverts, sans ou avec peu de végétation (1,3 %), zones humides intérieures (1,3 %). L'évolution de l'occupation des sols de la commune et de ses infrastructures peut être observée sur les différentes représentations cartographiques du territoire : la carte de Cassini (XVIIIe siècle), la carte d'état-major (1820-1866) et les cartes ou photos aériennes de l'IGN pour la période actuelle (1950 à aujourd'hui).

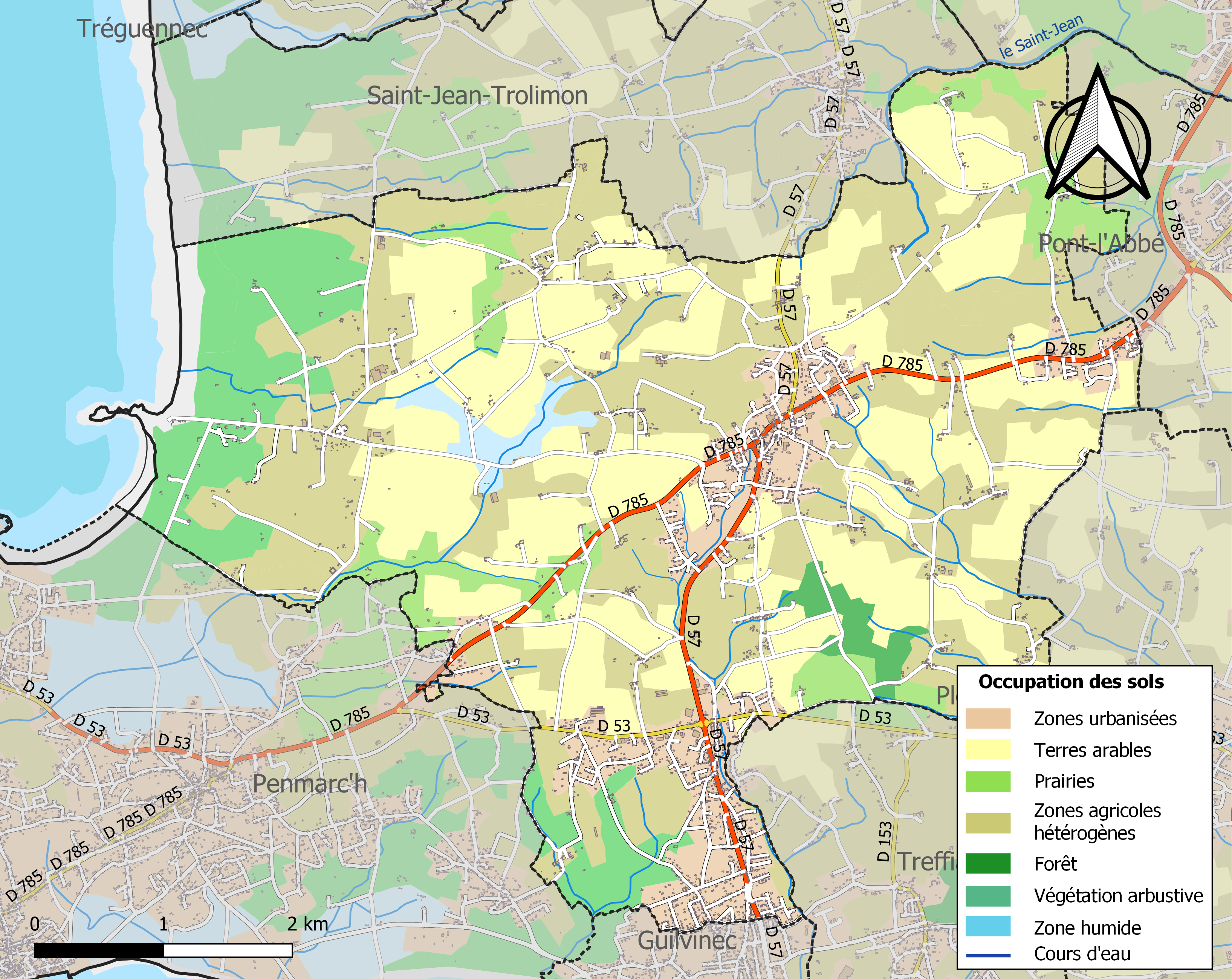
Carte des infrastructures et de l'occupation des sols de la commune en 2018 (CLC).

## Toponymie
Le nom de la localité est attesté sous les formes Ploemur en 1284, Plemor en 1330, Ploeumeur en 1368, Plebs Magna en 1382, Ploemur en 1516, Ploemeur en 1536 et Ploeuer en 1541.
Le nom breton de la commune est Ploveur.
Le nom de Plomeur vient du breton Plouev qui signifie paroisse et Meur qui veut dire grande.

## Histoire

### Origines
Plomeur est une ancienne paroisse qui s'étendait jadis dans tout le sud-ouest du Cap Caval, englobant les anciennes paroisses ou communes actuelles de Plomeur, Beuzec-Cap-Caval (aujourd'hui en Plomeur), Saint-Guénolé (en Penmarc'h désormais), Tréoultré (Penmarc'h) et Le Guilvinec (détaché de Plomeur en 1883).

### Préhistoire et Antiquité

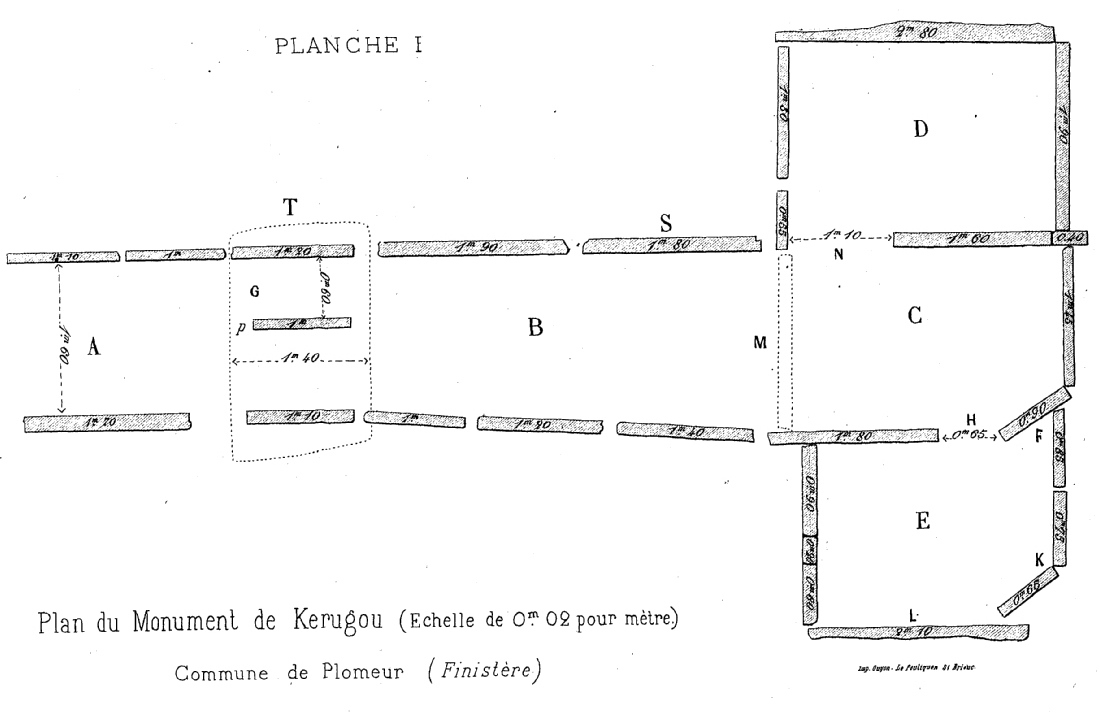
Plan du dolmen de Kerugou (dessiné par Paul du Chatellier en 1876).

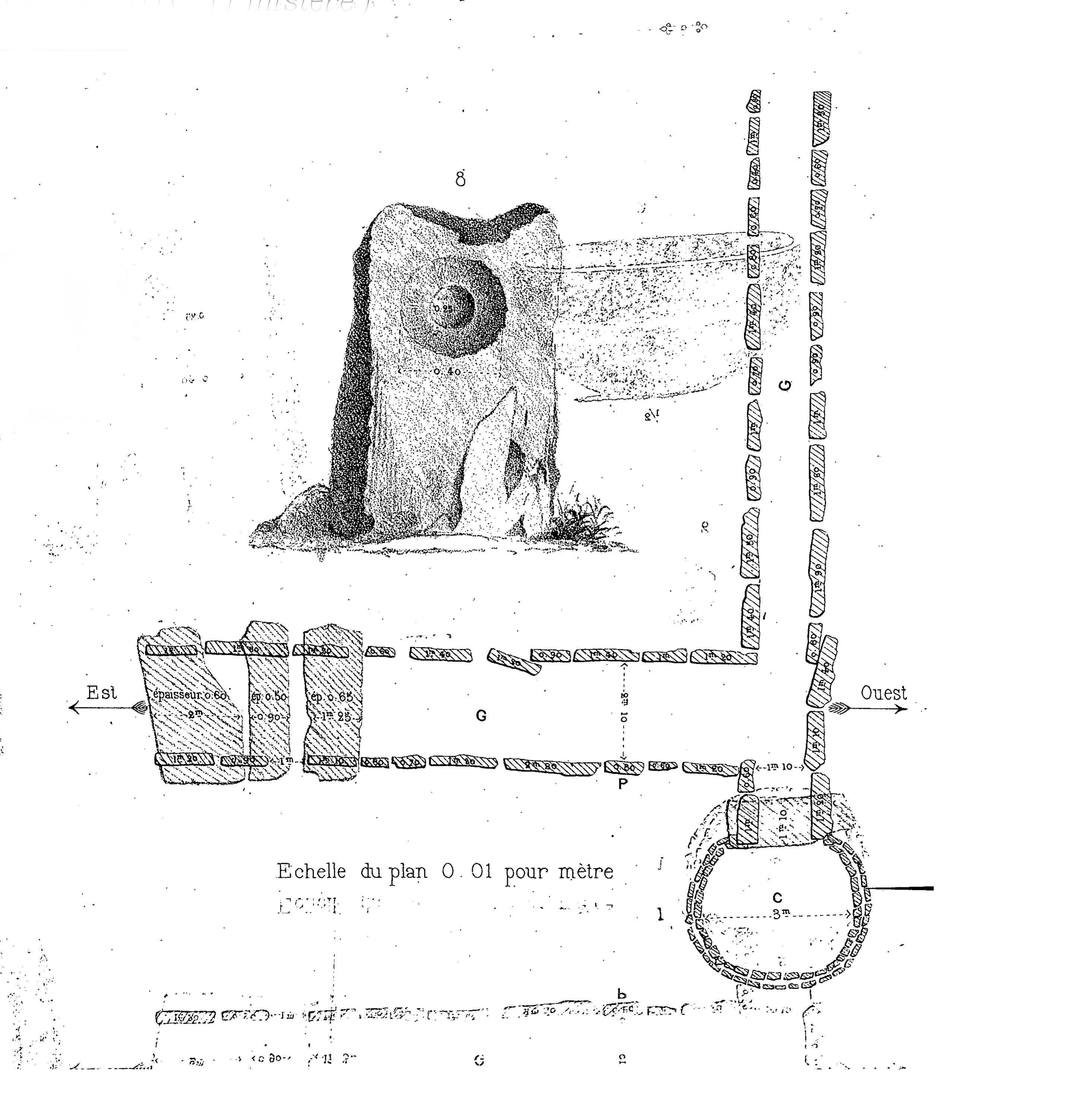
Plan de l'allée couverte de Run-Aour (dessiné par Paul du Chatellier en 1881).

La presqu'île de Beg an Dorchenn (improprement traduit en pointe de la Torche) est occupée dès le Mésolithique comme en témoigne un important amas coquillier daté de 5640 à 5550 avant notre ère.
Au Néolithique, un tumulus est édifié sur le promontoire. Il comporte deux cairns superposés. Le cairn supérieur contient un dolmen à couloir et à chambres latérales du Néolithique moyen et une allée couverte du Néolithique final. Le tumulus, écrêté, laisse aujourd'hui apparaître les deux monuments. Des ossements découverts dans le dolmen sont datés de 4500 à 4090 avant notre ère.
Un dolmen traditionnellement appelé "Maison des Korrigans" était probablement celui de Men Lann Du.

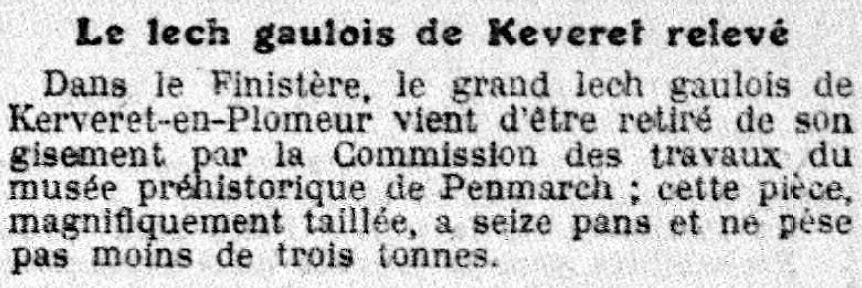
Article du journal La Croix du 9 septembre 1924 évoquant le transfert du lech de Kerveret (Kervered) en Plomeur vers le Musée de la préhistoire finistérienne de Penmarch.

Les alignements de Lestrigiou (Lestrediou) étaient comparables à ceux de Carnac (500 à 600 menhirs y étaient encore visibles au milieu du XIXe siècle, étalés en quatre rangées distinctes sur un kilomètre) ; « Les plus beaux alignements qui aient existé dans le Finistère sont ceux de Lestridiou [Lestrigiou], en Plomeur et Penmarch, sur les confins de ces deux communes. Ils n'ont certainement pas l'importance de ceux de Carnac, mais ils présentent encore, sur une étendue de 1 kilomètre environ, quatre rangs de pierres alignées courant de l'est à l'ouest, formant ainsi trois allées, dont celle du milieu mesure 12 mètres, tandis que les deux autres, un peu moins larges, ne mesurent que 8 et 9 mètres. Situé au milieu des champs cultivés, le monument de Lestridiou, moins heureux en cela que celui de Carnac, placé dans des plaines incultes, est journellement mutilé, si bien que beaucoup de pierres ont été renversées, qu'un certain nombre ont été brisées, enlevées pour faire des clôtures ou même enfouies dans le sol pour laisser passer la charrue (...) ».
En 1862 déjà, Armand du Chatellier en faisait cette description : « Ici, à deux kilomètres environ du bourg de Plomeur (...), sont trois lignes de pierres debout, au nombre de 50 à 60 environ, terminées par une sorte de cromlech formé de 10 à 12 pierres de 3 à 4 m au-dessus du sol ; mais comme en ce moment la plaine où se trouve cet important monument est couverte de blé, je me contente de le signaler (...). À quelques mètres de son extrémité sud-est, il y a une très belle grotte aux Fées (chambre avec galerie ayant dépendu autrefois d'un tumulus), et qu'à l'ouest on voit encore debout deux très beaux menhirs de 6 à 7 m de hauteur. Sa légende, encore vivante sur les lieux, établit que les pierres alignées dont nous parlons sont la trace vivante des poursuites de la Madeleine (qui a une chapelle et une fontaine consacrées dans le voisinage) contre le diable, qu'elle chassa en l'accablant de ces pierres lancées par elle, à mesure qu'il s'éloignait. On ne peut dire rien de plus naïf et de plus significatif sur la substitution d'un culte à l'autre ».
On s'en servit pour empierrer les chemins, ériger des murs de clôture et bâtir des maisons. Vers 1900 ils n'étaient plus qu'une centaine et beaucoup ont encore disparu dans la décennie 1960 lors des opérations de remembrement ; il en subsiste toutefois 56, le dernier ayant été découvert en 2011.
Une nécropole datant de l'âge du fer (époque de La Tène) a été trouvée en 1923 à Roz-an-Tremen : il s'agit en fait de « plusieurs ensembles funéraires, s'étalant au moins sur 225 m, associant des stèles et divers types de sépultures : une cinquantaine d'urnes cinéraires reconnues, auxquelles s'ajoutent des tessons dispersés (souvent ornés de décors estampés), sept inhumations et de petits coffres ». Bénard Le Ponthois décrit ainsi l'une des stèles : la « partie plate s'entoure d'un bourrelet saillant en couronne qui lui donne vaguement l'aspect d'une colonnette tronconique. Cette stèle était renversée, son pied encore dans le calage et, à son extrémité, par terre, un objet (...) ; vraisemblablement cet objet était sur le haut de la colonnette et doit être une sorte d'idole ou de fétiche dans laquelle certains de nos collègues ont voulu voir une sorte de stylisation phallique qui n'apparaît pas comme certaine ». Une petite partie de cette nécropole a été reconstituée au Musée de la préhistoire finistérienne de Saint-Guénolé en Penmarc'h.

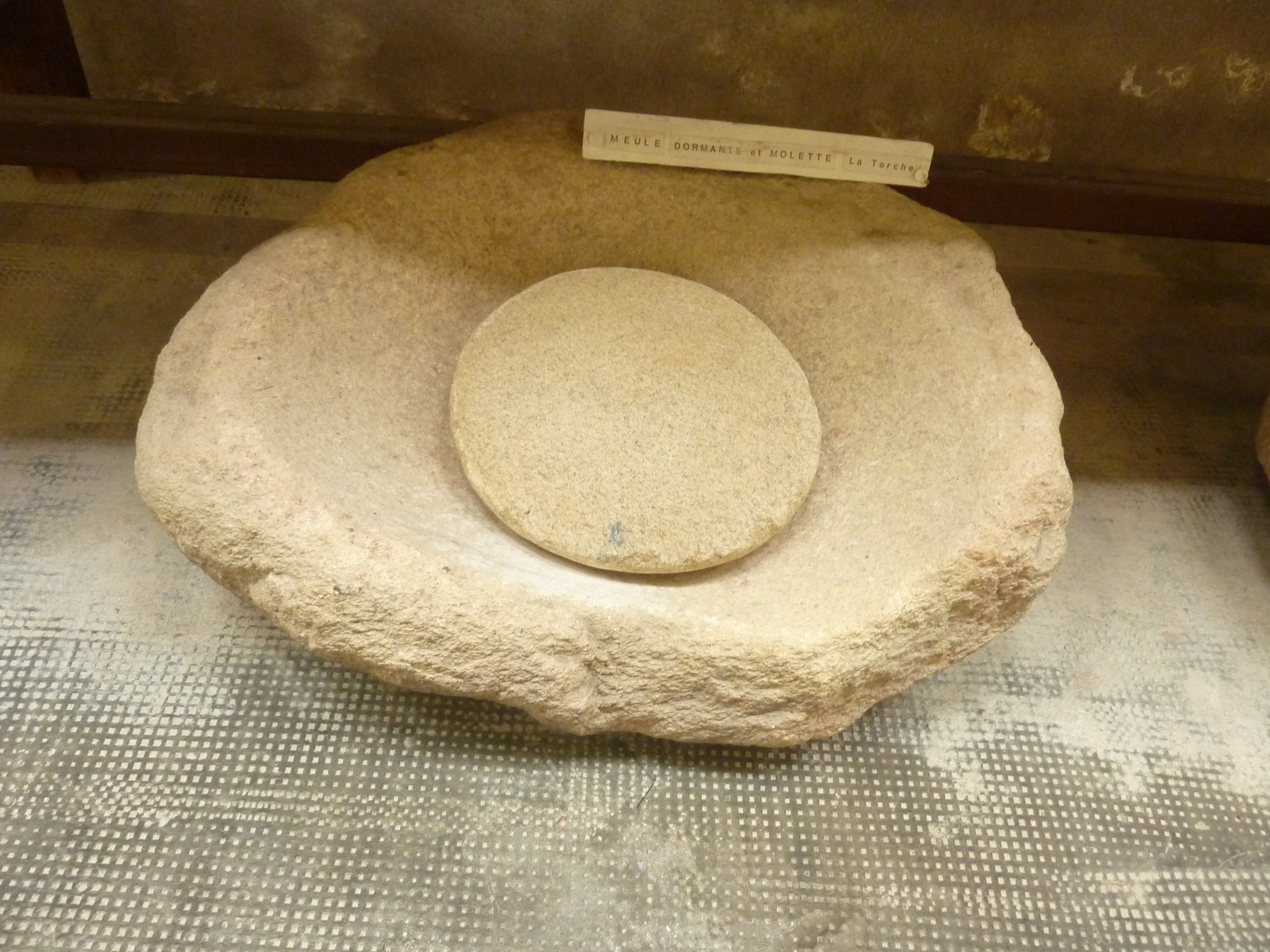
Meule dormante (partie fixe) et molette trouvées sur le site de La Torche (Musée de la préhistoire finistérienne de Penmarc'h).
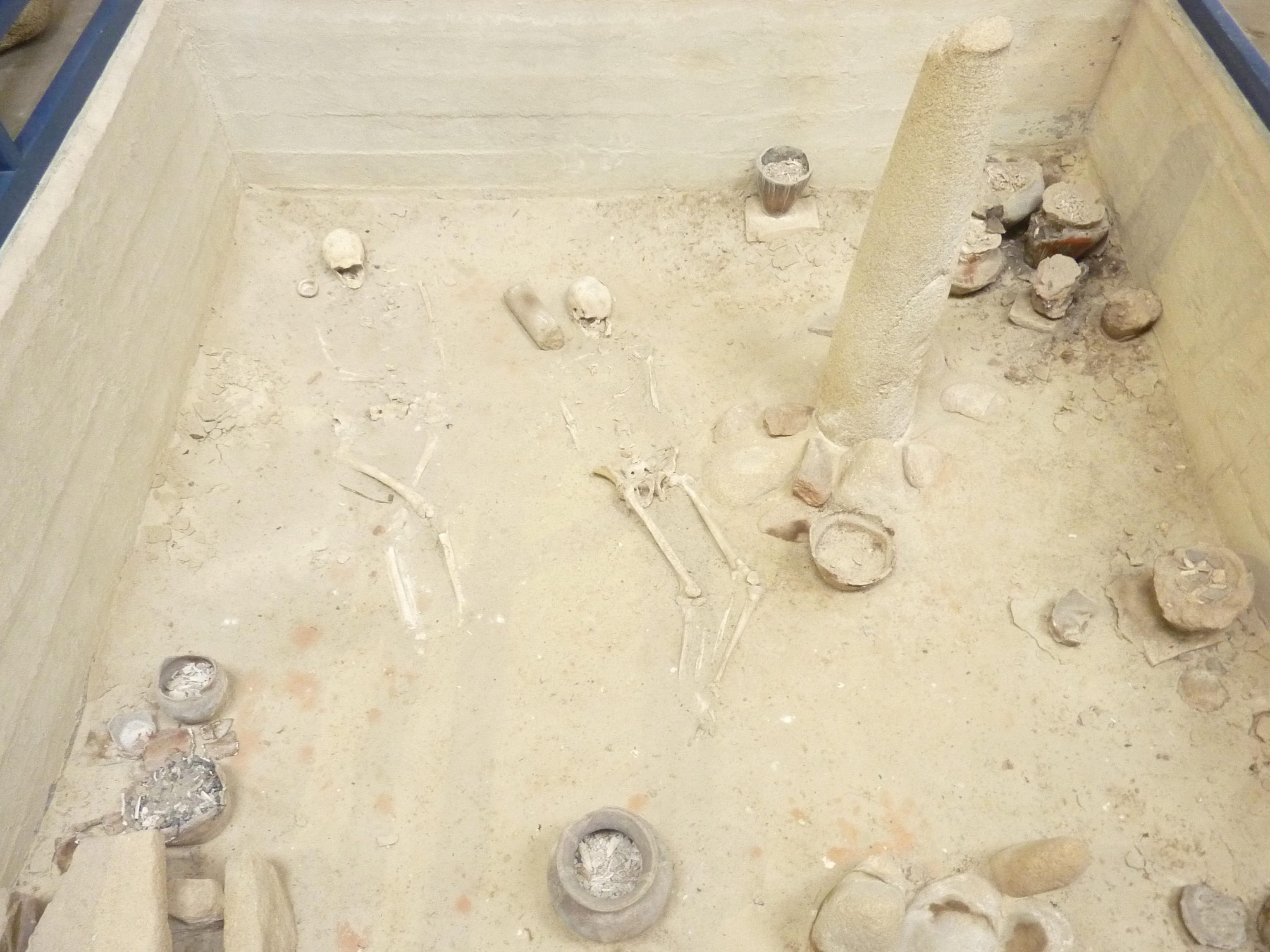
Reconstitution d'une partie de la nécropole de Roz-an-Tremen, datant de l'âge du fer (Musée de la préhistoire finistérienne de Penmarc'h).
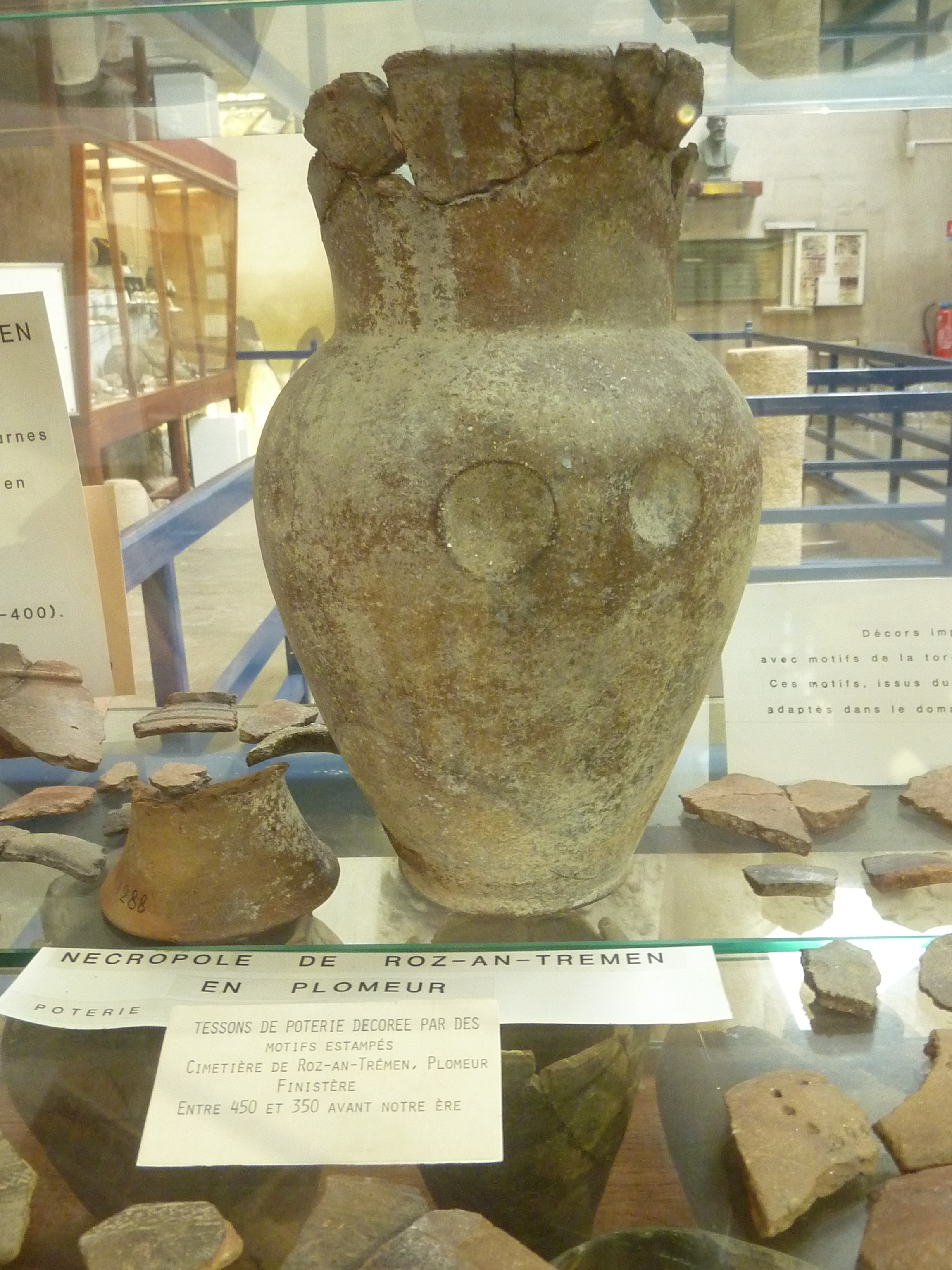
Urne funéraire et tessons trouvés dans la nécropole de Roz-an-Tremen en Plomeur vers 1920 et datant de la transition entre le premier et le second âge du fer (vers - 450 à -400 avant J.-C.) (Musée de la préhistoire finistérienne de Penmarc'h).
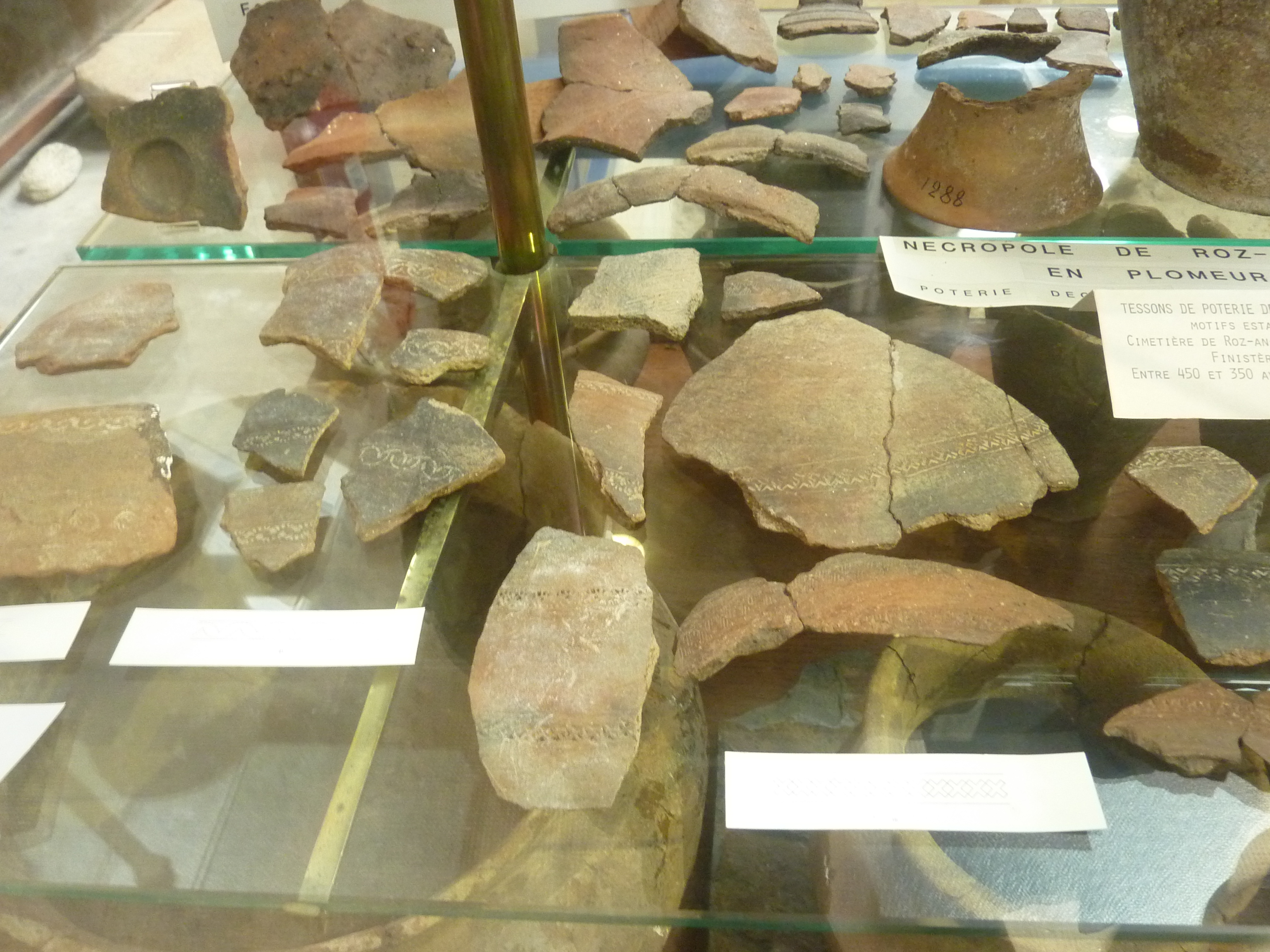
Tessons de poterie provenant de la nécropole de Roz-an-Tremen (Musée de la préhistoire finistérienne de Penmarc'h).
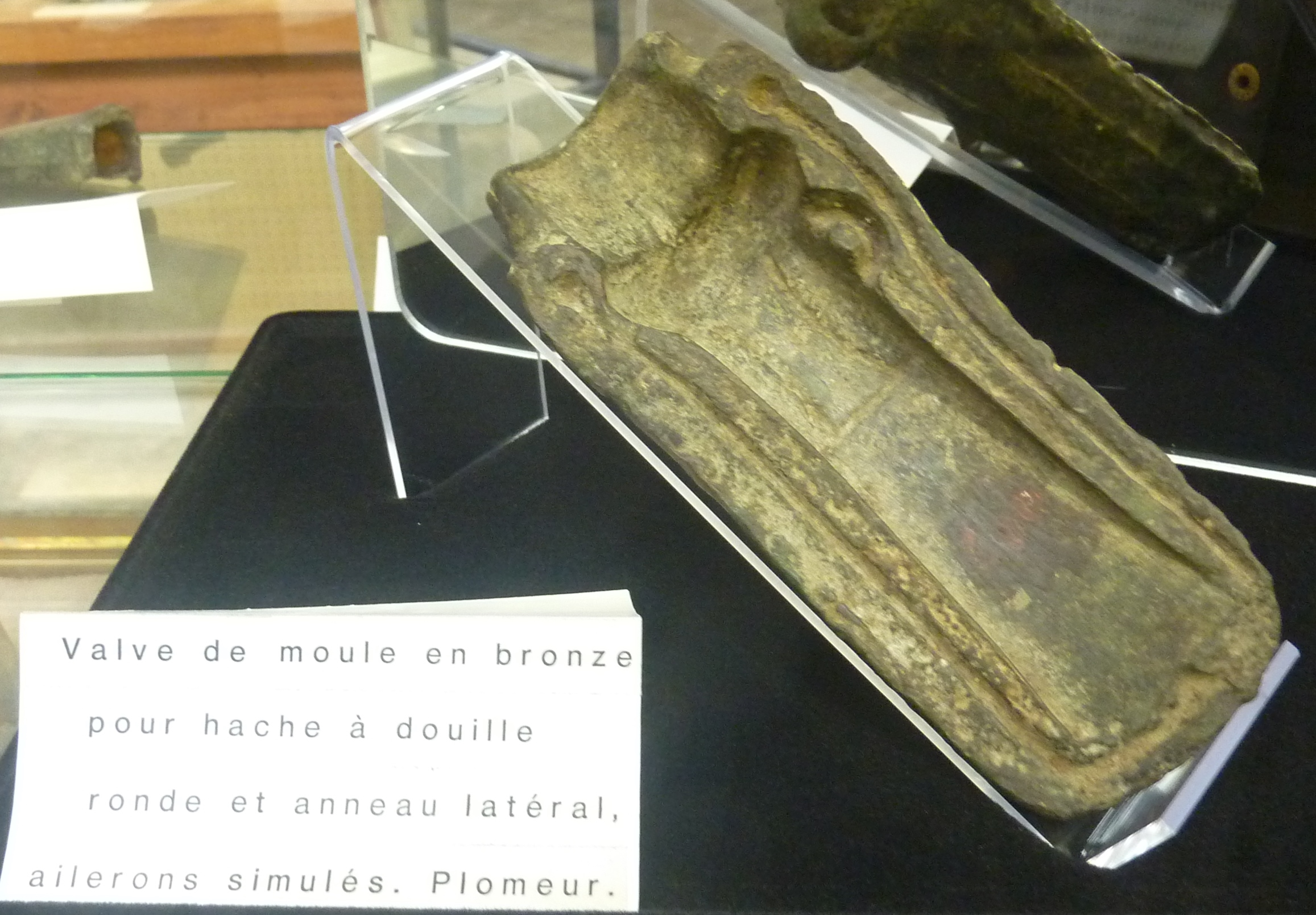
Valve de moule en bronze pour hache à douille ronde avec anneau latéral et ailerons simulés, trouvée à Plomeur (Musée de la préhistoire finistérienne de Penmarc'h).
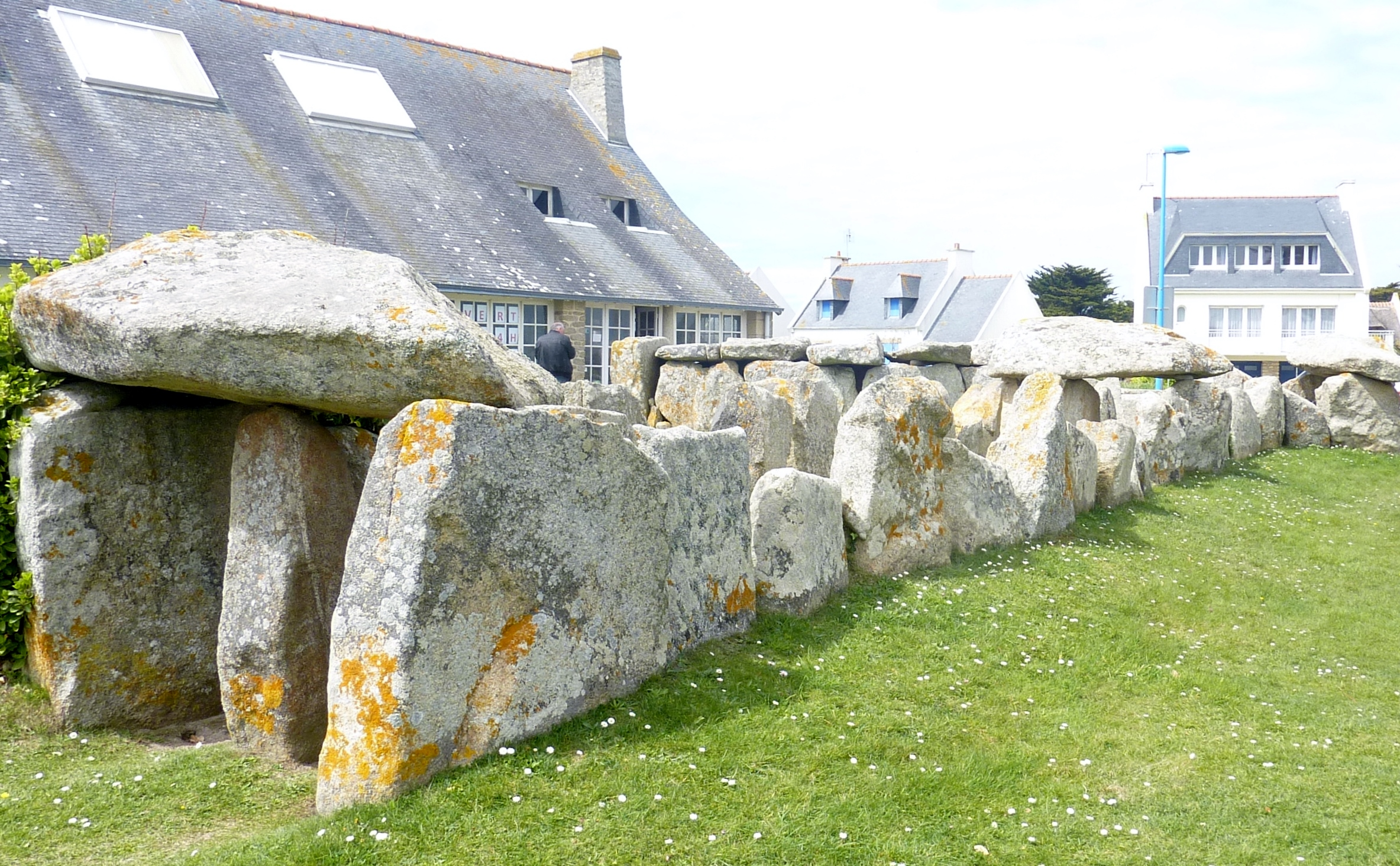
L'allée couverte de Run-Aour (initialement en Plomeur, désormais réassemblée au Musée de la préhistoire finistérienne de Penmarch) 1.
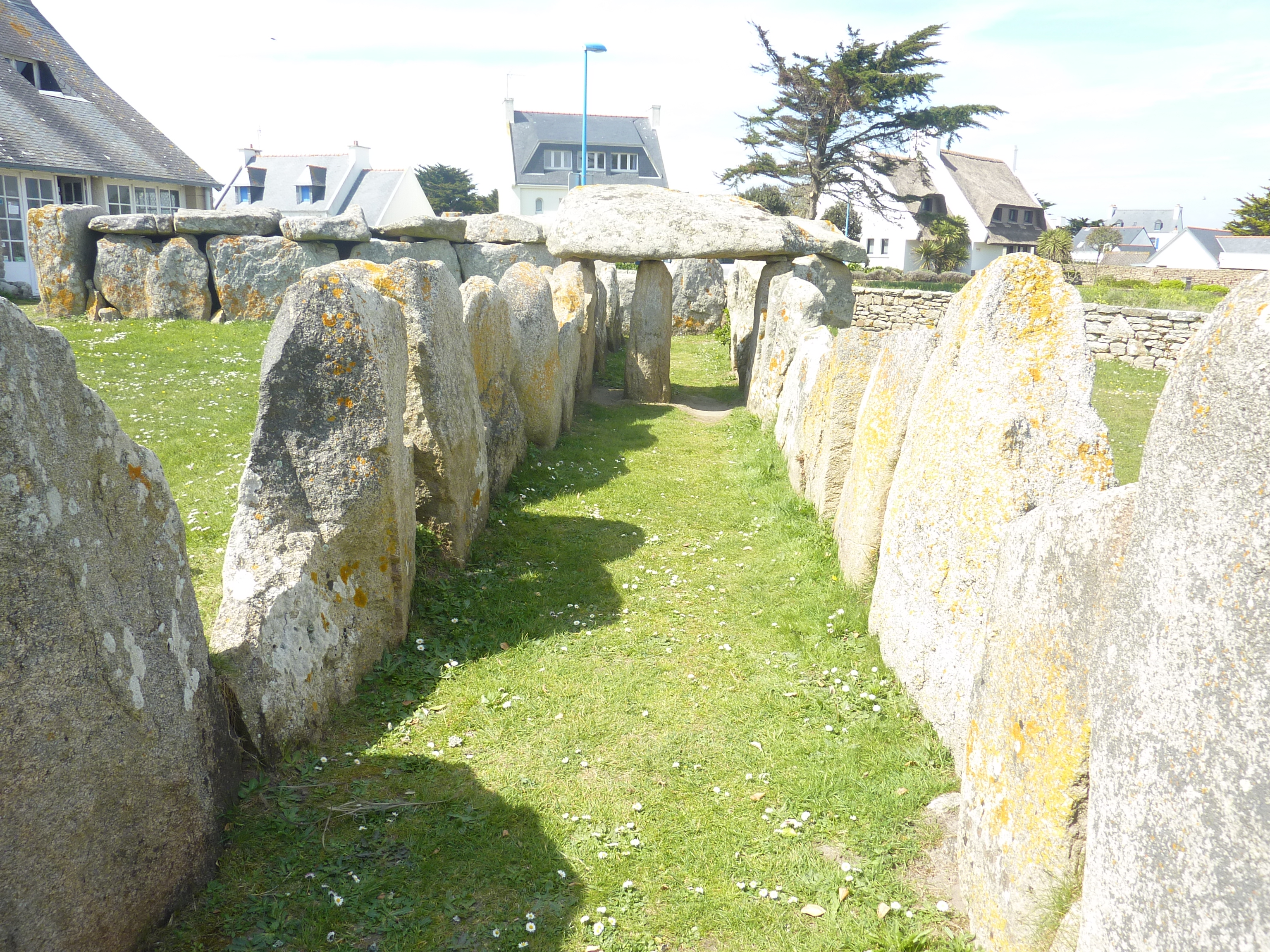
L'allée couverte de Run-Aour (initialement en Plomeur, désormais réassemblée au Musée de la préhistoire finistérienne de Penmarch) 2.

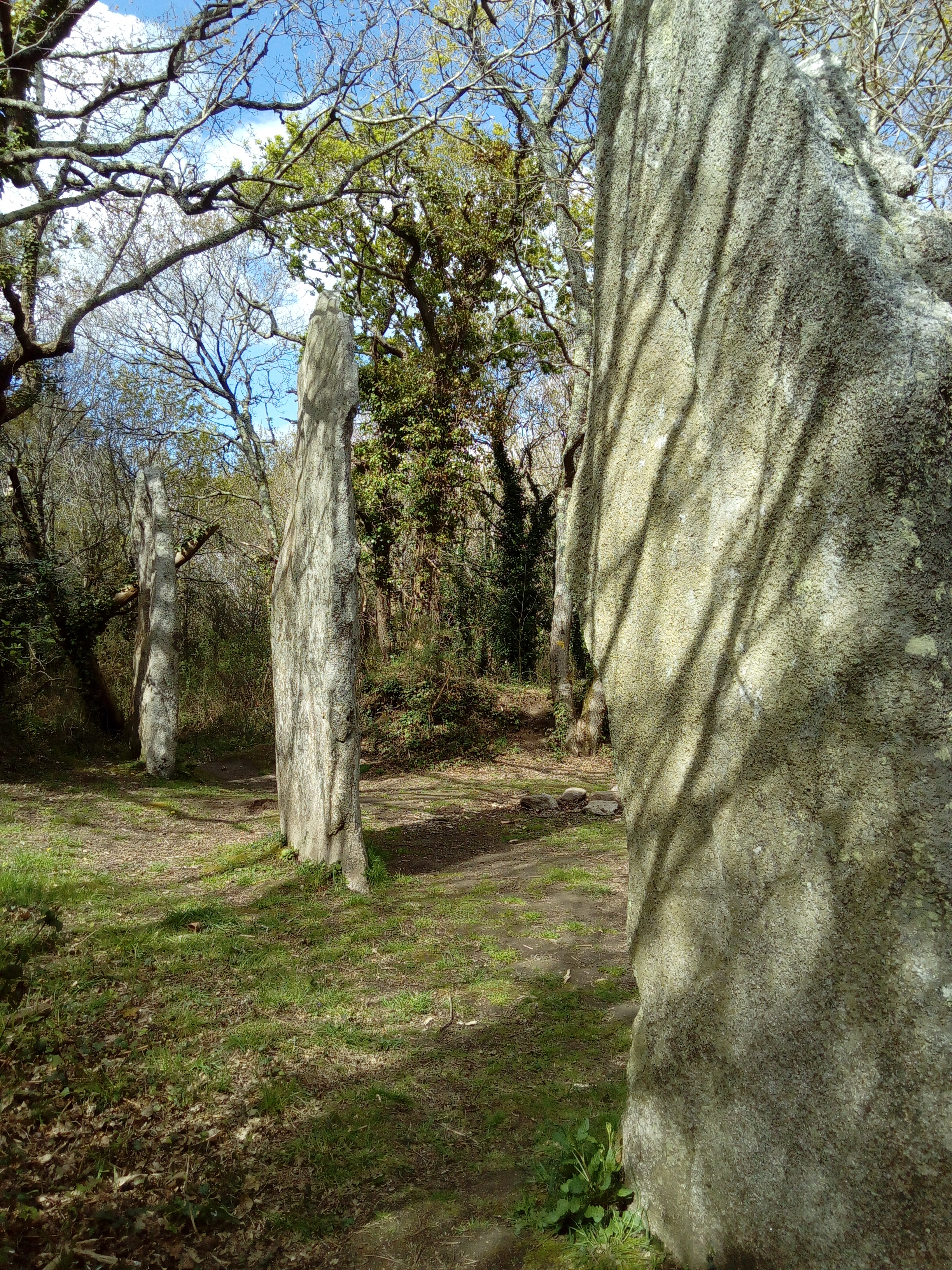
Les trois menhirs de Kerfland en Plomeur.

Le dolmen de Kerugou, fouillé en 1876 par Paul du Châtellier, permit la découverte d'une céramique d'un type particulier connu depuis sous le nom de « style de Kerugou ». Ce dolmen est en forme de « T », avec un couloir et des chambres compartimentées. Des céramiques de ce type se retrouvent du sud du Finistère jusqu'au nord de la Vendée ; il s'agit de vases à fond rond ou plat, décorés de lignes verticales en relief sur le col.
Plomeur possède plusieurs autres mégalithes : les menhirs de Kerfland, le dolmen de Lestriguiou, le menhir de la Villeneuve, le dolmen de Penker-ar-Bloaz, le dolmen de Kerugou, le dolmen de Menez-Lann-Du, le menhir de Méen Briz ou encore le menhir de Lanvenael, qui datent tous du Néolithique.
Le chemin (désormais route) allant de Plomeur à la pointe de la Torche est une ancienne voie romaine.

### Moyen Âge
La Pointe de la Torche était initialement séparée du continent par une crevasse que saint Nonna, au terme de son voyage d'Hibernie en Armorique aurait passé en bondissant, raison pour laquelle on l'appelle « Le Saut du Moine ».
La nécropole de Saint-Urnel (dite aussi de Saint-Saturnin, par assimilation à ce saint, saint Saturnin, reconnu par l'église catholique, mais dont le culte n'est pas répandu en Bretagne), correspond à un cimetière du haut Moyen Âge (de la fin de l'époque mérovingienne à l'époque carolingienne), vaste d'une dizaine d'hectares, qui comprend des dizaines de milliers de squelettes enfouis en couches superposées (au moins cinq couches) ; situé sur une butte à l'est de la Pointe de la Torche, ce vaste cimetière, fouillé initialement par Paul du Châtellier et qui fit l'objet d'autres fouilles dans l'Entre-deux-guerres, correspond, selon Pierre-Roland Giot qui l'a fouillé entre 1946 et 1950, à celui d'une importante paroisse qui aurait existé entre le Ve siècle et le XIe siècle (elle était même le siège d'un doyenné qui fut supprimé en 1283 et remplacé par celui de Beuzec-Cap-Caval), et qui aurait été enfouie sous le sable en raison de l'avancée des dunes. Les ruines d'une chapelle édifiée au XIe siècle ont été découvertes à proximité. Ces tombes correspondent à des Bretons récemment immigrés de l'île de Bretagne (elles présentent de fortes similitudes avec des tombes découvertes au Pays de Galles et en Cornouailles britannique). Certains squelettes montrent des trépanations,.
« C'est un cimetière de pauvres, sans les moindres traces d'objets mobiliers ou de fonction, avec une proportion d'enfants en rapport avec la forte, mais normale, mortalité infantile. Des tempêtes de sable ayant provoqué une progression du aire vers le début de l'époque carolingienne, il y a eu fossilisation de l'aspect de surface antérieur, ce qui nous a fait connaître l'aspect du dessus des sépultures. Un entourage de pierres ou de galets délimité un espace rectangulaire correspondant à chaque inhumation. Au fond des fosses, quelques pierres peuvent entourer le corps. À une phase carolingienne ultérieure, des petits galets peuvent artiste ment garnir l'intérieur des entourages. Il y a souvent derrière la tête une pierre un peu plus importante que les autres, mais on n'a jamais observé de marque ou d'inscription ».

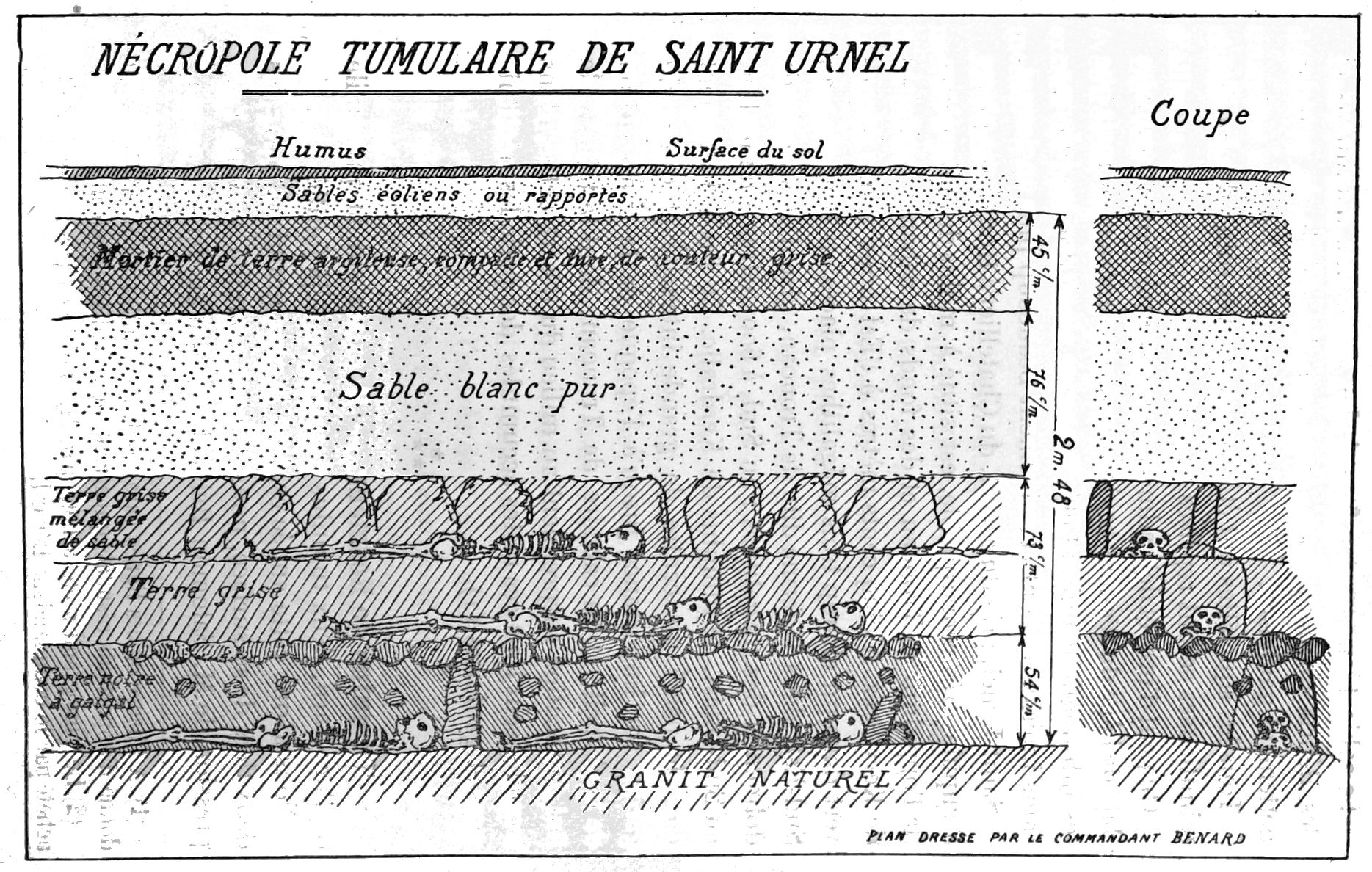
Relevé en coupe verticale des trois strates.
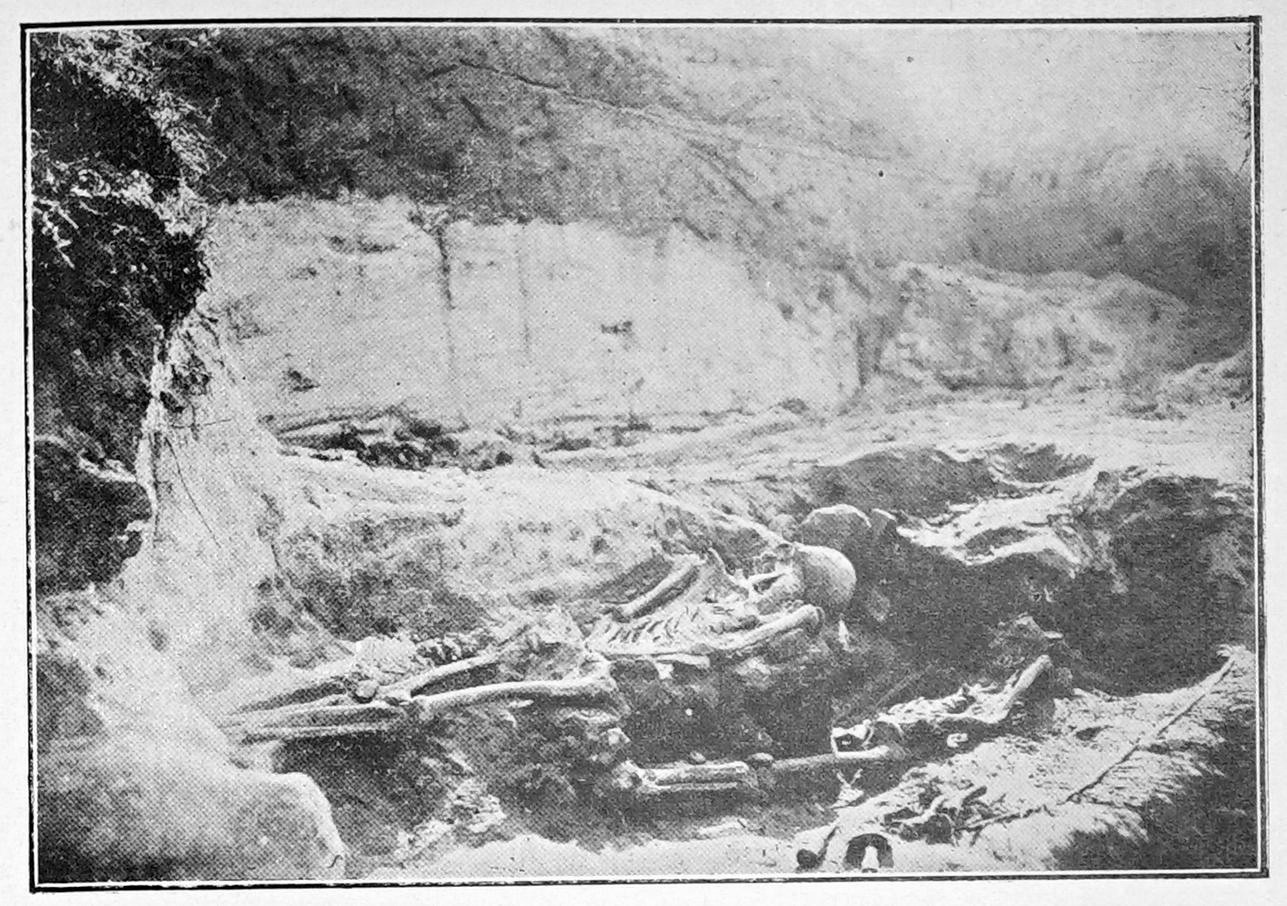
Tombes de la nécropole de Saint-Urnel sur le site en 1923.
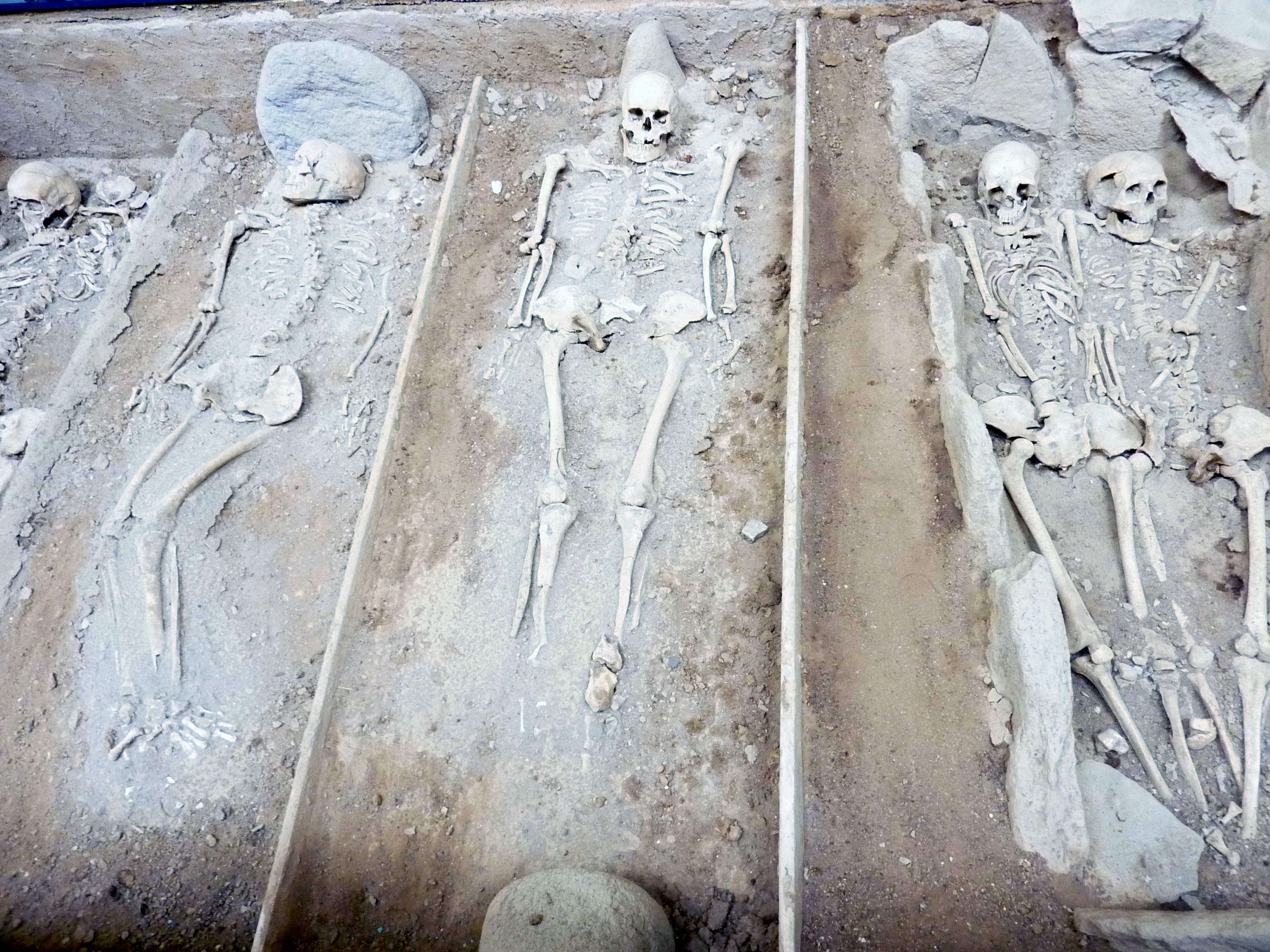
Vue en plan longitudinale des tombes reconstituées au musée de la préhistoire finistérienne de Penmarc'h.
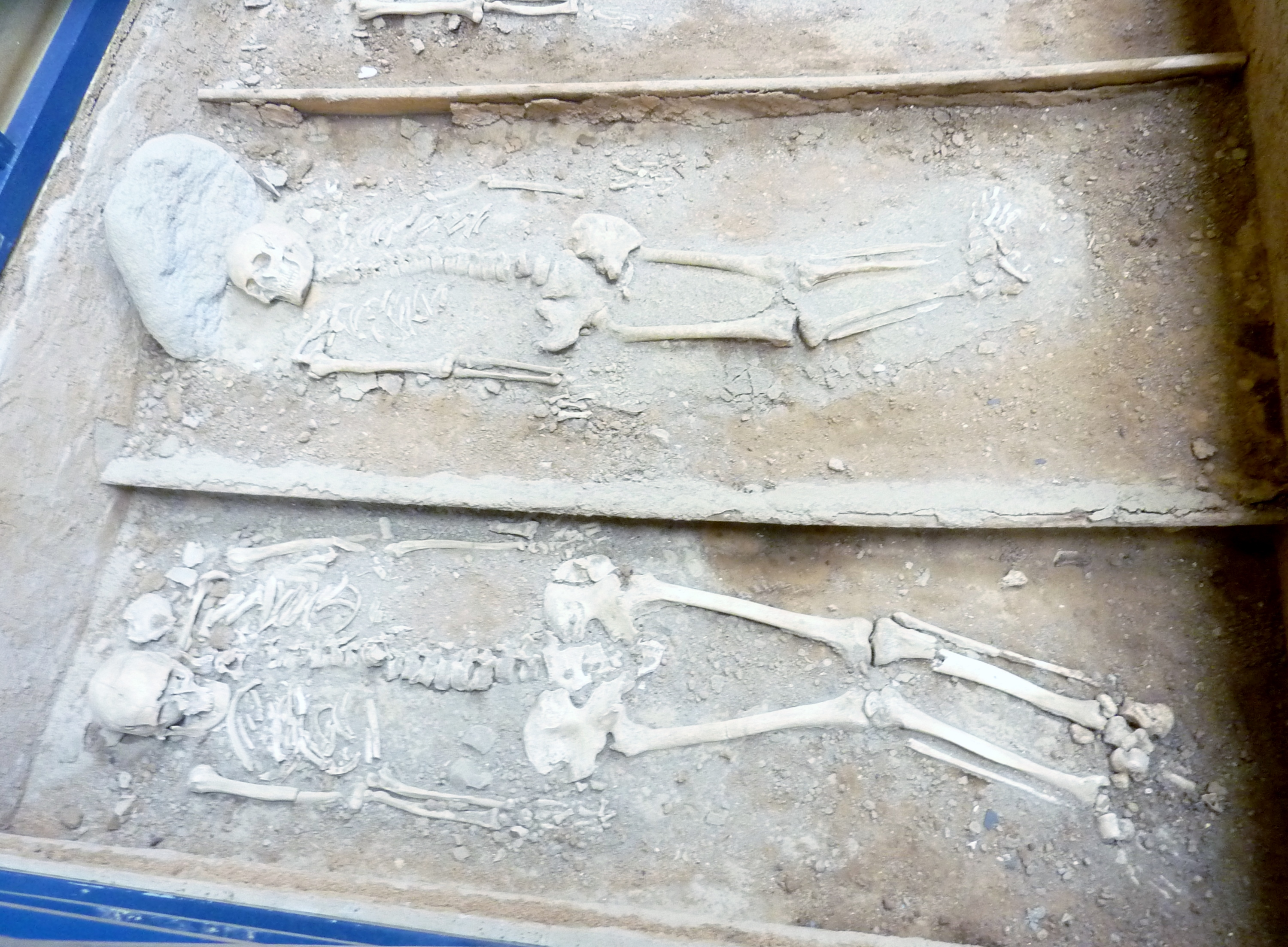
Autre vue en plan latérale des tombes.

Les fouilles menées entre 1973 et 1975 ont permis de démontrer que les plus anciens squelettes, enterrés dans une dune de sable brun, dataient de l'Âge du fer.
En 1380 existaient à Plomeur les manoirs de Cos-Ker-Aër, Torcoët, Tremillec, Jacob-Païen, Ker-floux, la Forêt, Ker-pullich, Ker-coez, Penfour, Ker-coullas et Ker-rouant.

### Époque moderne
La famille Billouart, seigneur de Trémillec en Plomeur, comparût aux montres et réformations dans les paroisses de Plomeur et de Penmarch entre 1481 et 1562. Cette famille était aussi au XVIIIe siècle seigneur de Kereven en Tréméoc, de Penamprat, de Kerbernez, de Kervazégant et de Kerlérec dans la paroisse de Quimerc'h. L'un de ses membres, Louis Billouart de Kerlerec, fut gouverneur de la Louisiane française entre 1753 et 1763. La famille de Kerdégasse, seigneur du dit lieu en Beuzec-Cap-Caval, aussi seigneur de Keroulas et Kersaliou dans la paroisse de Plomeur, était représentée aux montres de l'évêché de Cornouaille entre 1426 et 1536. La famille de Rohan était entre autres seigneur de Tréfaven en la paroisse de Plomeur.
Julien Maunoir prêcha une mission à Plomeur en 1666.
Cette paroisse est connue pour des faits liés à la Révolte des Bonnets rouges en 1675 : le "Code paysan" aurait été arrêté et proclamé dans une assemblée de délgués venus de quatorze paroisses tenue à la chapelle de la Tréminou, paroisse de Plomeur ; « en juillet, quelques mutins et gents soulevés dans les paroisses de Plomeur et de Treffiagat dévastèrent le manoir de Lestrédiagat, paroisse de Treffiagat et le manoir de Brénauvec, trève de Plobannalec, appartenant à Messire René du Haffon, seigneur de Lestrédiagat. Ils en arrachèrent jusqu'aux ardoises des toits ».
Le 20 septembre 1676, le recteur de Tréoultré, Alain Le Faucheux, et un de ses confrères, se rendent à la fontaine Saint-Côme, située dans le hameau de Langougou, à l'époque situé dans la paroisse de Loctudy, mais désormais rattaché à la commune de Plomeur, pour ouvrir une enquête canonique à la demande du curé de Loctudy et sur ordre de l'évêque de Quimper, François de Coëtlogon, à la suite des pouvoirs miraculeux attribués à cette fontaine par la population locale. Cette fontaine a été découverte quelques mois plus tôt sous une ancienne chapelle, et tous ceux qui s'y seraient lavés auraient vu leurs maux disparaître. Sur place, les prêtres constatent la taille modeste de la fontaine (deux bassins d'un mètre cinquante de côté chacun et trente centimètres de profondeur) et reçoivent les dépositions des miraculés, enregistrant une cinquantaine de témoignages de guérison.
L'évêque de Quimper, convaincu par le rapport d'enquête, authentifie les miracles et décide d'organiser le culte pour l'avenir : les fidèles qui se rendront à la fontaine en procession le troisième dimanche de septembre, jour des fêtes de saint Côme et saint Damien, seront gratifiés de quarante jours d'indulgences.
En 1716, le curé de Plomeur participe au pillage du Saint-Jacques, un bateau de Rotterdam, naufragé à la Pointe de la Torche, chargé de vin et d'huile d'olive. Pour alimenter la lampe de l'église, il n'avait rien trouvé de mieux que de s'approvisionner dans le navire hollandais. Il fut condamné à 400 livres de restitution et 50 livres d'amende.
En 1759, une ordonnance de Louis XV ordonne à la paroisse de Plomeur de fournir 20 hommes et de payer 131 livres pour « la dépense annuelle de la garde-côte de Bretagne ».
La seule paroisse de Plomeur « possédait neuf moulins, dont les moulins à eau de la Palue, de Pendreff (1786), le moulin en mer (Ar Veil Mor) à Treffiagat et les moulins à vent de Kerergos (Guilvinec, alors en Plomeur), de la Palue et de Penn ar Prat (XVIIIe siècle) ».

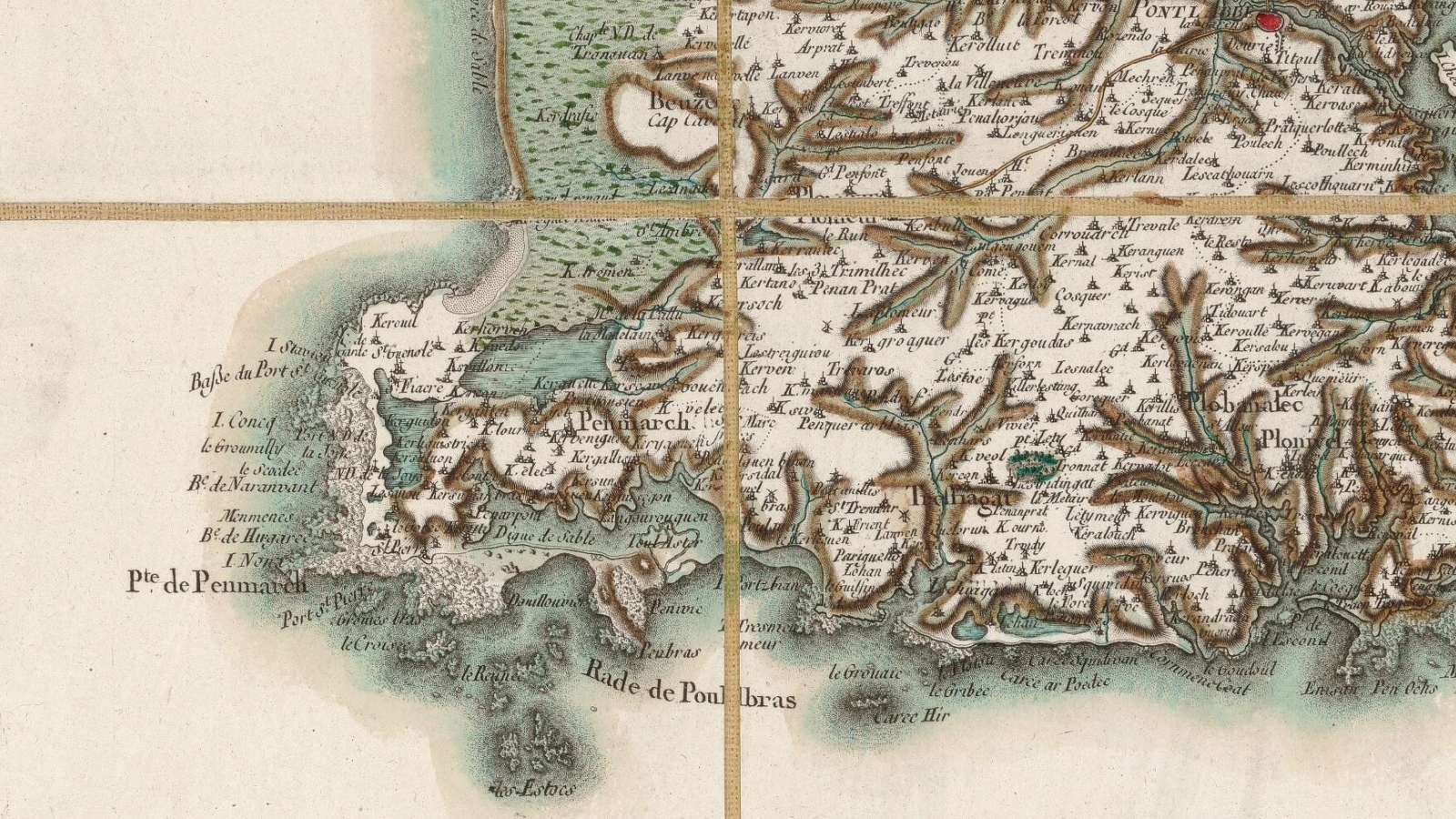
Carte de Cassini (1783) : Plomeur et ses environs.

Jean-Baptiste Ogée décrit ainsi Plomeur en 1778 :

« Plomeur ; à 4 lieues et demie au sud-ouest de Quimper, son évêché et son ressort ; à 42 lieues de Rennes et à une lieue de Pont-l'Abbé, sa subdélégation. Cette paroisse relève du Roi et compte 1 800 communiants ; la cure est à l'alternative. Ce territoire, qui est borné au sud par la mer [ Le Guilvinec faisait alors partie de Plomeur], renferme des terres abondantes en toutes formes de grains et très exactement cultivées par les habitants qui sont laborieux et habiles agriculteurs. (...) »

Jean-Baptiste Ogée fait par contre une confusion en parlant pour les origines de Plomeur de sainte Ninnoc (alors que cela concerne Ploemeur) qu'il a probablement confondu avec saint Nonna.

### Révolution française
La paroisse de Plomeur, qui comprenait alors 210 feux, élit le 7 avril 1789 trois délégués (Pierre Durand, Sébastien L'Hergouarch, Jean Andro) pour la représenter à l'assemblée du tiers-état de la sénéchaussée de Quimper au printemps 1789. Le cahier de doléances de Plomeur fut rédigé le même jour ; celui de Beuzec-Cap-Caval fut rédigé le 13 avril 1789.
La création des communes entraîne pour la commune de Plomeur plusieurs modifications de ses limites par rapport à la paroisse précédemment existante : perte de Kernuz (attribué à la nouvelle commune de Pont-l'Abbé), gain d'une partie de l'ancienne paroisse de Plonivel (supprimée), de l'enclave loctudyste de Langérigen et Langougou et d'une bonne partie de Beuzec-Cap-Caval, paroisse alors supprimée.
Les familles de Saint-Alouarn et Derval, qui émigrèrent, virent leurs châteaux de la Villeneuve et de Kergos vendus comme bien national. Joseph de Derval, lieutenant au régiment du roi, lieutenant du régiment du Dresnay, né le 11 décembre 1765 au château de Kergos [Kergoz], alors en Plomeur [désormais en Guilvinec], qui avait participé au débarquement de Quiberon, fut fusillé à Vannes le 15 thermidor an III (2 août 1795).
Les 4 prêtres de Plomeur lors du déclenchement de la Révolution furent tous réfractaires : Guillaume Le Siner, recteur de Plomeur depuis 1780, émigra à Bilbao pendant la Terreur ; Jean Le Merdy, curé, fut déporté à Rochefort en 1794; un autre prêtre de la paroisse, Jean-Vincent Bolloré, fut déporté en Espagne en août 1792 ; Hervé-Côme Volant fut emprisonné un temps à Brest. Un curé constitutionnel, Lalouelle, fut nommé le 11 décembre 1791, remplacé à partir du 17 juin 1792 par Jérôme Loëdon, ancien curé de Beuzec-Cap-Caval.
Des députés girondins en fuite, dont Jean-Marie Girey-Dupré, furent hébergés pendant trois nuits chez le curé de Plomeur, Jérôme Loëdon, dans l'attente d'un embarquement leur permettant de gagner la Gironde.

### LeXIXesiècle

#### Description de Plomeur en 1845
A. Marteville et P. Varin, continuateurs d'Ogée, décrivent ainsi Plomeur en 1845 :

« Plomeur (sous l'invocation de sainte Thumette) ; commune formée par l'ancienne paroisse de ce nom ; aujourd'hui succursale ; chef-lieu de perception. (...) Principaux villages : Kerégard, le Haffond, Kérouzé, Trévars, Lestrigniou, Kervennec, Guilvinec, Kergoulas, Languéréguen. Superficie totale : 3 213 hectares, dont (...) terres labourables 1 367 ha, prés et pâturages 407 ha, bois 52 ha, canaux et étangs 19 ha, landes et incultes 1 265 ha (...). Moulins : 9 (de la Palue, de Pendreff, en mer ; de Kergos, de la Palue, à vent). Plomeur ne ressemble plus en rien, quant à la circonscription territoriale, à ce qu'il était avant 1789. On lui a ajouté une partie de la paroisse de Beuzec-Cap-Caval et quelques villages de la paroisse de Loctudy ; mais on a transporté à Penmarc'h une assez forte partie de son territoire, entre autres celle sur laquelle était assise la chapelle de la Madeleine ; on lui a enfin enlevé une partie de Pont-l'Abbé. Outre l'église, qui n'offre rien de remarquable et qui date de 1760, on voit en cette commune les chapelles de Trémiguen [Tréminou], de Saint-Trémeur et l'ancienne église paroissiale de Beuzec. Plomeur fait quelques exportations de grains, et surtout de pommes de terre qui, vendues au marché de Pont-l'Abbé, sont expédiées sur Bordeaux, Bayonne et tout le Midi de la France. (..;) Géologie : constitution granitique. On parle le breton. »

Jean Stéphan, de Plomeur, fit les campagnes d'Afrique, de Crimée et d'Italie.

#### La création de la commune de Guilvinec
Le port du Guilvinec obtint son indépendance communale par rapport à Plomeur le 6 avril 1880 ; les antagonismes entre les pêcheurs et ouvriers du Guilvinec, républicains, et la majorité paysanne, conservatrice, de Plomeur, rendait cette séparation inéluctable.

#### Description de Plomeur et de ses environs vers la fin duXIXesiècle
La commune de Plomeur établit à partir du 1er janvier 1865 la gratuité de son école de garçons : le nombre des élèves passa de 29 à 44. En 1874 les Sœurs de la Sagesse ouvrent une « maison d'instruction et de charité » à Plomeur.
En 1881 est créée une « surtaxe de 4 francs par hectolitre d'alcool contenu dans les eaux-de-vie, esprits, liqueurs et fruits à l'eau-de-vie et par hectolitre d'absinthe » à l'octroi de Plomeur, qui s'ajoute à la taxe de 6 francs déjà existante. On présume que cette surtaxe rapportera en année moyenne 970 francs, ce qui suppose une consommation de 161 litres d'alcool pur, soit 6,28 litres par habitant et par an !
François Coppée décrit ainsi le pardon de Plomeur qu'il a vu lors d'un voyage qu'il effectua en Bretagne en 1893 :

« Les hommes tout en noir, le ruban de velours autour du chapeau, avec le double gilet plastronné d'or, sont de beaux et robustes gars. Mais les femmes, laides pour la plupart, sont extraordinaires. Très fortes, voûtées, la taille épaisse, elles portent trois jupes de drap superposées, d'inégale longueur et de couleurs différentes, et elles sont coiffées de l'étrange bigouden, espèce de serre-tête bariolé qui leur cache les oreilles et laisse voir, par derrière, les cheveux relevés. Rien de plus barbare. On rêve d'Islande ou de Laponie.(...) [La fête], je dois le dire, on sentait qu'elle allait tourner à l'orgie. Beaucoup étaient ivres déjà, même des femmes. C'est malheureusement le vice des Bretons. Et chez eux l'ivresse devient souvent furieuse, les pousse aux tueries. J'eus un mouvement de répulsion. Était-ce bien là les mêmes gens que j'avais vus, quelques heures auparavant, le chapelet aux doigts, absorbés dans leur naïve prière, comme des personnages de vitraux ? À quoi leur sert la religion ? Fi, les brutes ! »

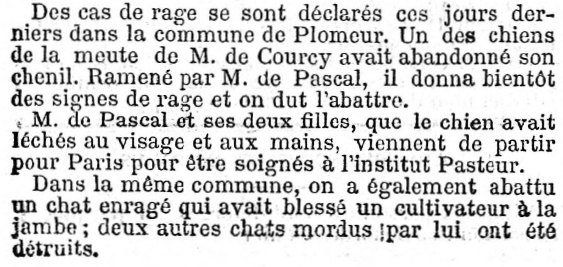
Extrait du journal Le Temps du 5 juillet 1893 évoquant des cas de rage à Plomeur.

Anatole Le Braz écrit en 1896, alors qu'il se rend depuis Pont-l'Abbé au Guilvinec : « Nous venions de traverser Plomeur, un village composé surtout d'un cimetière où des paysans attendaient l'heure des vêpres, assis sur les tombes ; notre voiture dut se ranger contre la douve pour laisser passer un pauvre convoi funéraire qui s'avançait, précédé d'un prêtre en surplis, au bruit tintinnabulant des clochettes suspendues aux longues croix de cuivre. Le cercueil, recouvert d'un drap trop court qui n'arrivait pas à joindre les deux extrémités, reposait dans un de ces chariots à claire-voie qu'on ne rencontre plus guère qu'en Bretagne et qui ont la forme d'une carène de barque portée sur un essieu. Un bidet de la côte, de ceux qu'on emploie au transport de la sardine, traînait le véhicule, témoignant que le corps qu'on transportait vers sa dernière demeure était celui d'un marin ; pour les obsèques d'un « terrien », on eût attelé des bœufs de labour. (...) À tout moment surgissaient, aux deux flancs du chemin, des croix monolithes, d'aspect barbare, taillées à même dans des menhirs désaffectés. Et l'on en voyait d'autres, en pleins champs, érigeant le symbole du christianisme sur des sépultures d'avant l'histoire. Puis des moulins à vent apparurent alignés sur l'horizon, pareils, eux aussi, avec leurs ailes au repos, à des calvaires gigantesques aux fûts disproportionnés ».

### LeXXesiècle

#### LaBelle Époque
L'école de filles, tenue par les Sœurs de la Sagesse, dut fermer en 1904 en vertu de la loi sur les congrégations.
Le journal Le Matin indique dans son n° du 15 mars 1906 qu'« il a été impossible de procéder aux inventaires à Plovan, à Plomeur, à Tréogat et à Plozévet, des groupes compacts de femmes entourant les églises ».
Un bureau téléphonique fut mis en service à Plomeur le 1er janvier 1914.

#### La Première guerre mondiale
Le monument aux morts de Plomeur porte les noms de 95 soldats et marins morts pour la France pendant la Première Guerre mondiale ; parmi eux, un marin (François Kerchrom) au moins est disparu en mer, 5 au moins sont morts en Belgique dont deux (Jean Gloaguen, Paul Stéphan) lors de la bataille de Rossignol et un (Jacques Nédélec) dans les combats de Maissin ; deux (Louis Le Cossec, Jean Pochet) sont morts en Serbie dans le cadre de l'expédition de Salonique ; un (Jean Kernafflen) est mort à Tataouine en Tunisie ; un (Jean Louis Cosquéric) est mort alors qu'il était prisonnier en Allemagne au lazaret de Sprottau dans la province de Prusse-Orientale [actuellement Szprotawa en Pologne] ; la plupart des autres sont morts sur le sol français : cinq d'entre eux (Sébastien Brenn, Pierre Diascorn, Pierre Durand, Sébastien Guirriec, René Tanniou) ont été décorés de la Croix de guerre et un (Sébastien Pochic) de la Médaille militaire. Un soldat (Pierre Le Maréchal) est mort de maladie en 1919 à Hombourg alors qu'il faisait partie des troupes françaises d'occupation en Allemagne.
La 491e escadrille d'avions de guerre, destinée à protéger les convois de bateaux dans l'Océan Atlantique, créée le 9 mars 1918, entra en service le 19 octobre 1918 à Plomeur, donc moins d'un mois avant l'armistice de 1918 ; composée de 8 avions, elle fut supprimée un mois après l'armistice.

#### L'Entre-deux-guerres

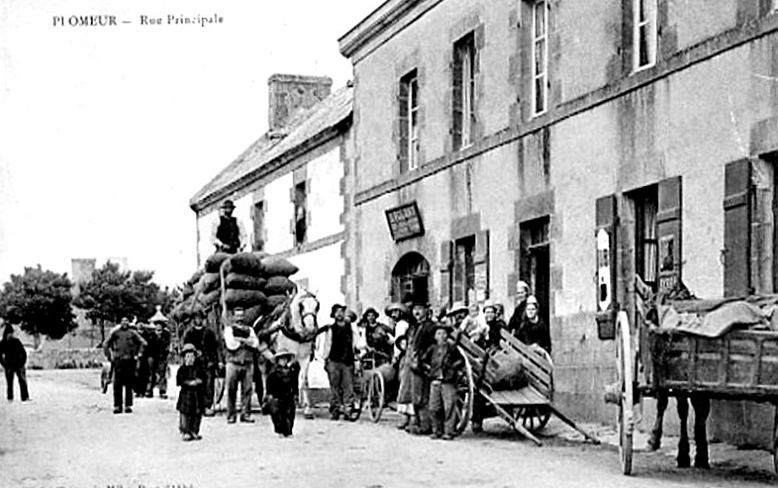
La rue principale de Plomeur vers 1920 (carte postale).
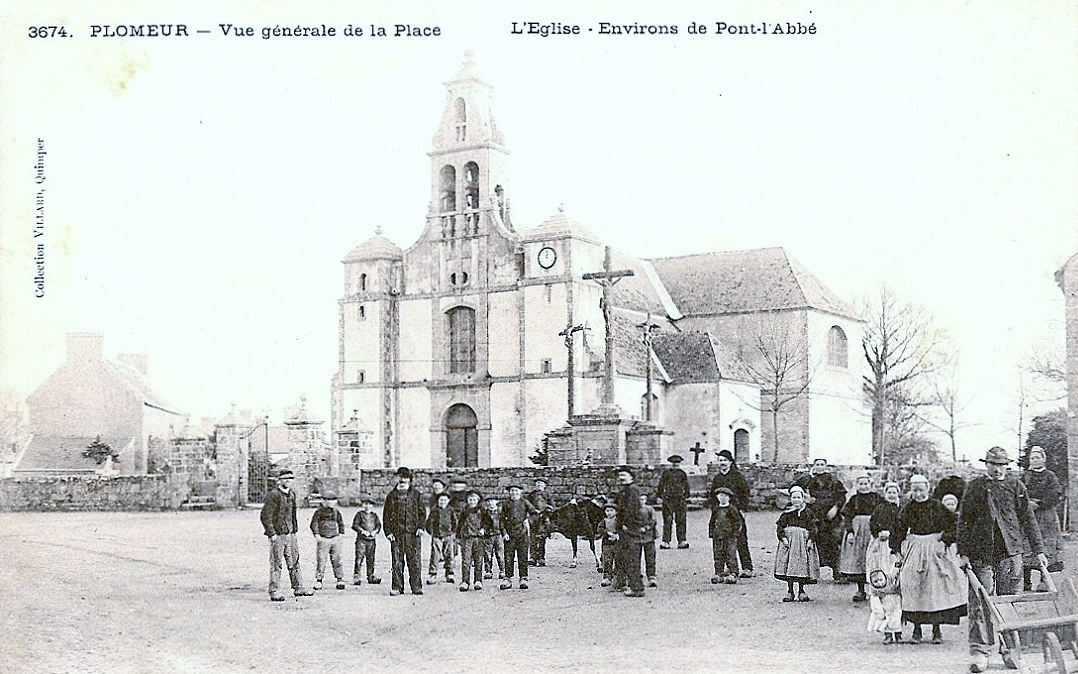
Plomeur : la place de l'église vers 1920 (carte postale Villard).

L'abbé Paubert, recteur de Plomeur depuis 1930, qui circulait à motocyclette, fut écrasé par une camionnette le 24 août 1937.
Le journal L'Ouest-Éclair écrit le 26 juin 1939 que « les nombreux producteurs de pois des palues de Penmarch, Plomeur, Saint-Jean et Tréguennec, dont la récolte des pois est la principale, sinon la seule, ressource, après l'année désastreuse de 1938, ne pourront guère améliorer leur sort cette année ». Le journal L'Humanité écrivait déjà en 1935 : « C'est la misère aussi chez les petits paysans que le Crédit agricole menace de saisies, menace aiguë chez les petits producteurs de pois de Plomeur, Penmarch, Saint-Jean, razziés férocement par le patronat de la conserve ».

#### La Seconde Guerre mondiale

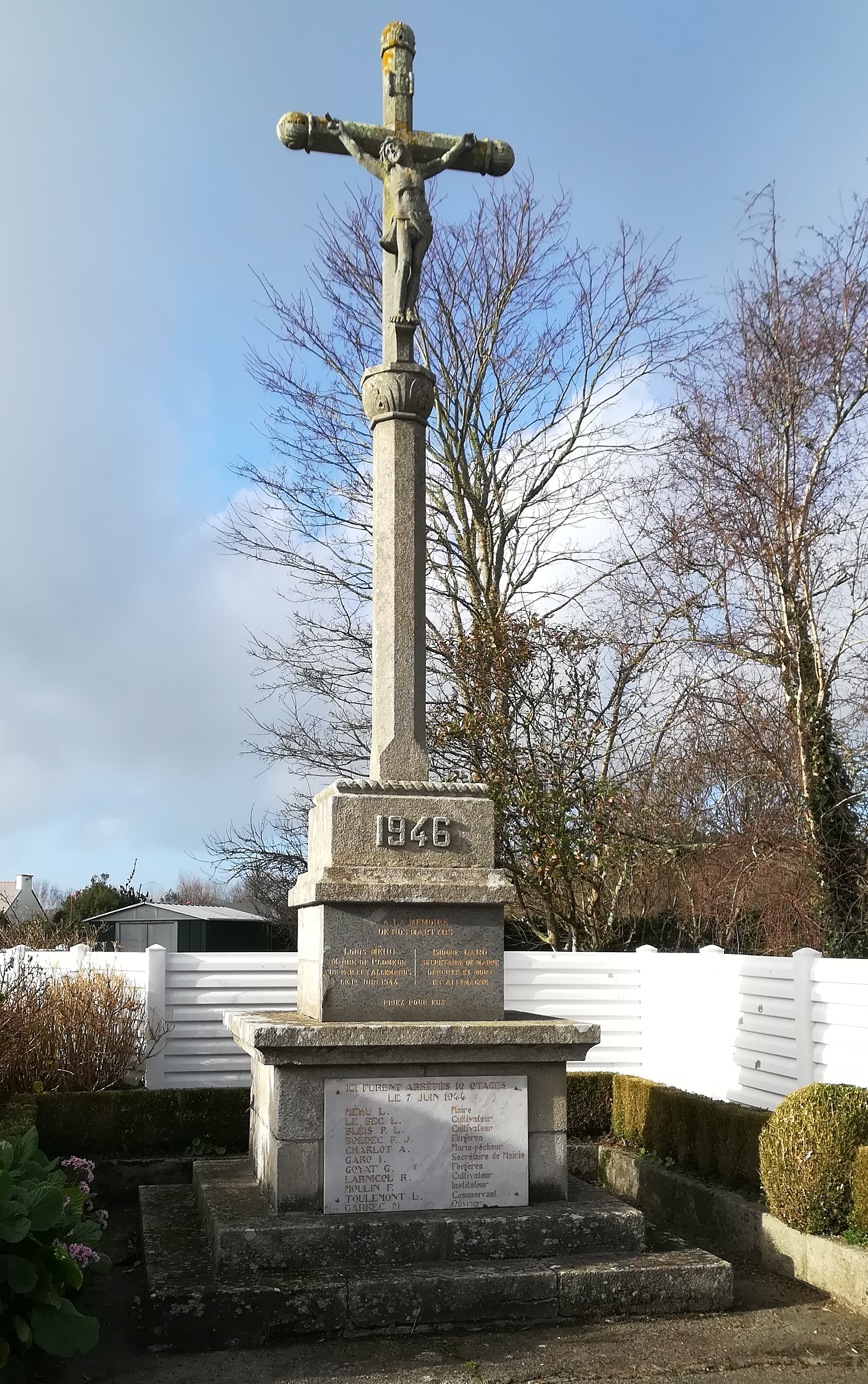
Plomeur : croix portant les plaques commémoratives des otages du 7 juin 1944 ainsi que celle d'Isidore Le Garo (secrétaire de mairie, mort en déportation), et Louis Méhu (maire, fusillé).

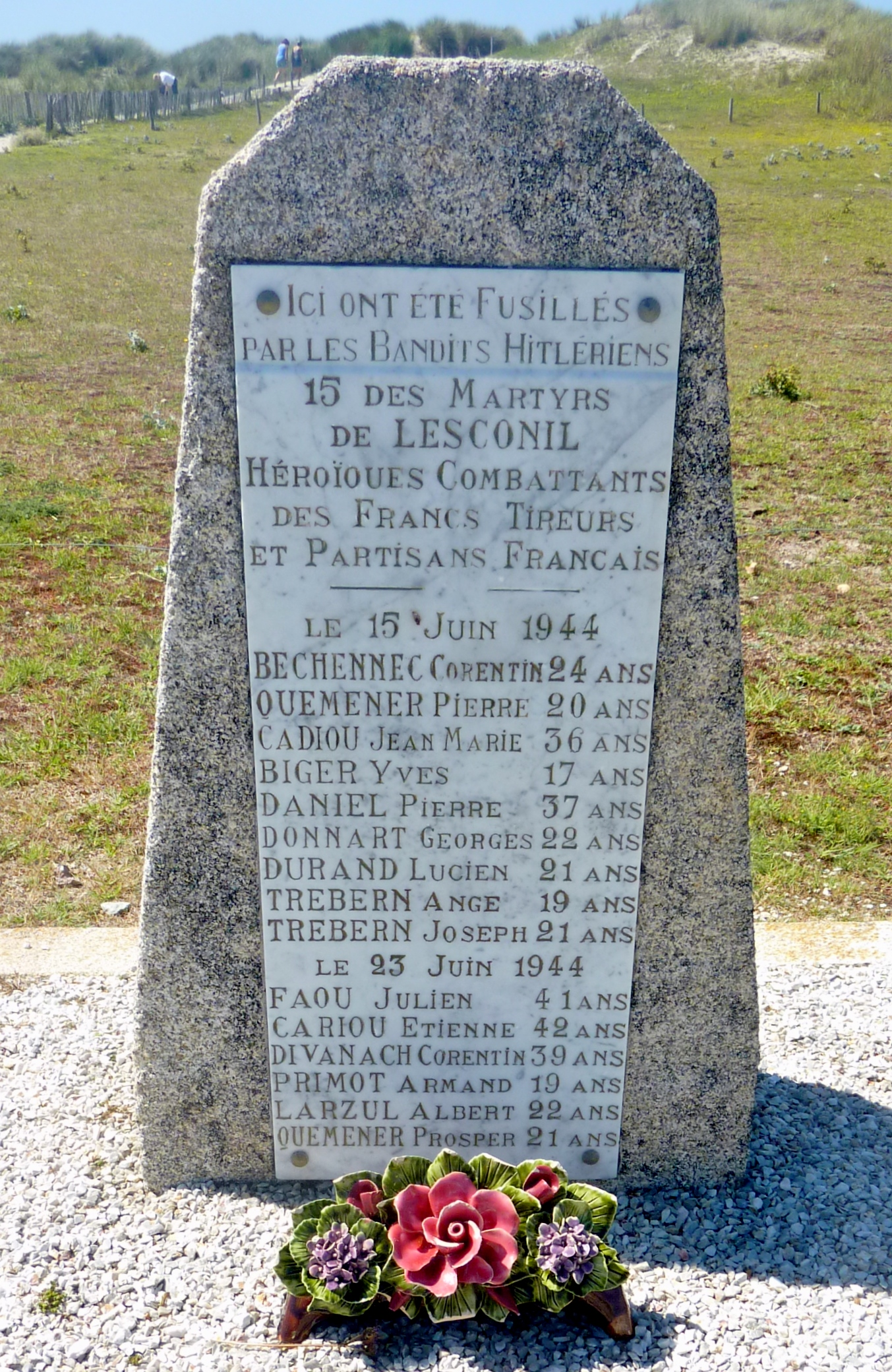
Stèle commémorant les 15 résistants de Lesconil fusillés par les Allemands près de la Pointe de la Torche les 15 et 23 juin 1944.

Le monument aux morts de Plomeur porte les noms de 15 personnes originaires de la commune mortes pour la France pendant la Seconde Guerre mondiale ; parmi elles Pierre Loussouarn, second maître sur le cuirassé Bretagne, fut une victime de la bataille de Mers el-Kébir. À la suite de la prise temporaire de Plomeur par des résistants FTP les 6 et 7 juin 1944, lesquels firent prisonniers quatre Russes blancs (un bataillon de Russes blancs avait alors son PC à Plomeur), les Allemands arrêtèrent une vingtaine de personnes qui furent conduites à la prison Saint-Gabriel de Pont-l'Abbé ; parmi elles Isidore Le Garo, secrétaire de mairie à Plomeur, arrêté par les Allemands le 9 juin 1944, est mort en déportation au camp de concentration de Neuengamme et Louis Méhu, maire de Plomeur, fut fusillé le 12 juin 1944.
Quinze résistants originaires de Plobannalec-Lesconil, condamnés à mort par une cour martiale allemande, ont été fusillés dans les dunes de La Torche les 15 juin 1944 (Corentin Béchennec, Pierre Quémeneur, Jean-Marie Cadiou, Yves Biger, Pierre Daniel, Georges Donnart, Lucien Durand, Ange Trebern, Joseph Trebern) et 23 juin 1944 (Julien Faou, Étienne Cariou, Corentin Divanach, Armand Primot, Albert Larzul, Prosper Quémeneur), où une stèle rappelle cet épisode dramatique. Les tombes de ces jeunes martyrs, âgés de 17 à 42 ans, sont regroupées au cimetière de Lesconil.

#### L'après Seconde Guerre mondiale
Deux soldats (P.J.M. Le Corre, R. Le Pemp) originaires de Plomeur sont morts pendant la guerre d'Indochine.
À partir de la décennie 1960, se développe sur une centaine d'hectares une culture de bulbes (iris, jacinthes, tulipes) à La Torche à l'initiative au départ d'un rapatrié d'Afrique du Nord (M. Devéza), suivi de l'entreprise Florimer, puis, dans la décennie 1970 d'un horticulteur hollandais.

## Culture bretonne

### Activités culturelles

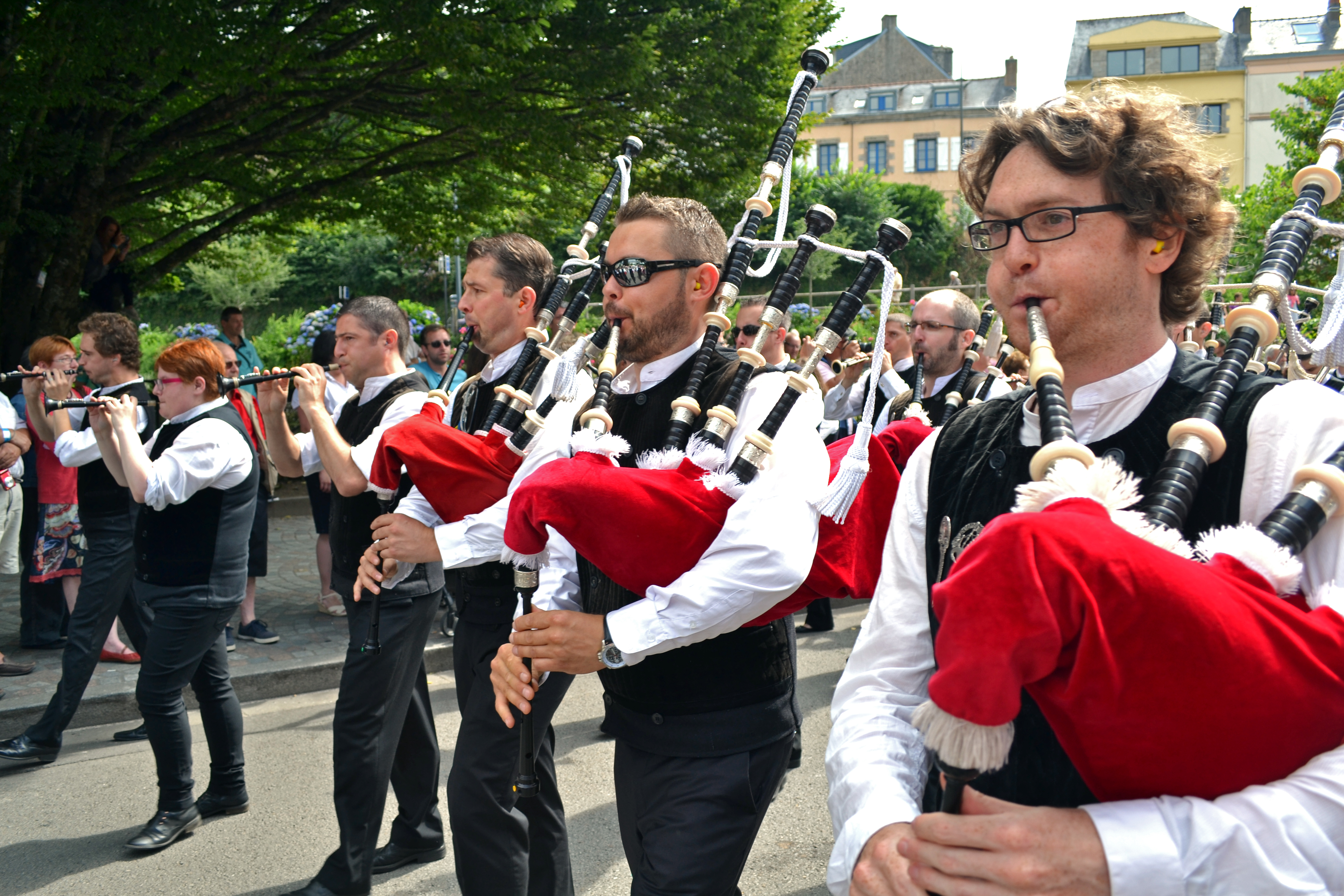
Le bagad Cap Caval évolue en première catégorie du championnat national des bagadoù.

La ville héberge depuis sa création en 1984 le bagad Cap Caval, plusieurs fois vainqueur du championnat national des bagadoù, et à nouveau chaque année entre 2015 et 2019.

### Langue bretonne
L'adhésion à la charte Ya d'ar brezhoneg a été votée par le Conseil municipal le 28 avril 2006.
À la rentrée 2017, 105 élèves étaient scolarisés dans la filière bilingue publique.

## Démographie
L'évolution du nombre d'habitants est connue à travers les recensements de la population effectués dans la commune depuis 1793. Pour les communes de moins de 10 000 habitants, une enquête de recensement portant sur toute la population est réalisée tous les cinq ans, les populations de référence des années intermédiaires étant quant à elles estimées par interpolation ou extrapolation. Pour la commune, le premier recensement exhaustif entrant dans le cadre du nouveau dispositif a été réalisé en 2005.
En 2022, la commune comptait 3 877 habitants, en évolution de +2,4 % par rapport à 2016 (Finistère : +2,16 %, France hors Mayotte : +2,11 %).
| 1793  | 1800  | 1806  | 1821  | 1831  | 1836  | 1841  | 1846  | 1851  |
| ----- | ----- | ----- | ----- | ----- | ----- | ----- | ----- | ----- |
| 1 410 | 1 132 | 1 350 | 1 708 | 1 912 | 2 147 | 2 234 | 2 463 | 2 568 |

| 1856  | 1861  | 1866  | 1872  | 1876  | 1881  | 1886  | 1891  | 1896  |
| ----- | ----- | ----- | ----- | ----- | ----- | ----- | ----- | ----- |
| 2 595 | 2 771 | 2 956 | 3 369 | 3 786 | 2 295 | 2 268 | 2 353 | 2 426 |

| 1901  | 1906  | 1911  | 1921  | 1926  | 1931  | 1936  | 1946  | 1954  |
| ----- | ----- | ----- | ----- | ----- | ----- | ----- | ----- | ----- |
| 2 474 | 2 600 | 2 638 | 2 464 | 2 442 | 2 283 | 2 283 | 2 090 | 1 917 |

| 1962  | 1968  | 1975  | 1982  | 1990  | 1999  | 2005  | 2006  | 2010  |
| ----- | ----- | ----- | ----- | ----- | ----- | ----- | ----- | ----- |
| 1 903 | 1 916 | 2 263 | 2 852 | 3 272 | 3 203 | 3 351 | 3 420 | 3 689 |

| 2015  | 2020  | 2022  | - | - | - | - | - | - |
| ----- | ----- | ----- | - | - | - | - | - | - |
| 3 782 | 3 855 | 3 877 | - | - | - | - | - | - |

## Naissances
| Année                                                                             | 2003 | 2004 | 2005 | 2006 |
| --------------------------------------------------------------------------------- | ---- | ---- | ---- | ---- |
| Nombre de Naissances                                                              | 24   | 39   | 17   | 20   |
| Nombres retenus à partir de 2003. Source : Site officiel de la commune de Plomeur |      |      |      |      |

## Décès
| Année                                                                             | 2003 | 2004 | 2005 | 2006 |
| --------------------------------------------------------------------------------- | ---- | ---- | ---- | ---- |
| Nombre de Décès                                                                   | 25   | 38   | 25   | 16   |
| Nombres retenus à partir de 2003. Source : Site officiel de la commune de Plomeur |      |      |      |      |

## Monuments et sites

### Patrimoine mégalithique
Malgré les destructions, le patrimoine mégalithique de la commune demeure très riche et diversifié, plusieurs monuments sont inscrits ou classés au titre des monuments historiques :
- Alignements de la Madeleine, alignement mégalithique.
- Dolmen de Menez Landu.
- Dolmens de Kerboulen, de Kerbulic et de Kersidal, ruinés.
- Dolmen de Kerugou classé par arrêté du 8 avril 1922[91].
- Dolmen de Lestrigniou classé par arrêté du 14 mars 1927[92].
- Dolmen de Penker-Ar-Bloaz classé par arrêté du 16 janvier 1924[93].
- Dolmen de la pointe de la Torche classé par arrêté du 13 juin 1960[94].
- Les menhirs de Kerfland classés par arrêté du 3 mars 1923[95], de Lanvenael classé par arrêté du 3 mars 1923[96], de Kerharo Vian inscrits par arrêté du 17 juin 1983[97], de Kervéen, de Kerverret (dit Men Briz), de la Vieille Métairie, de Saint-Urnel (déplacé au château de Kernuz à Pont-l'Abbé).

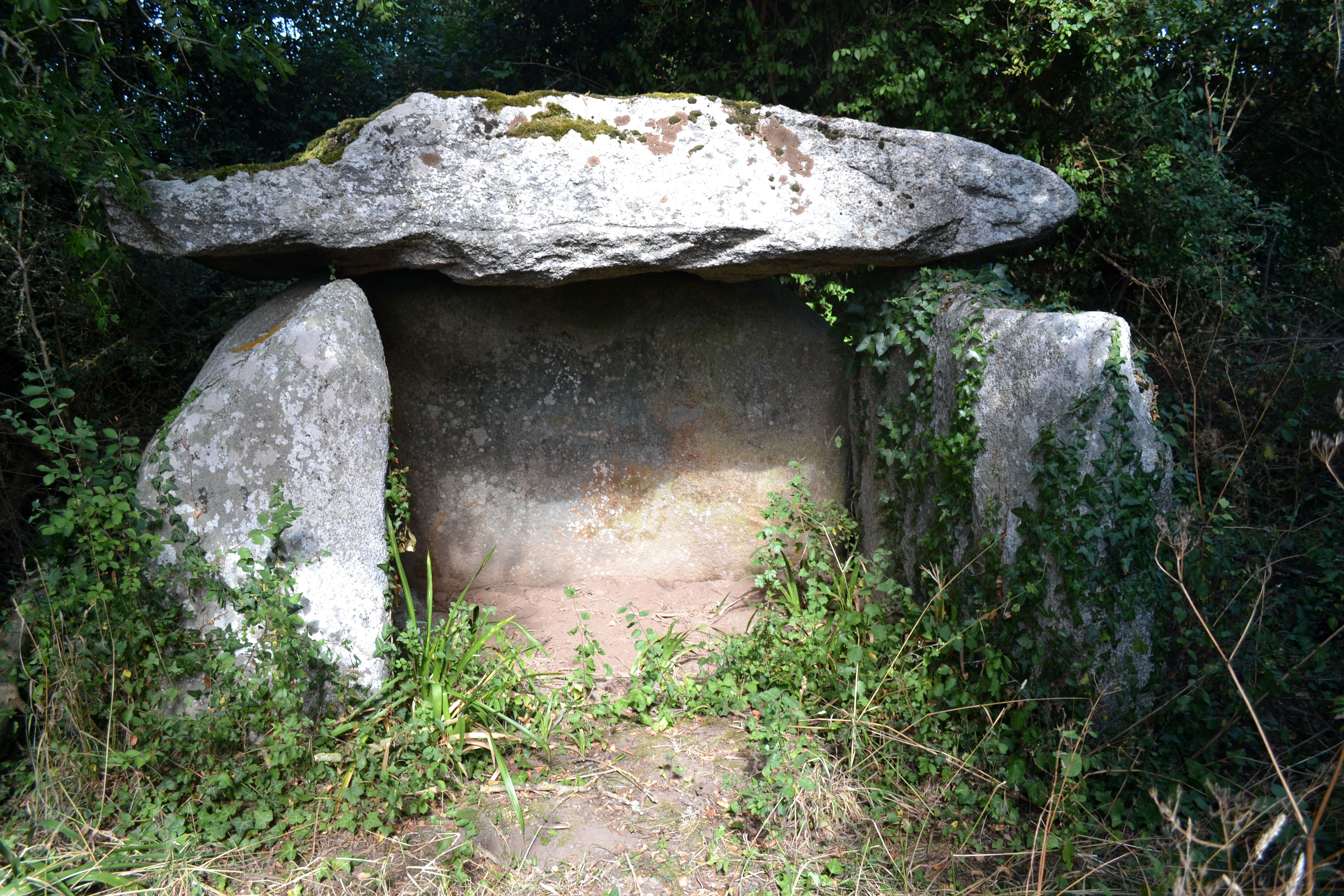
Dolmen de Menez Landu.
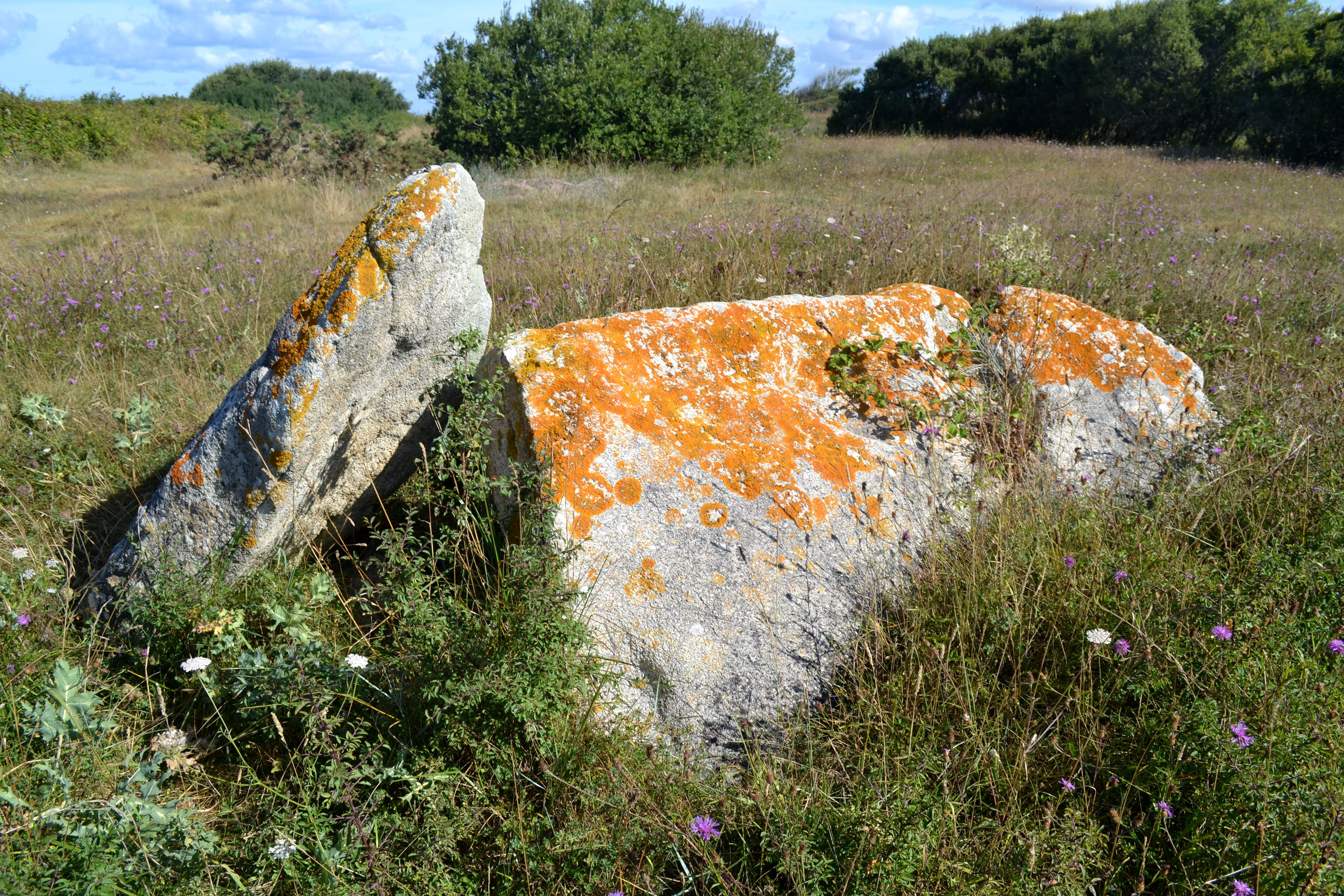
Dolmen de Kerboulen.
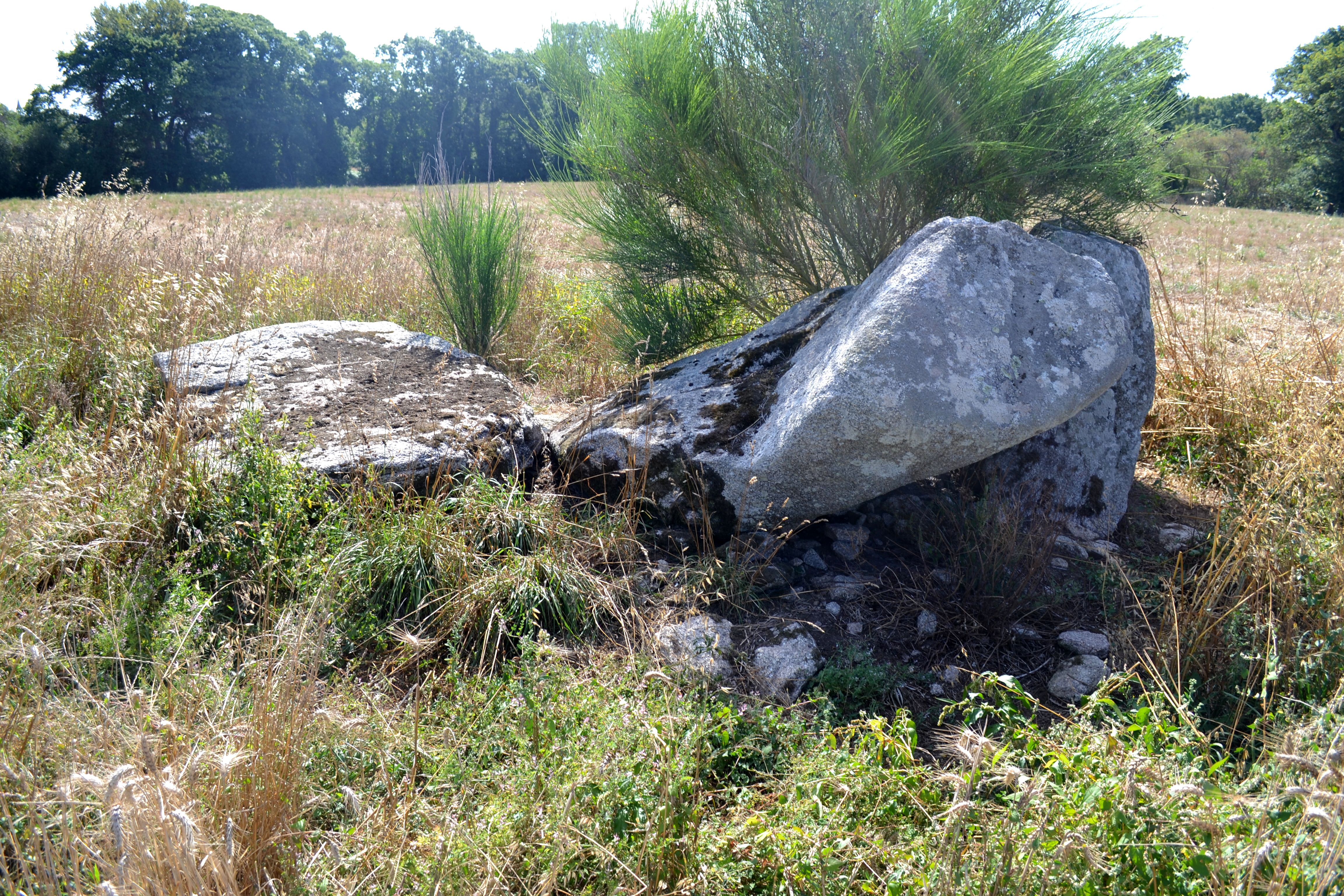
Dolmen de Kerbulic.
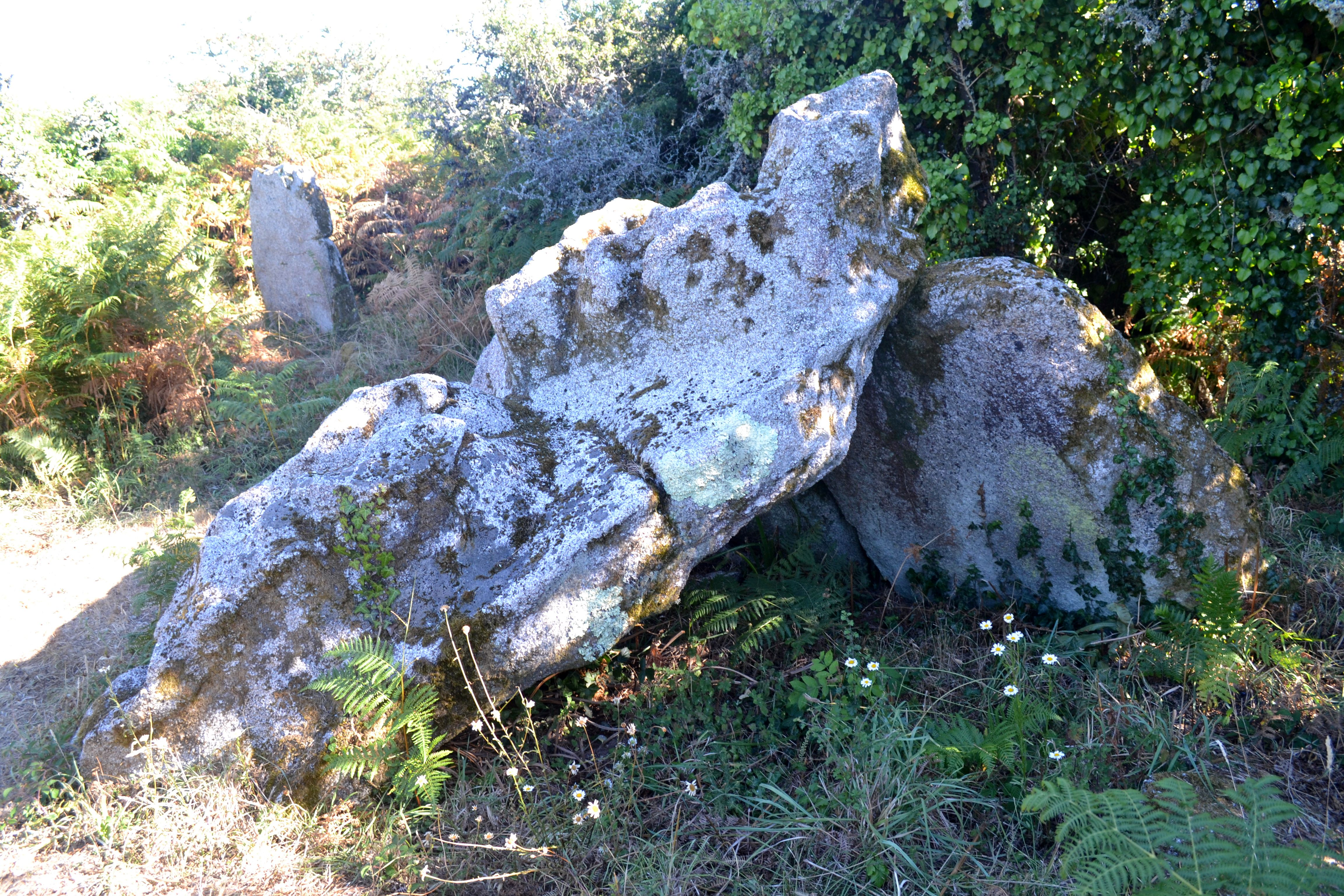
Dolmen de Kersidal.
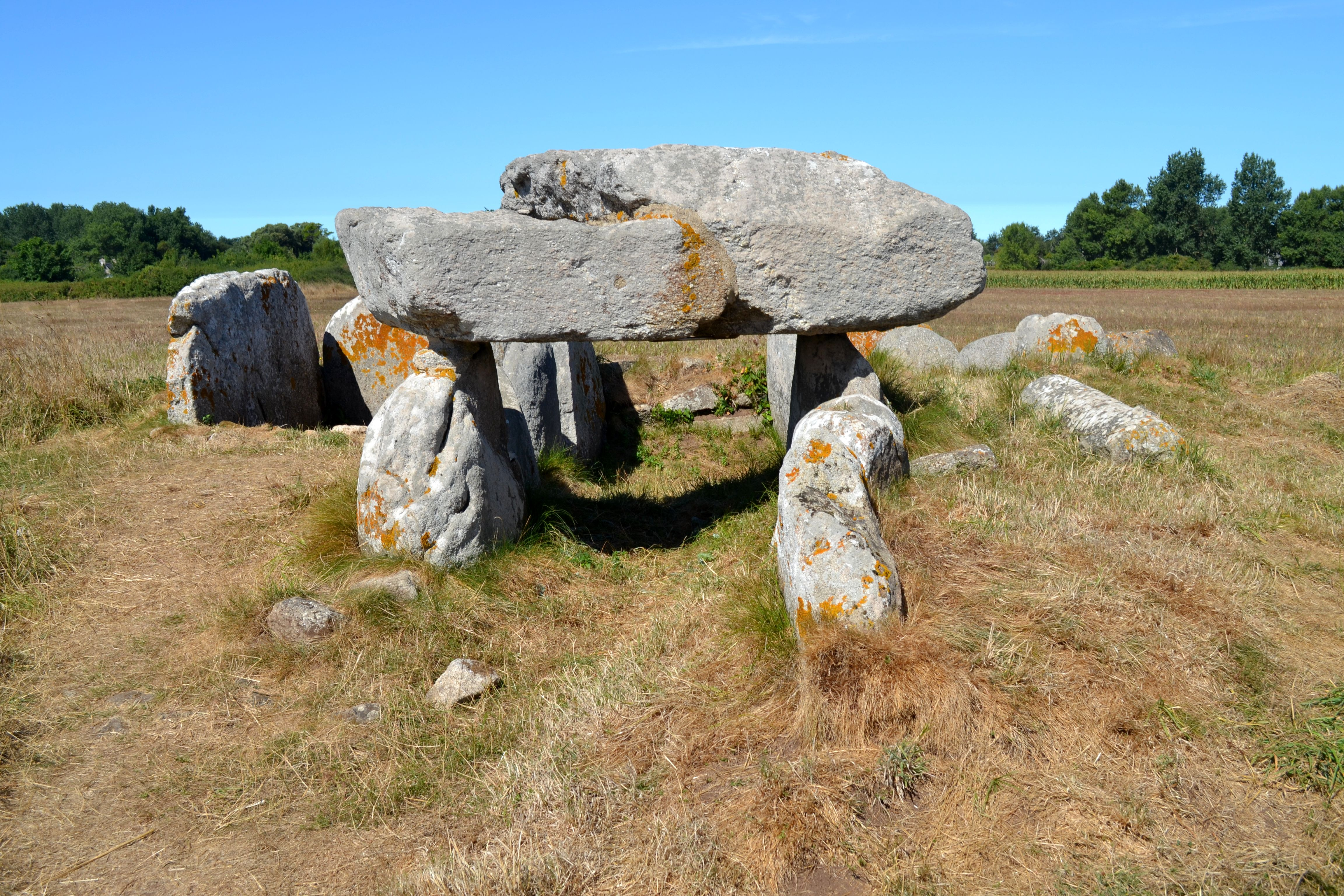
Dolmen de Kerugou.
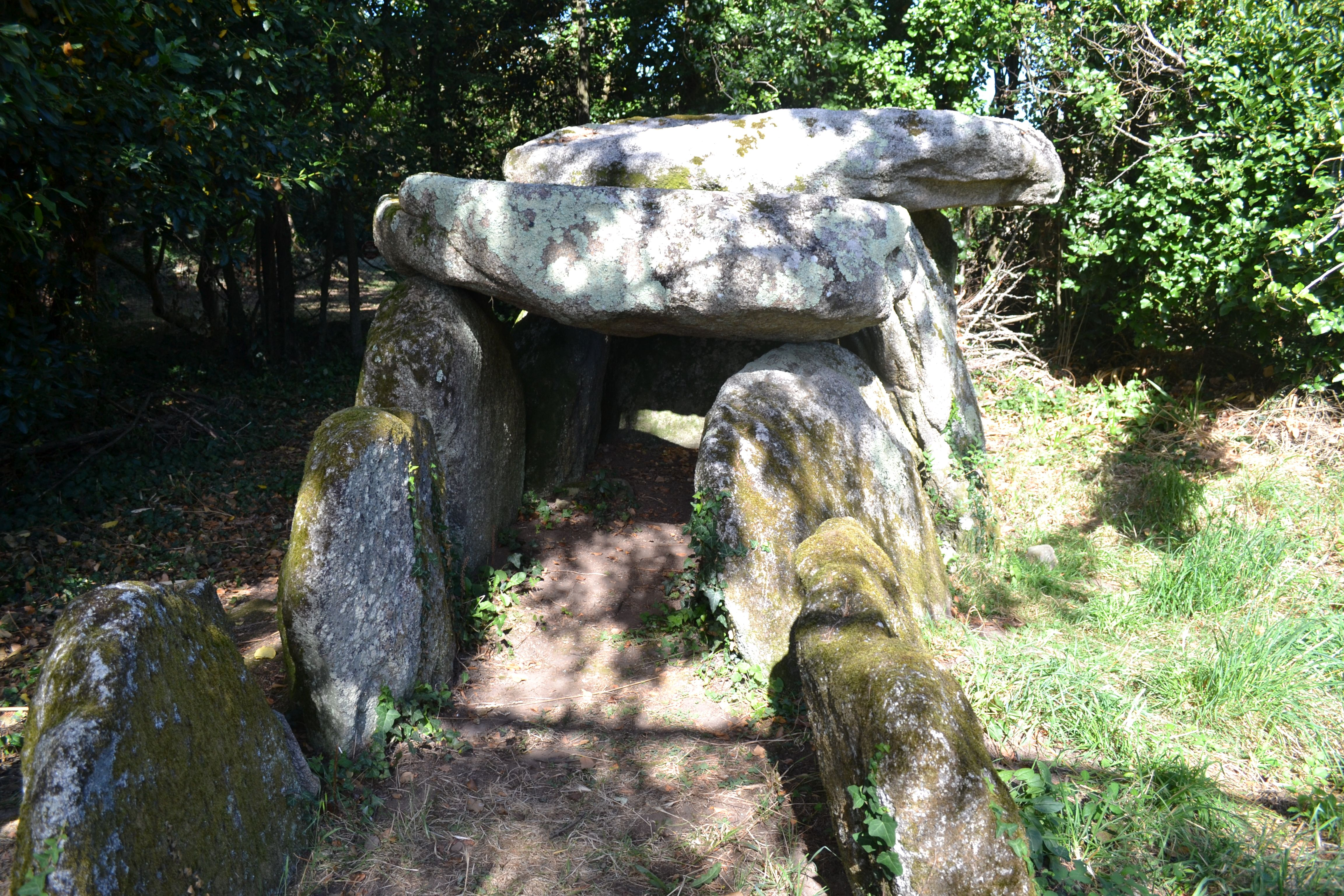
Dolmen de Lestrigniou.
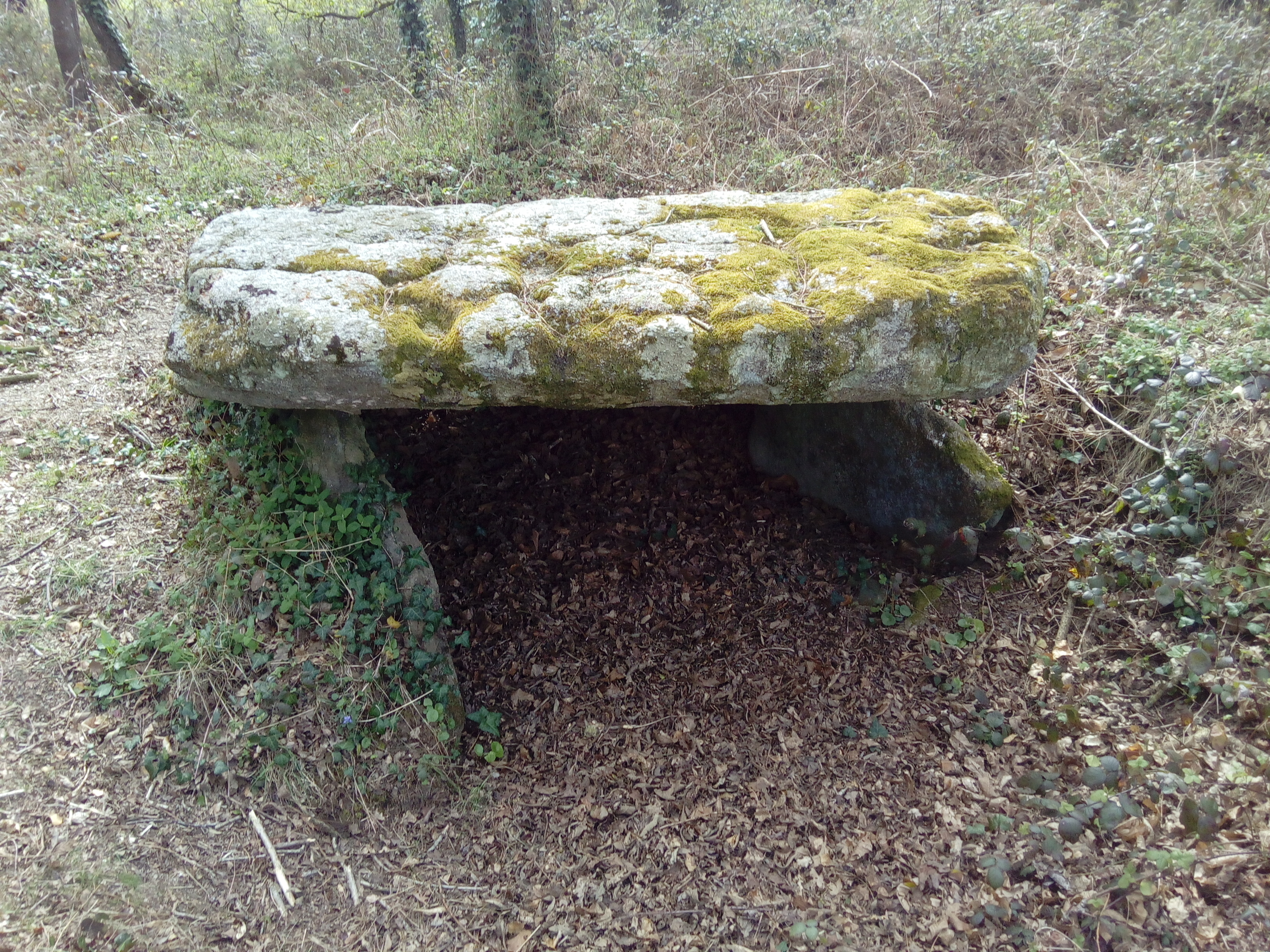
Dolmen de Penker ar Bloaz.
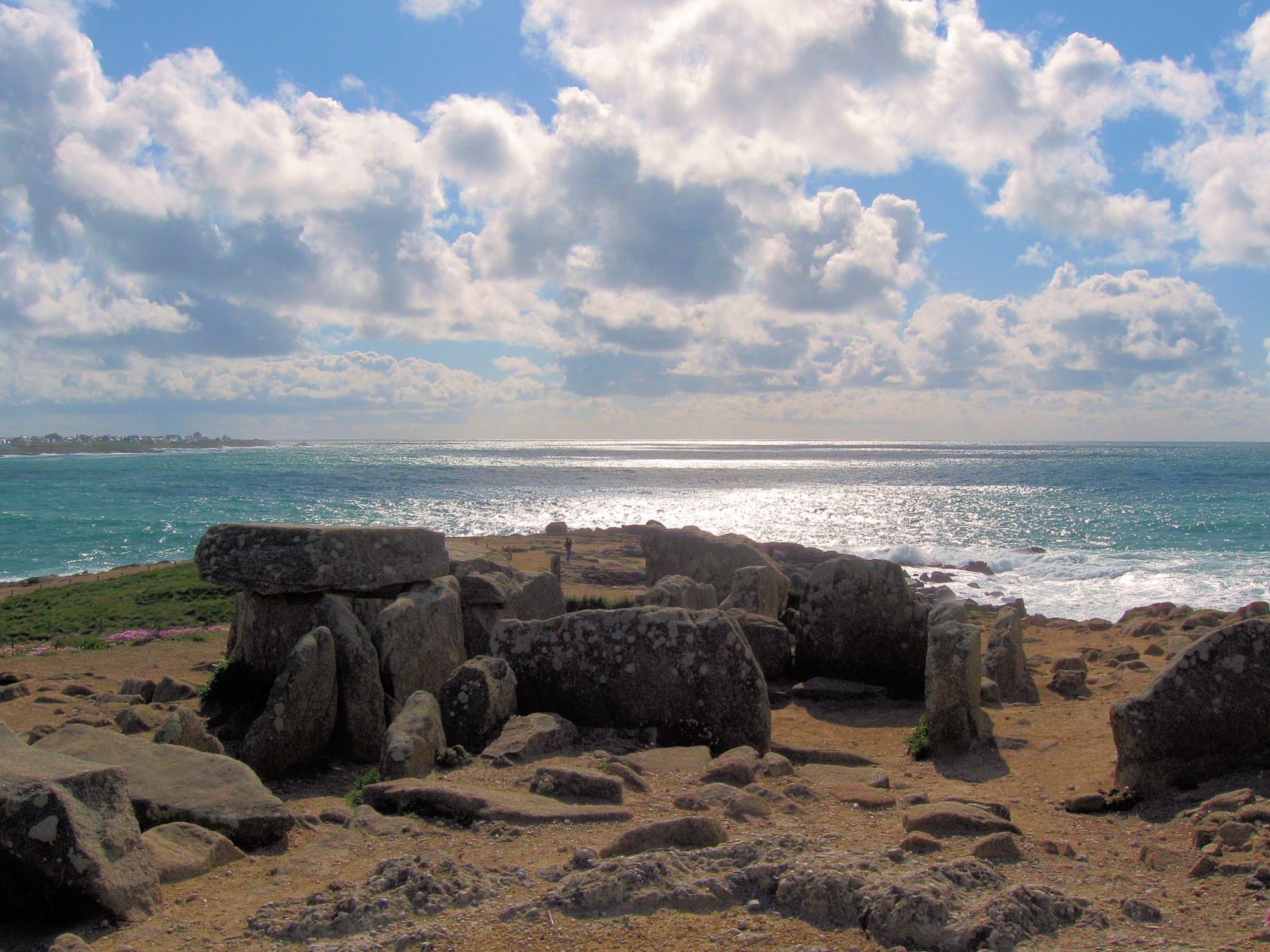
Dolmen de la Torche.

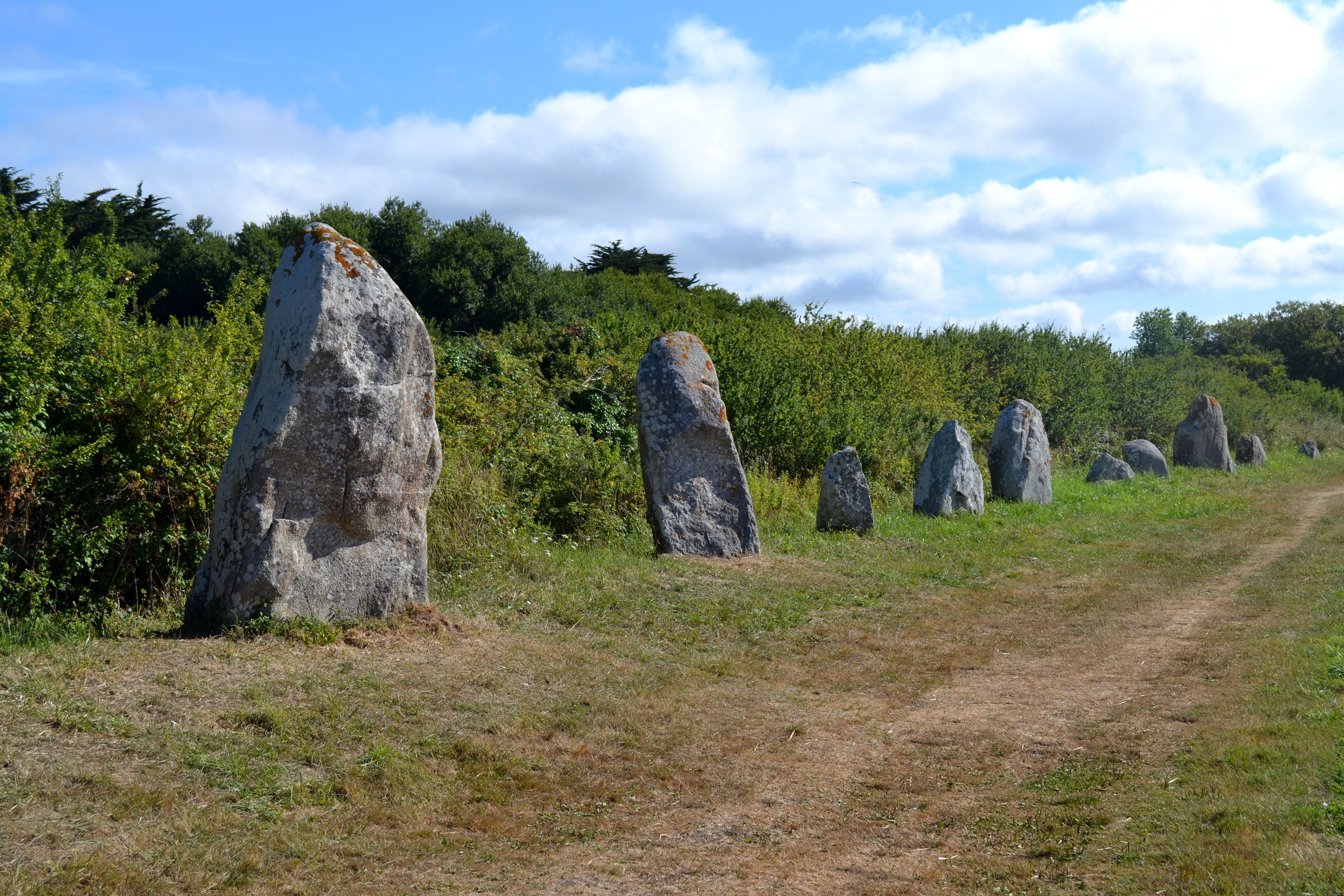
Alignement de la Madeleine.
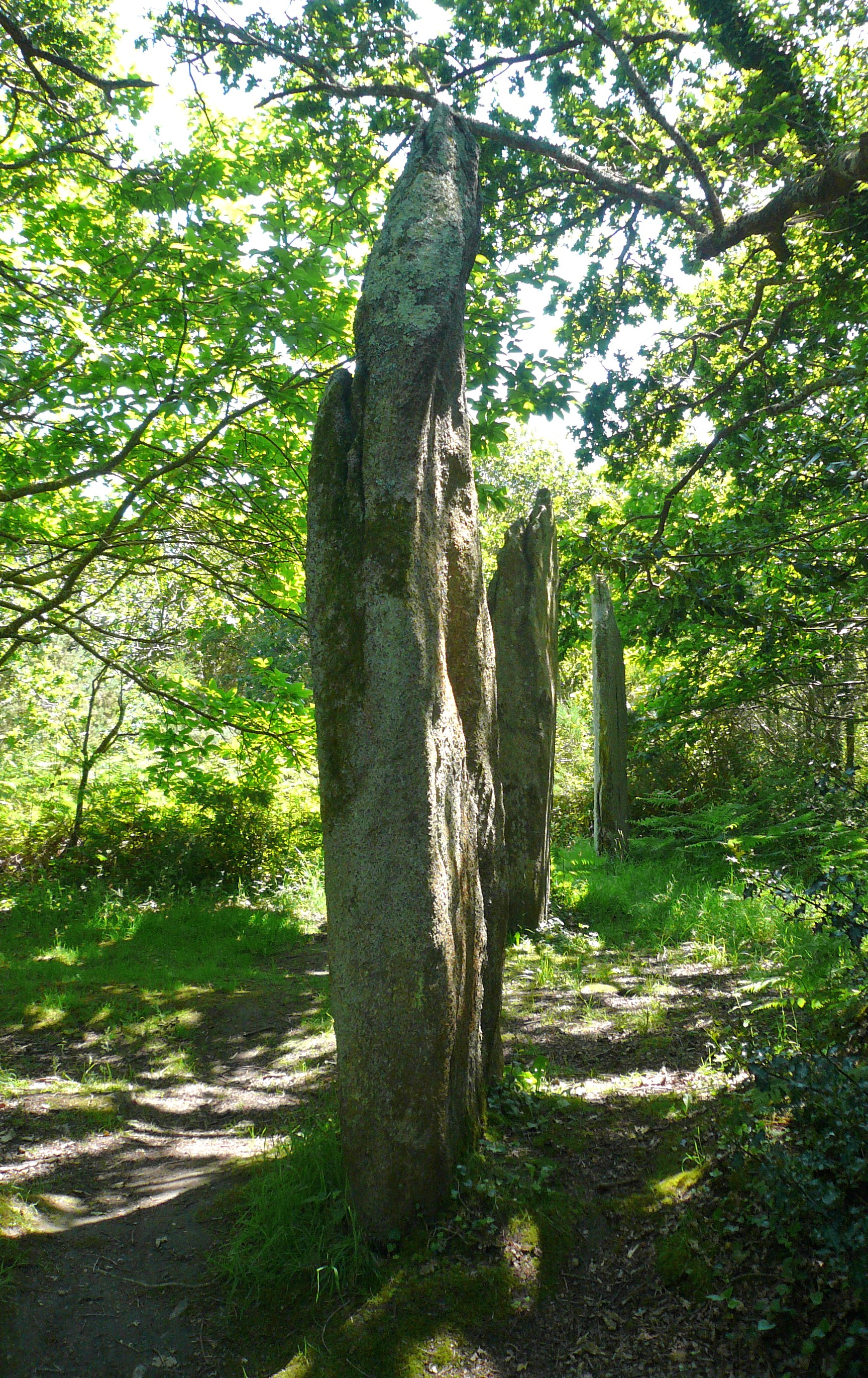
Alignement de Kerfland.
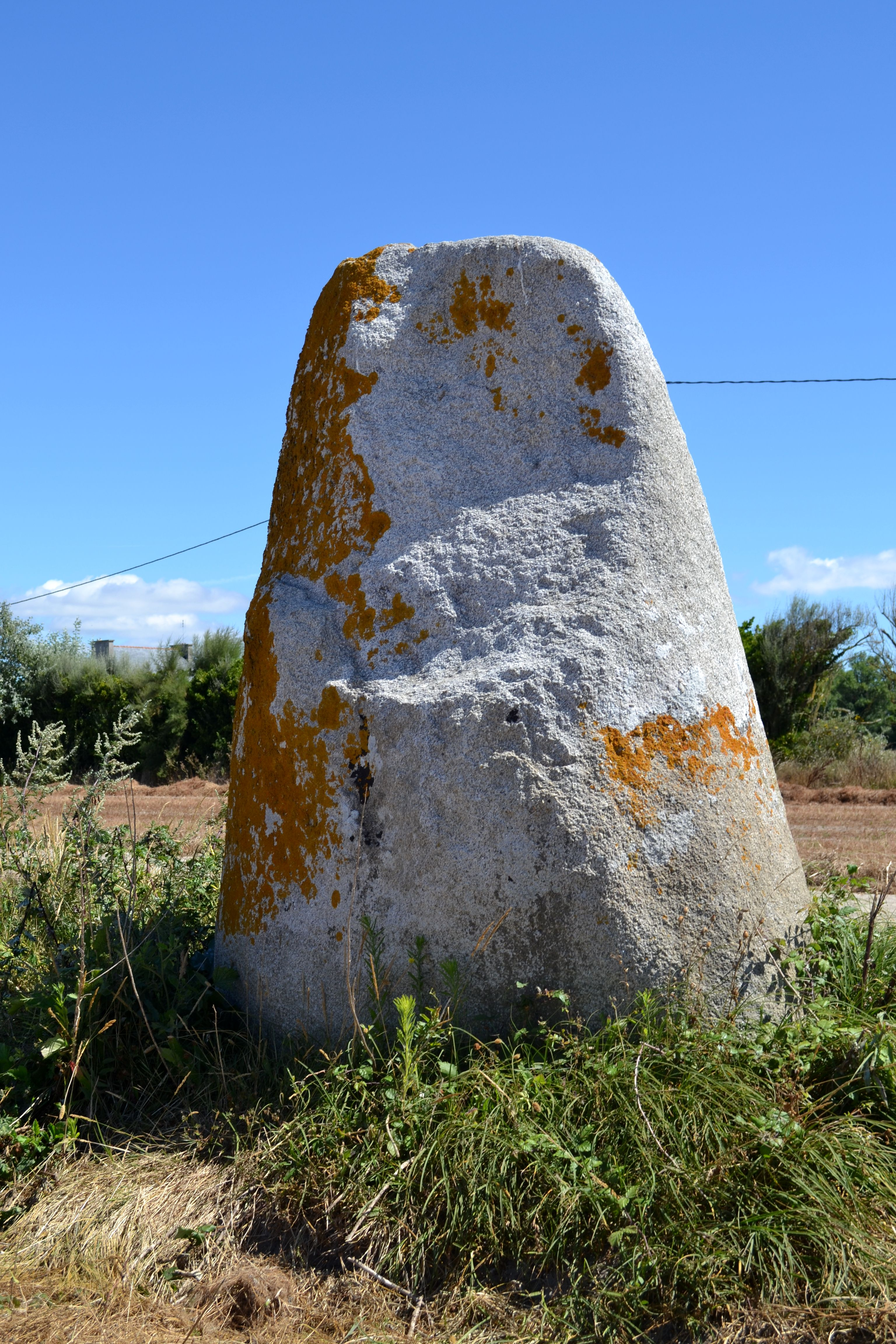
Menhir de Kerverret.
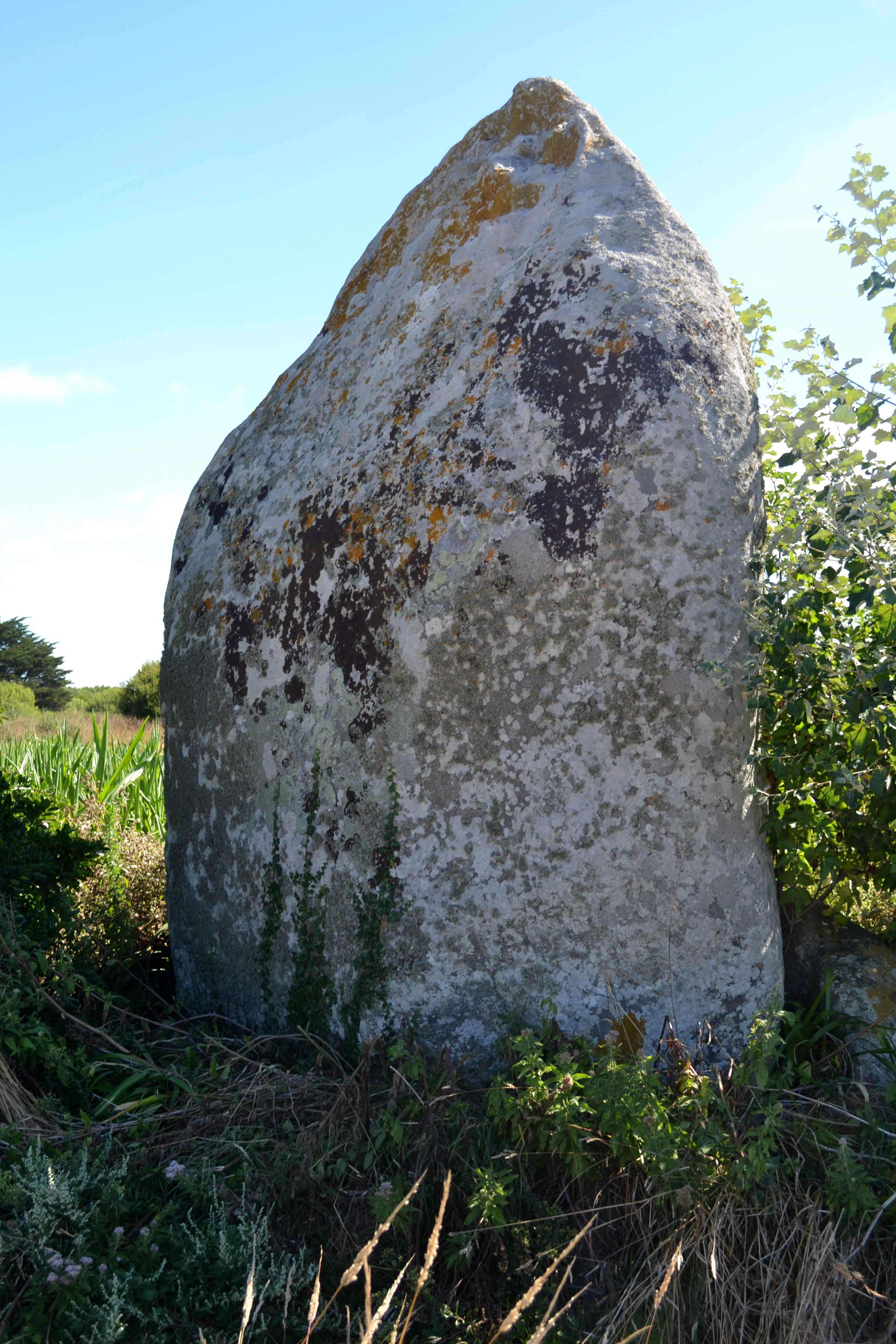
Menhir de Lanvenael.
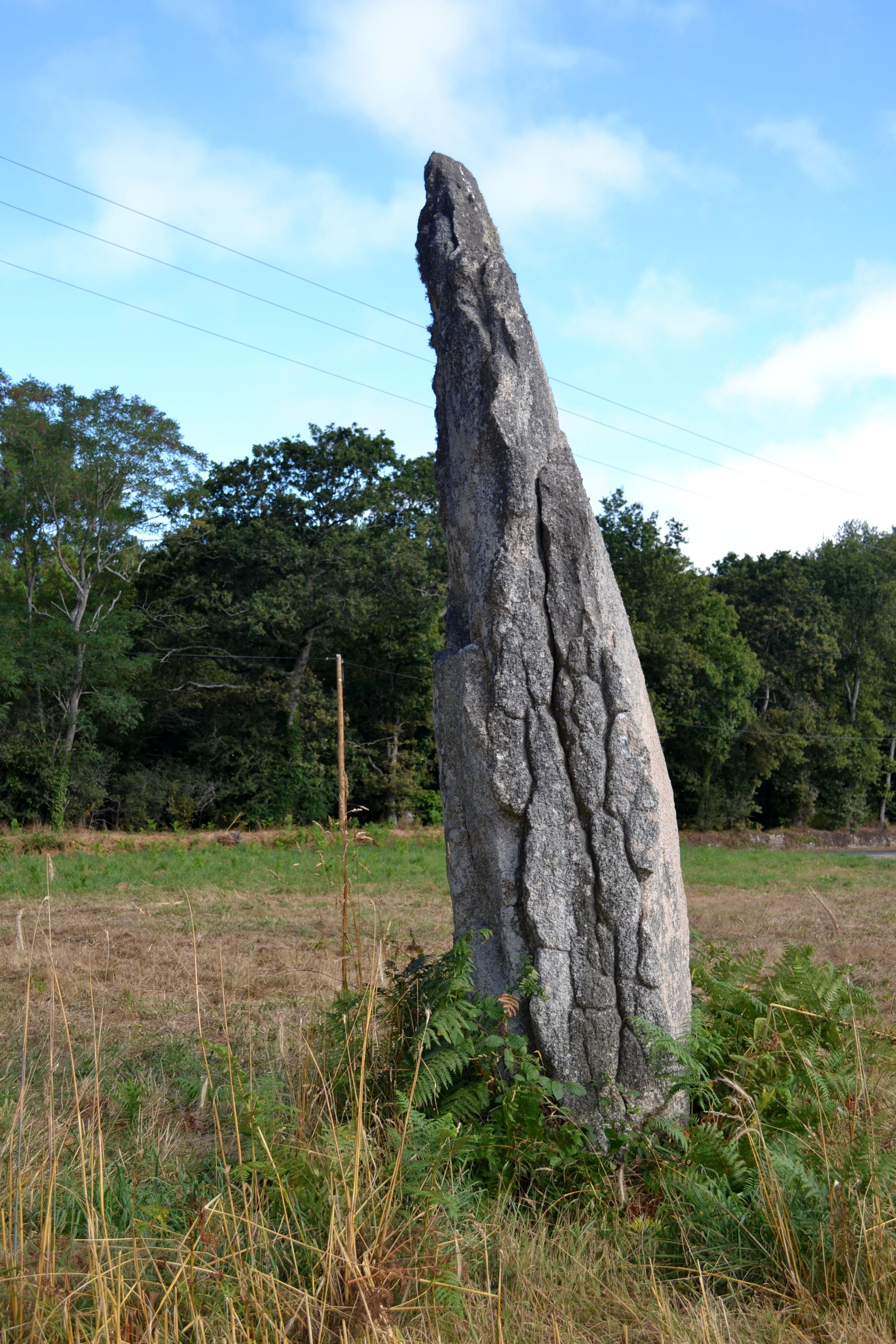
Menhir de la Vieille Métairie.
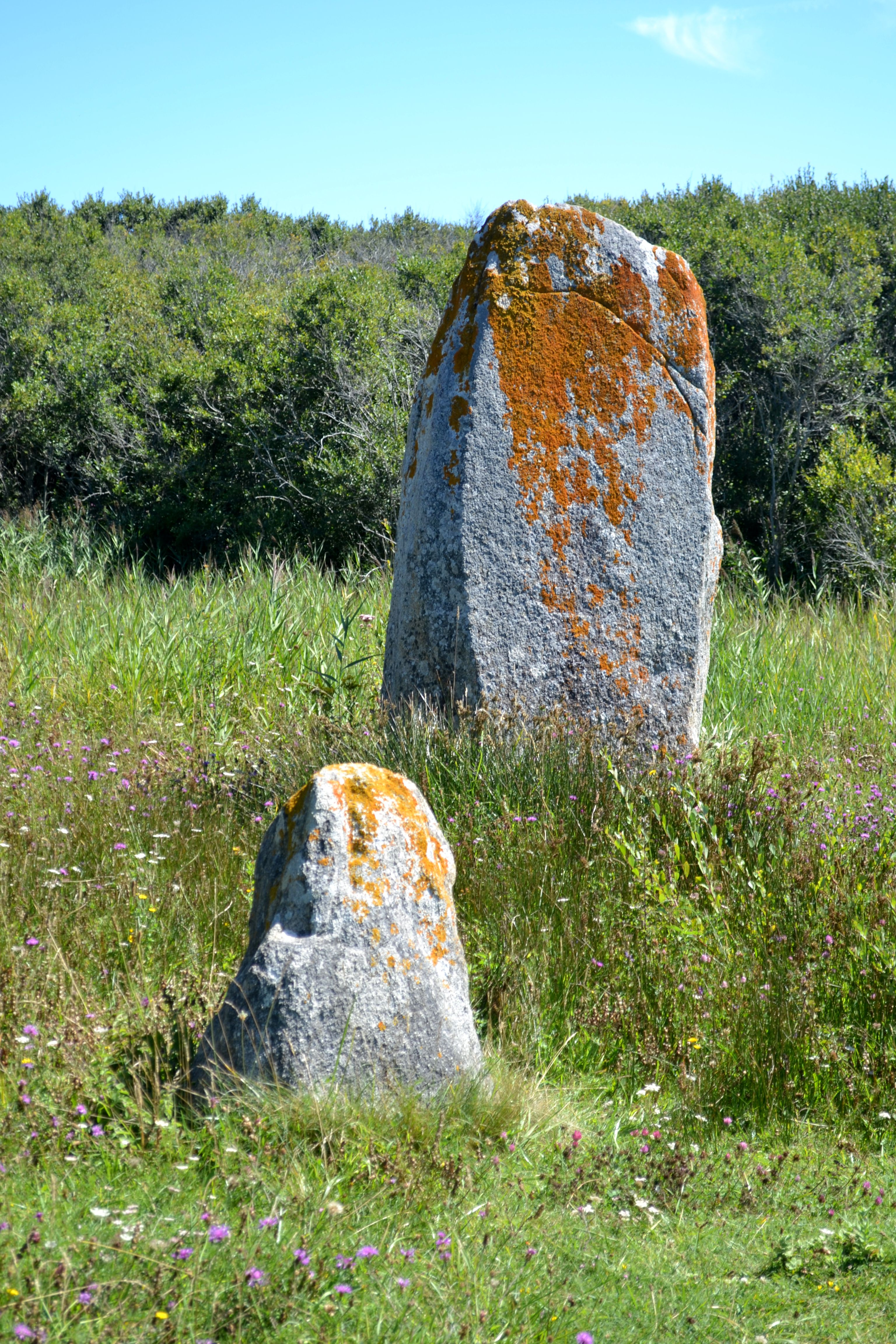
Menhirs de Kerharo Vian.

### Les stèles gauloises
- La stèle de Kerdano
- La stèle de Mein-Torret
- La stèle christianisée de Groas-Veur

### Les édifices religieux
- La chapelle Notre-Dame-de-Tréminou : la chapelle date du XIIIe siècle, mais a été restaurée au XIVe siècle et au XVIe siècle, date de la maîtresse-vitre de style flamboyant ; la toiture a été refaite en 1964. La chaire à prêcher extérieure est surmontée d'une croix très ancienne. À l'intérieur quelques statues datent du XVIe siècle ou du XVIe siècle, notamment celle de Notre-Dame-de-Tréminou et une pietà. Le pardon a lieu le quatrième dimanche de septembre. La fontaine de dévotion se trouve à Lestréminou, à 500 mètres au sud de la chapelle. À l'ouest, à 150 mètres de la chapelle, dans un talus, une stèle, christianisée par la suite, témoigne de l'ancien culte celtique en ce lieu[98].

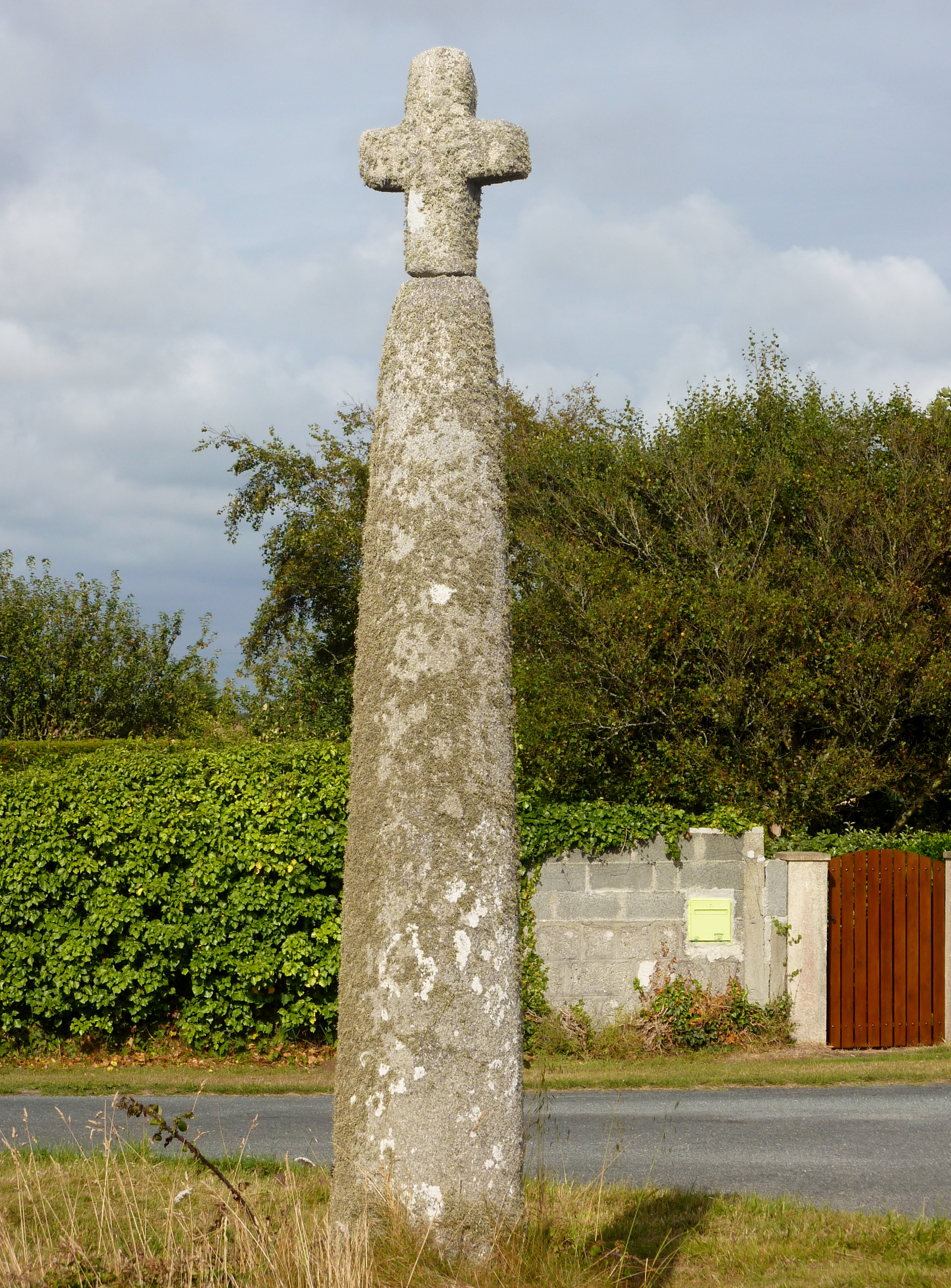
Stèle de l'Âge du fer, christianisée par la suite, située à 150 mètres environ de la chapelle Notre-Dame de Tréminou.
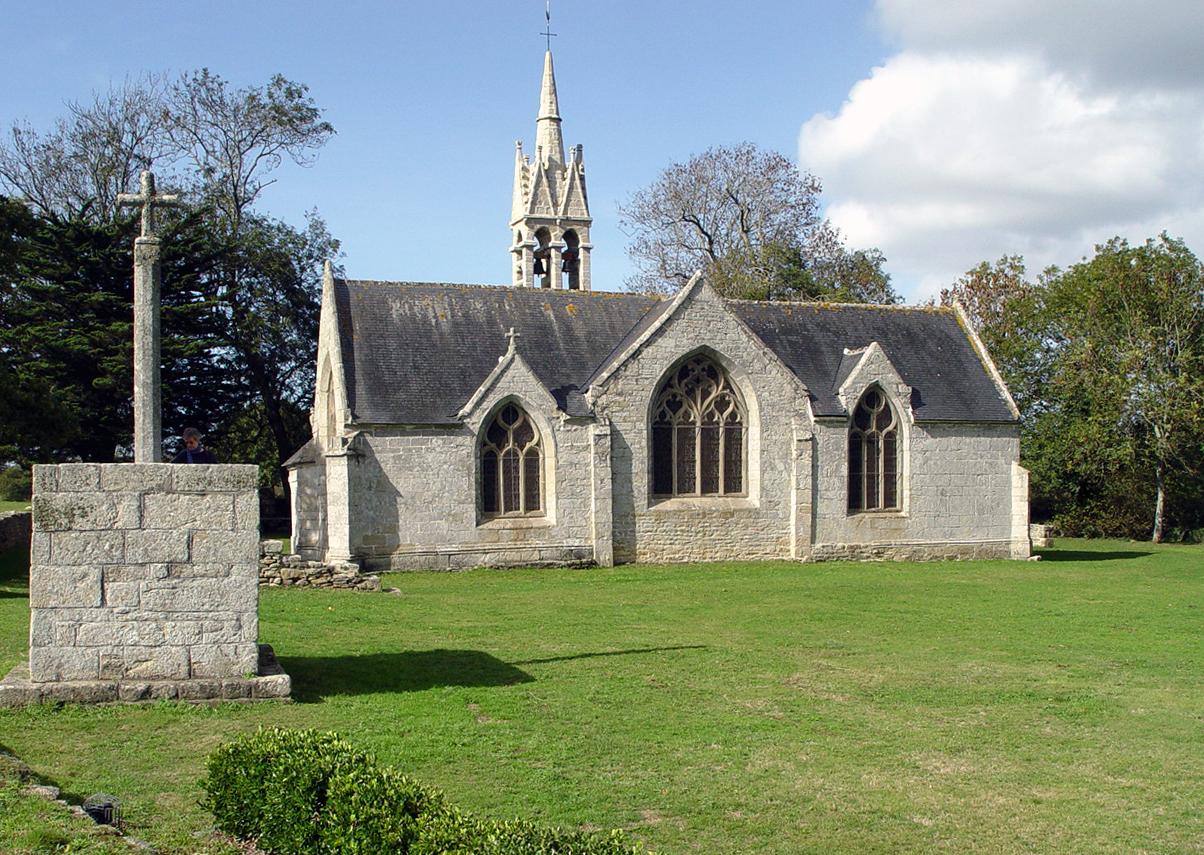
La chapelle de Tréminou et son calvaire-chaire vus de l'est.
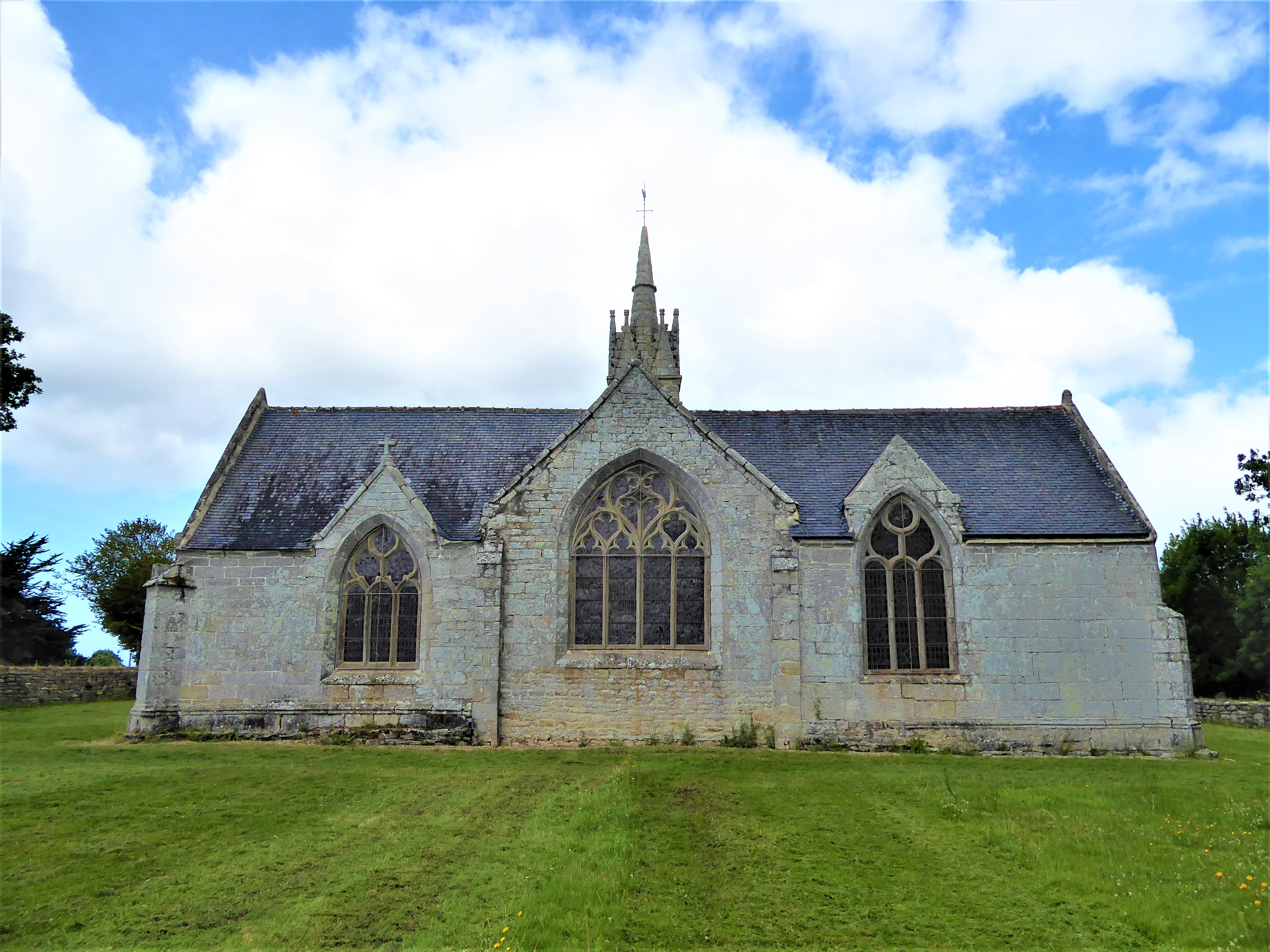
La chapelle de Tréminou vue du sud.
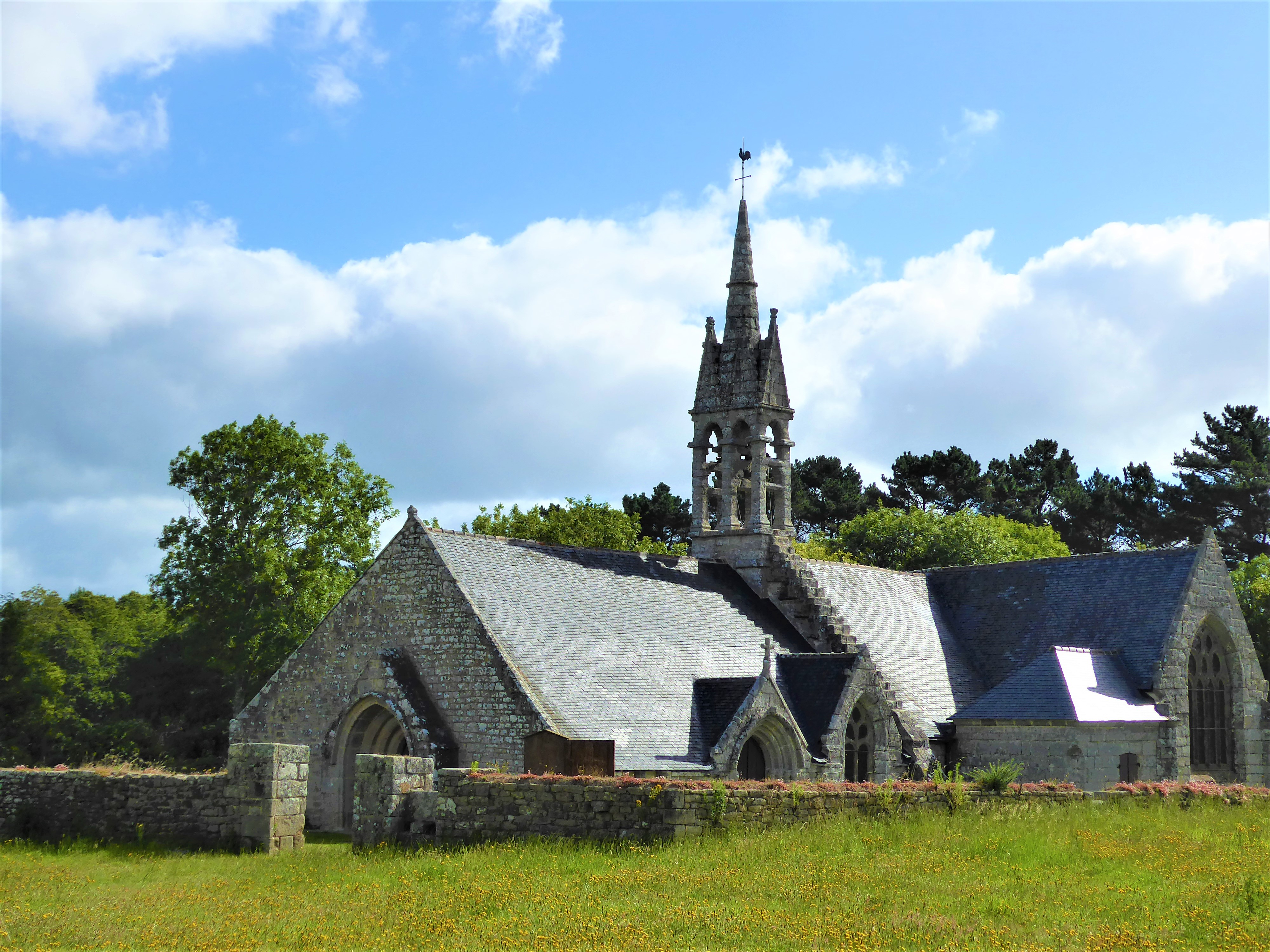
La chapelle de Tréminou et son placître vus du sud-ouest.
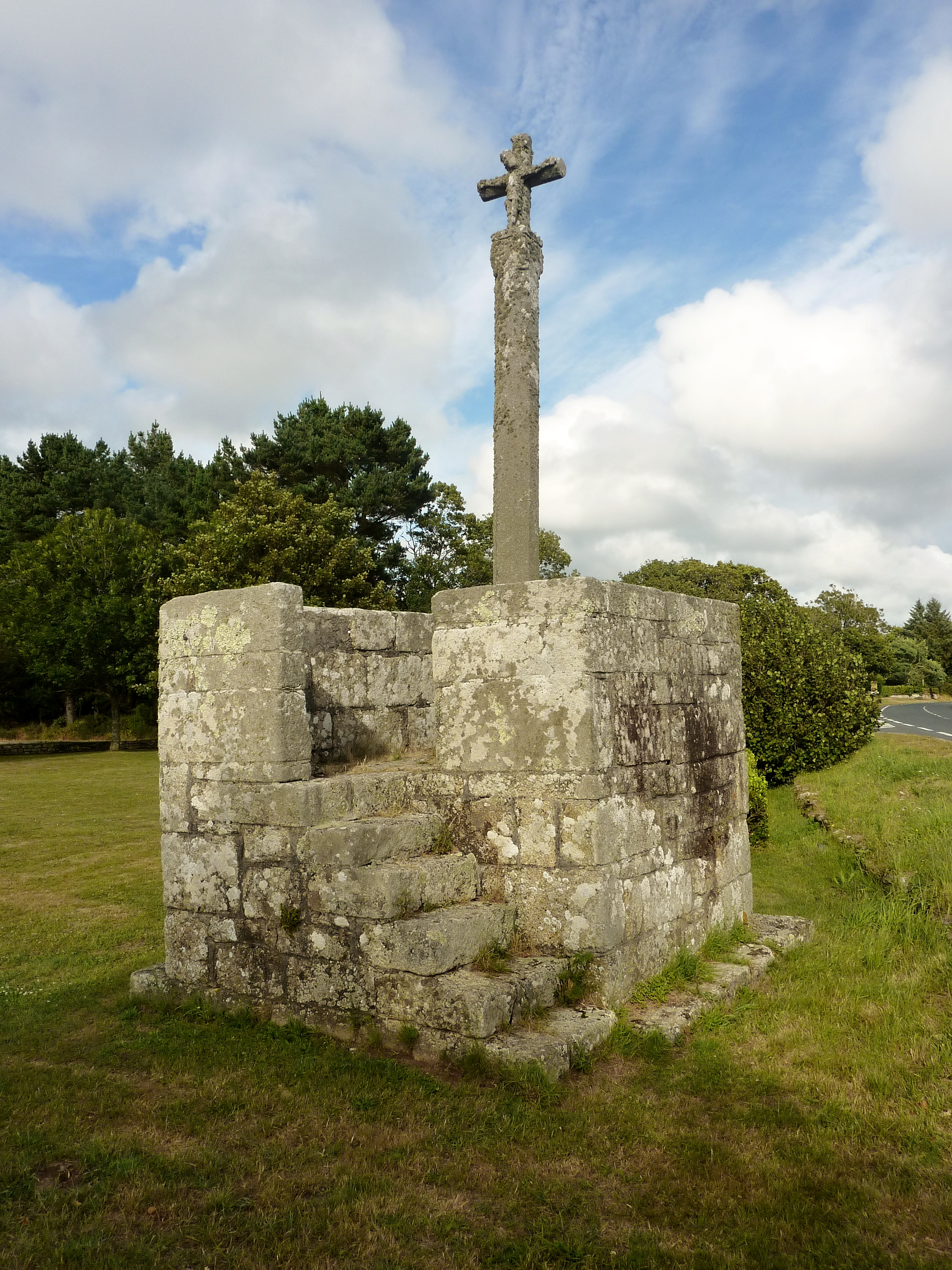
Enclos de la chapelle Note-Dame de Tréminou, chaire à prêcher extérieure surmontée d'une croix très ancienne.
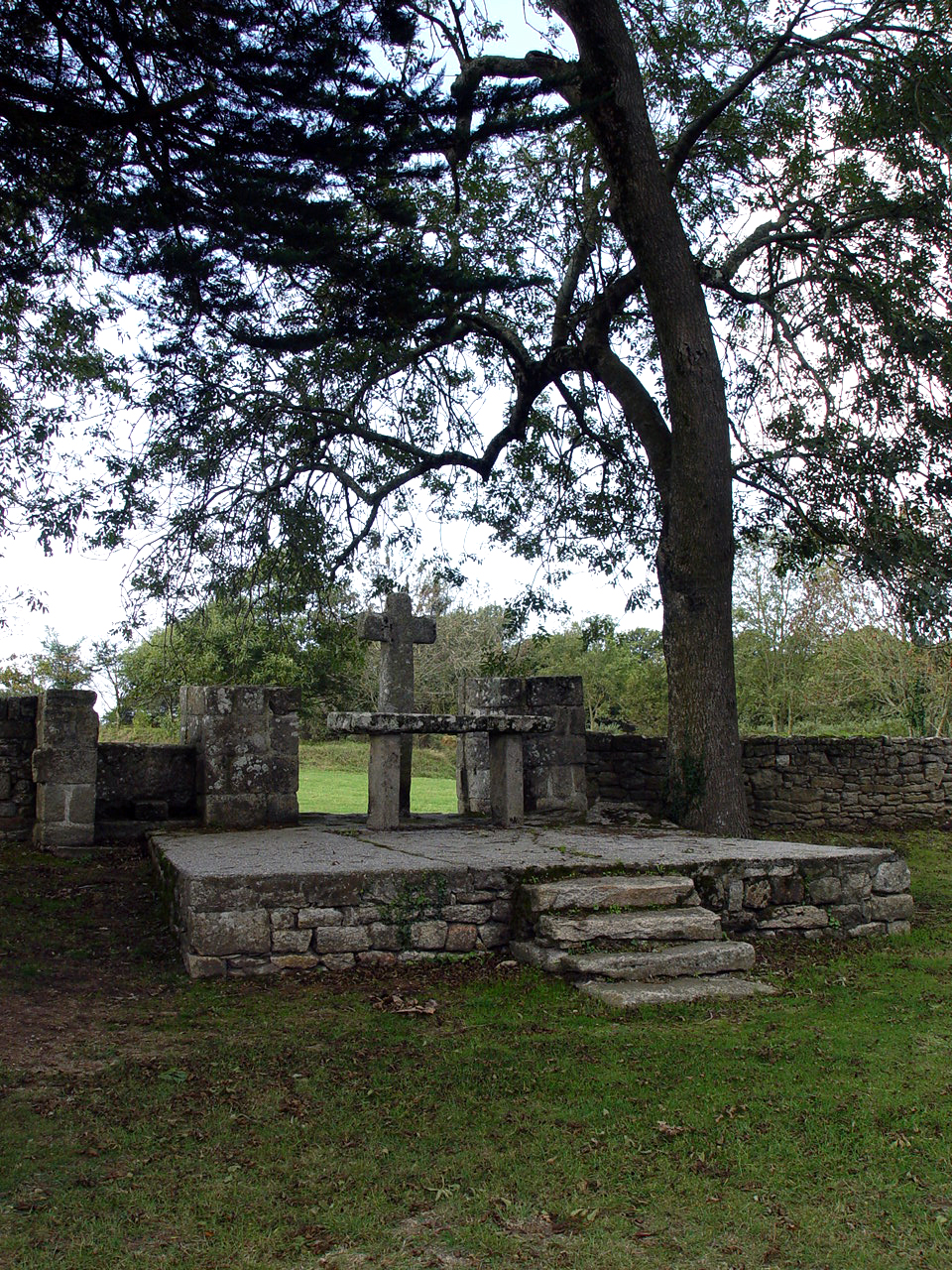
Chapelle de Tréminou : l'autel extérieur dans l'enclos paroissial.
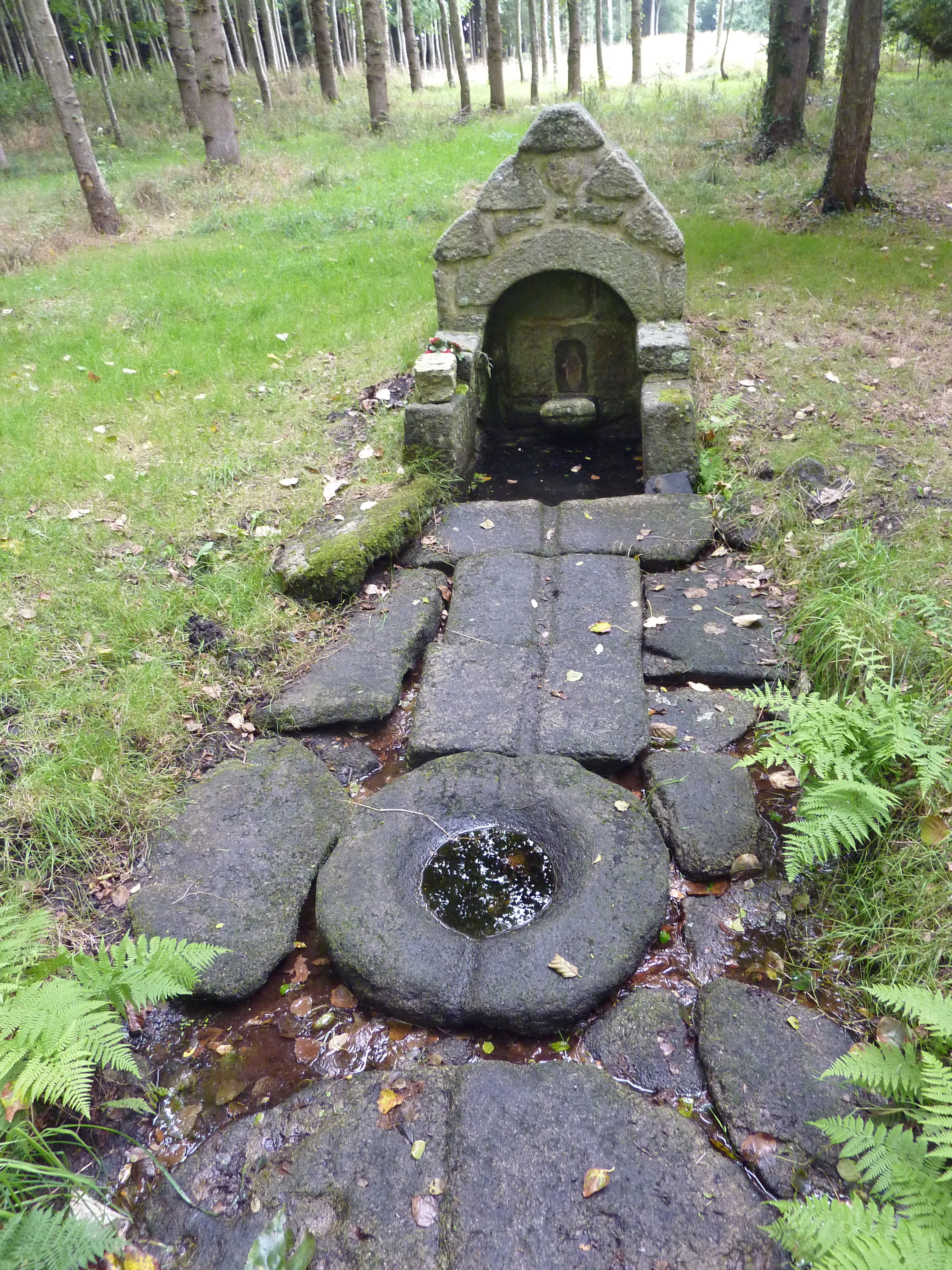
La fontaine de dévotion située à quelques centaines de mètres de la chapelle Notre-Dame-de-Tréminou.

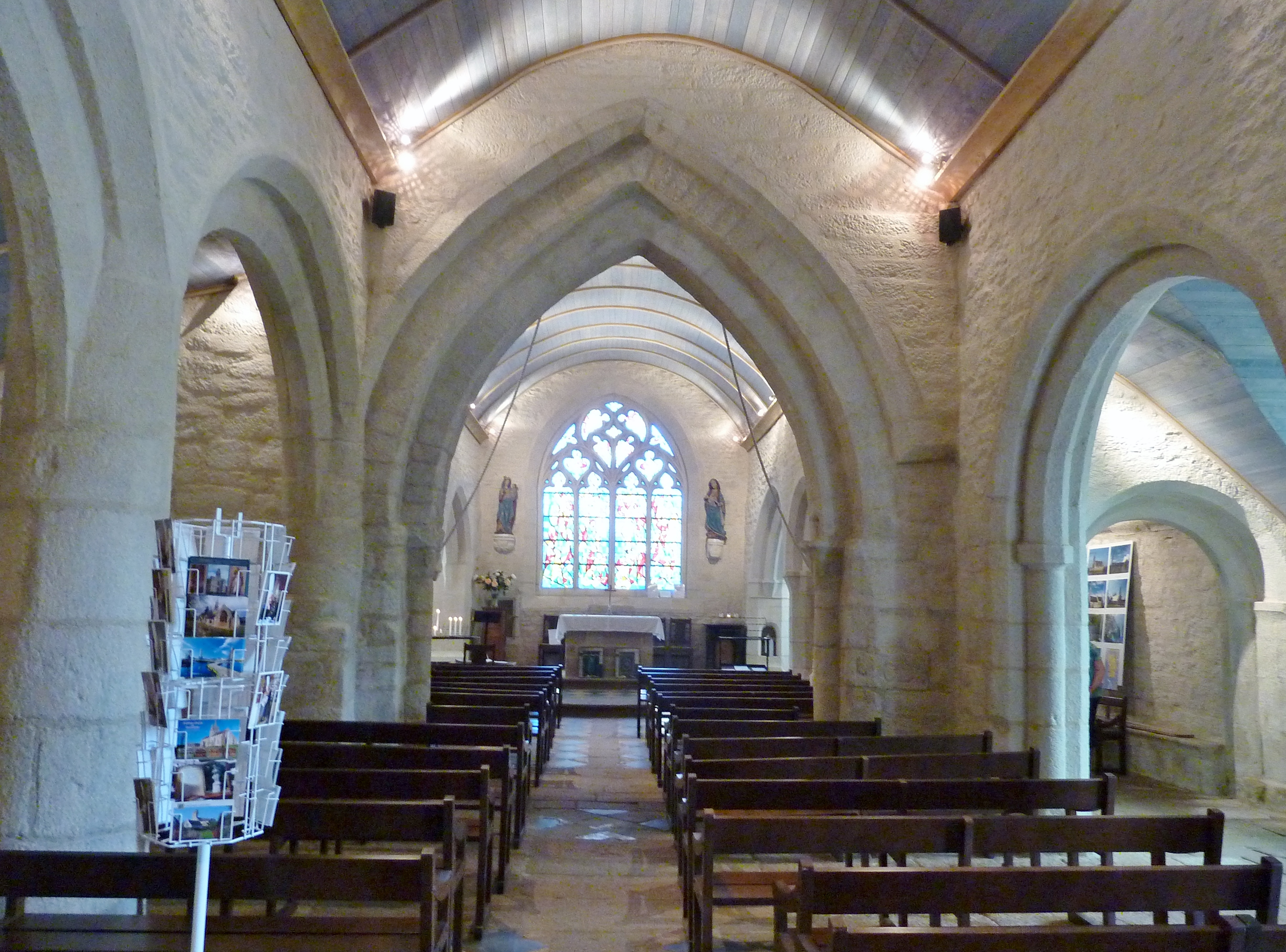
Chapelle Notre-Dame de Tréminou : vue intérieure d'ensemble.
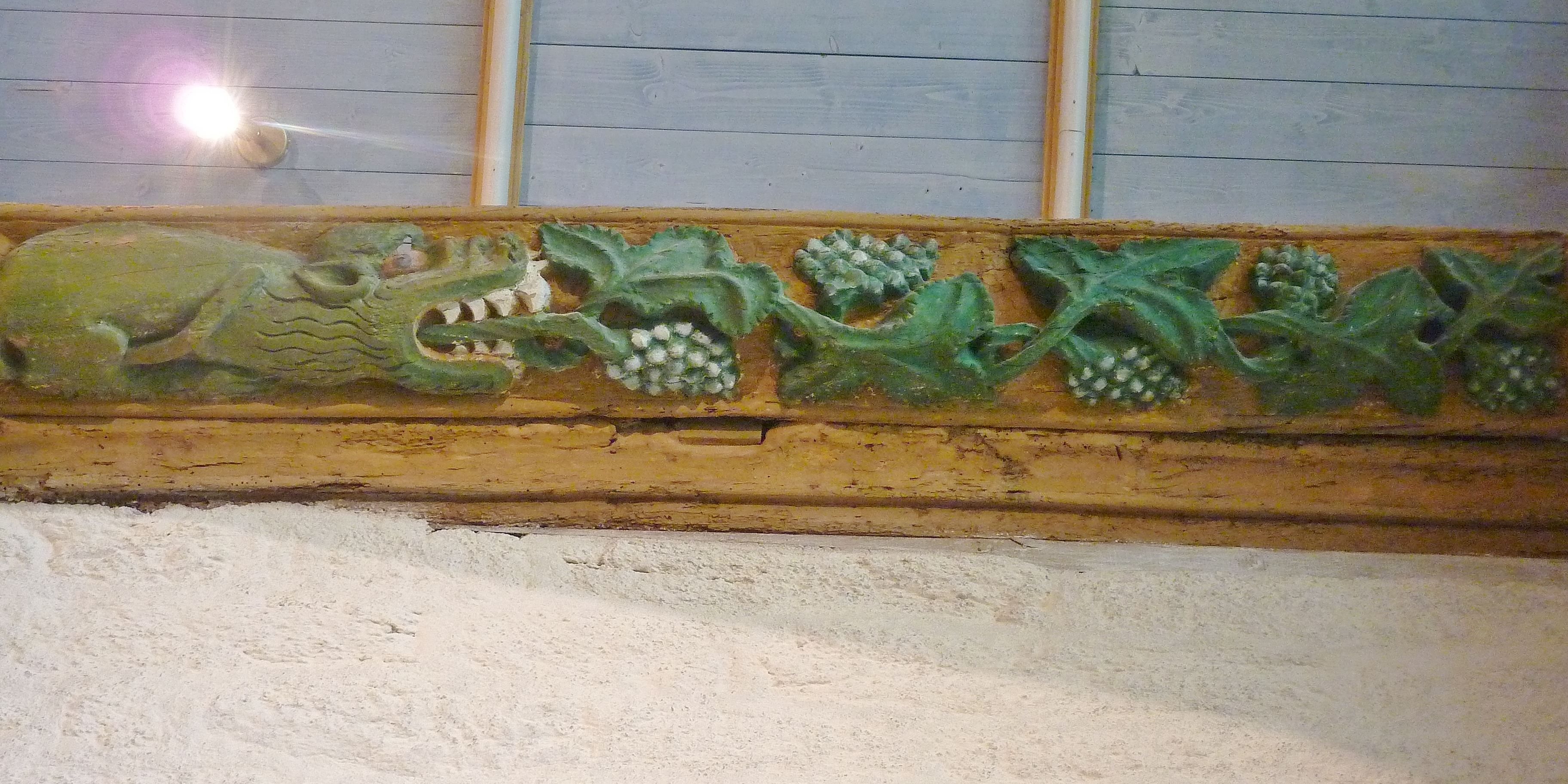
Chapelle Notre-Dame de Tréminou : détail d'une sablière.
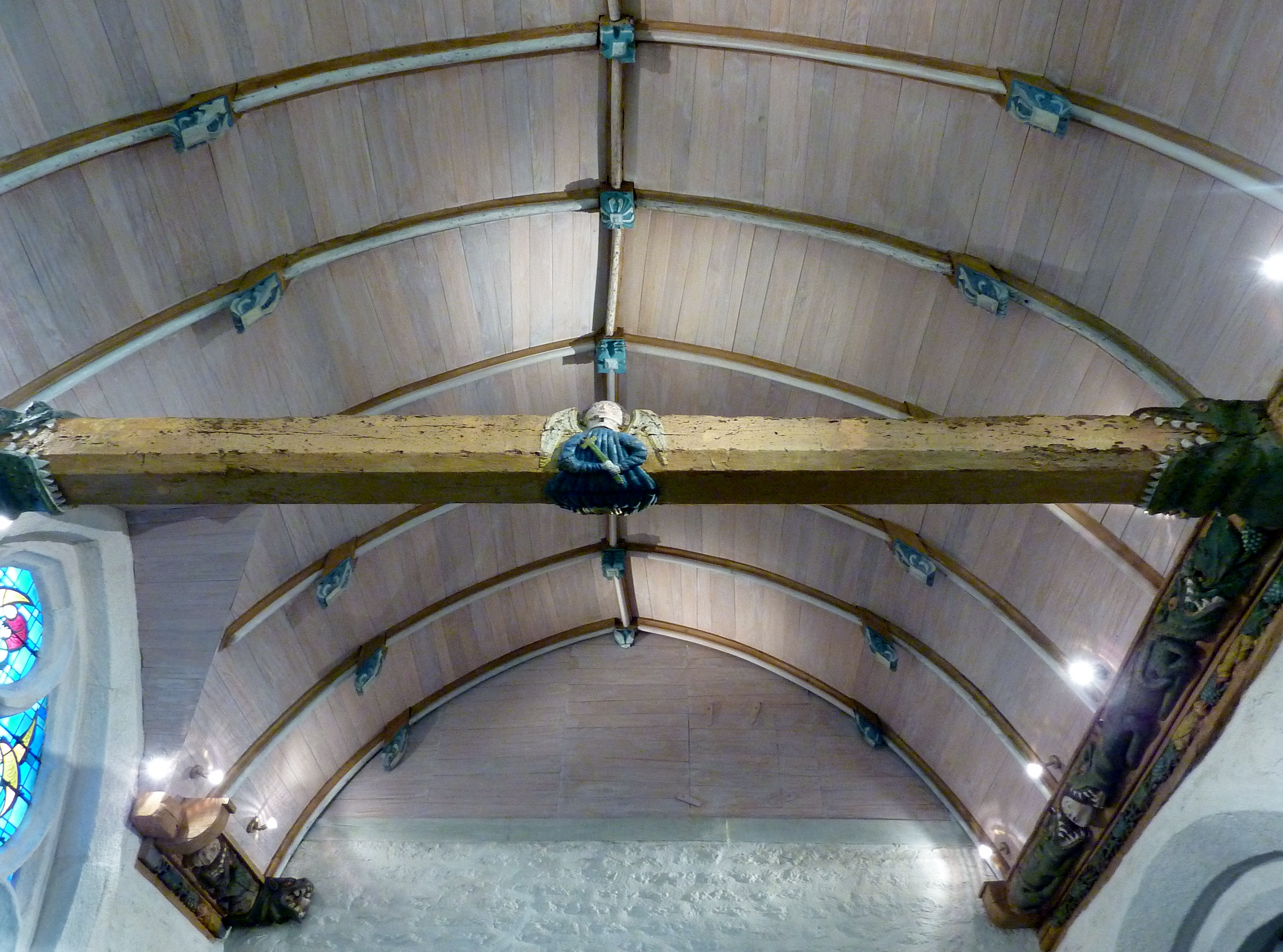
Chapelle Notre-Dame de Tréminou : voûte en berceau et poutre transversale.
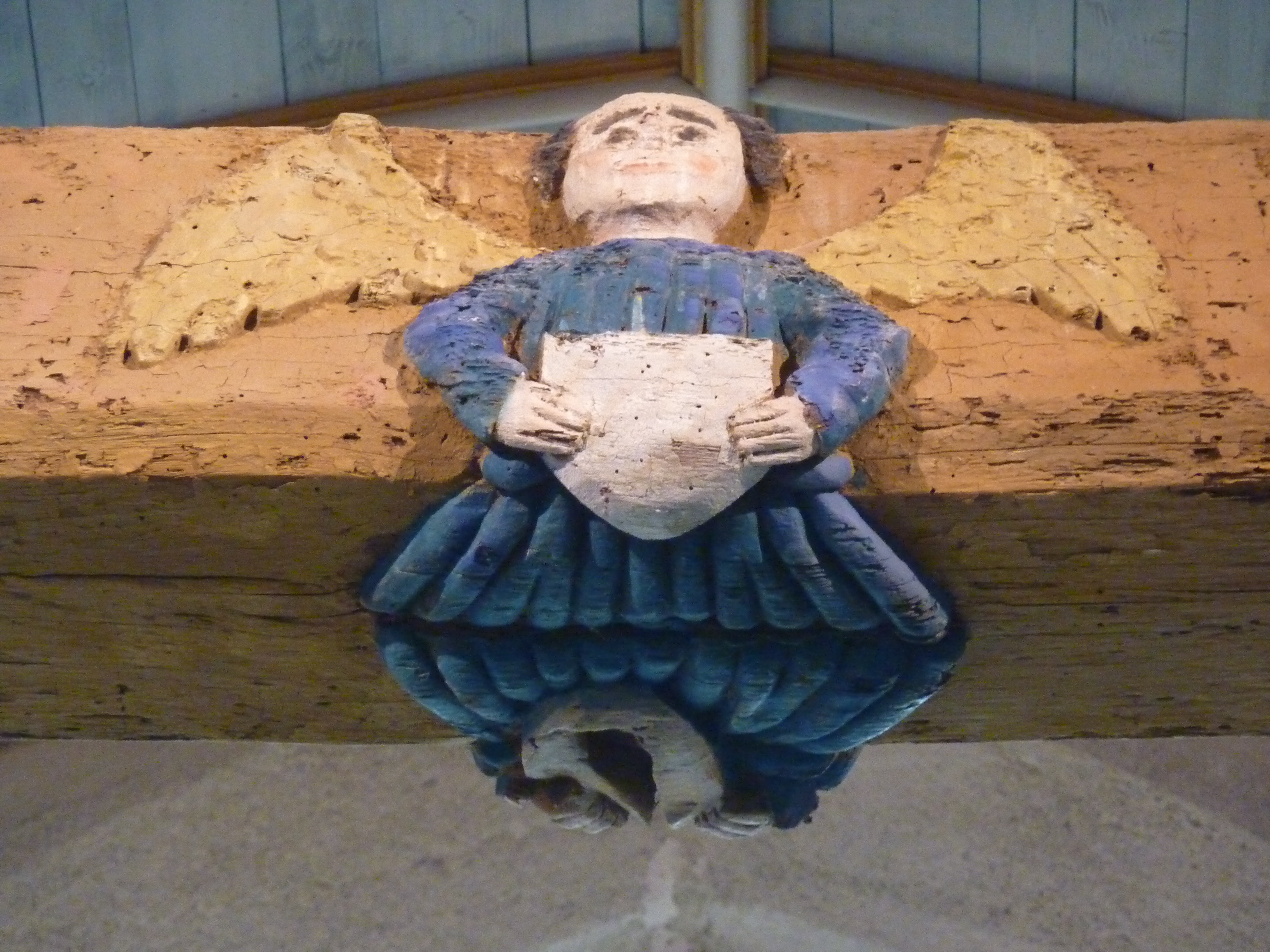
Chapelle Notre-Dame de Tréminou : détail d'une poutre transversale.
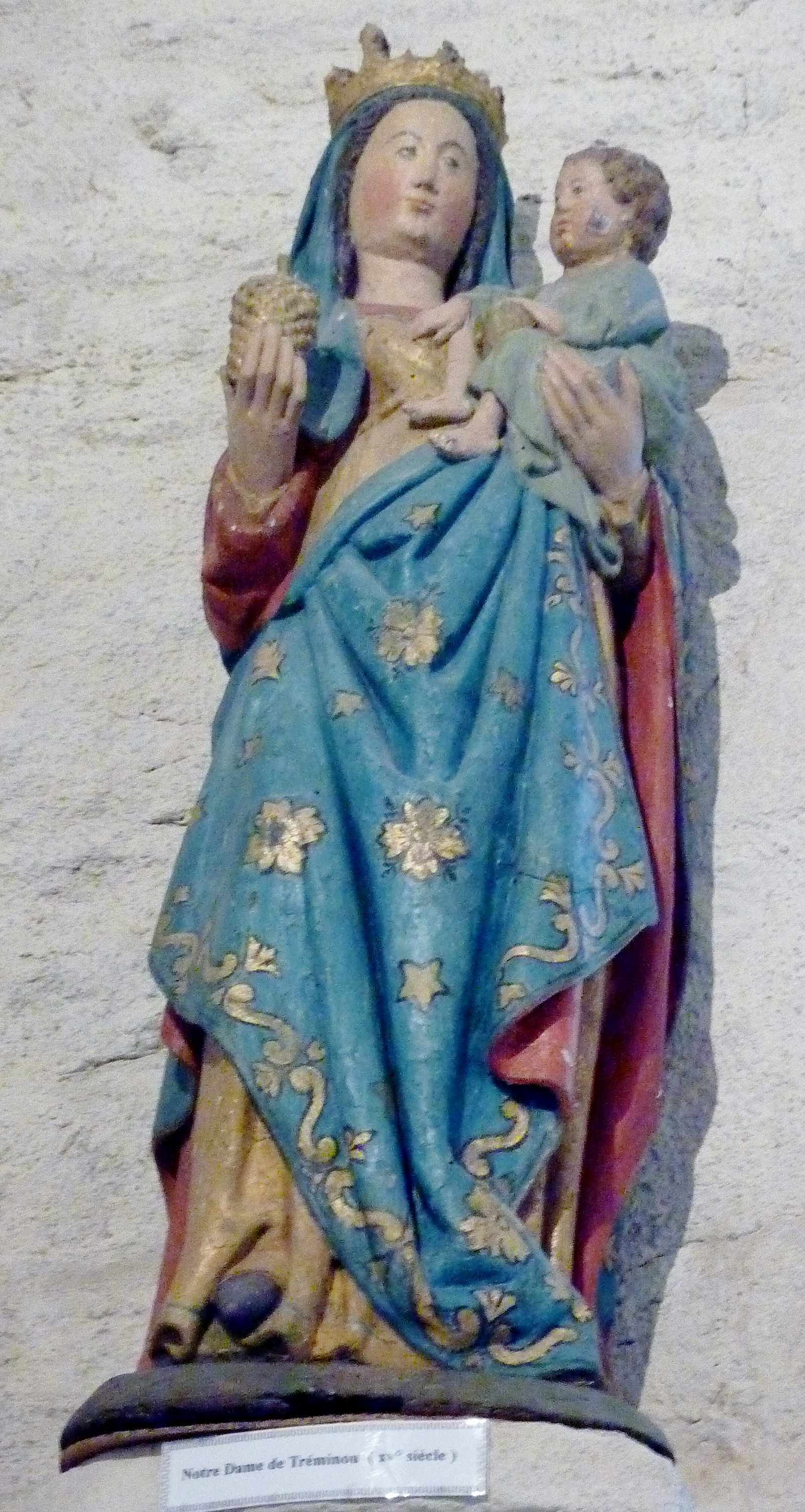
Chapelle Notre-Dame de Tréminou : statue de Notre-Dame-de-Tréminou (XVe siècle).
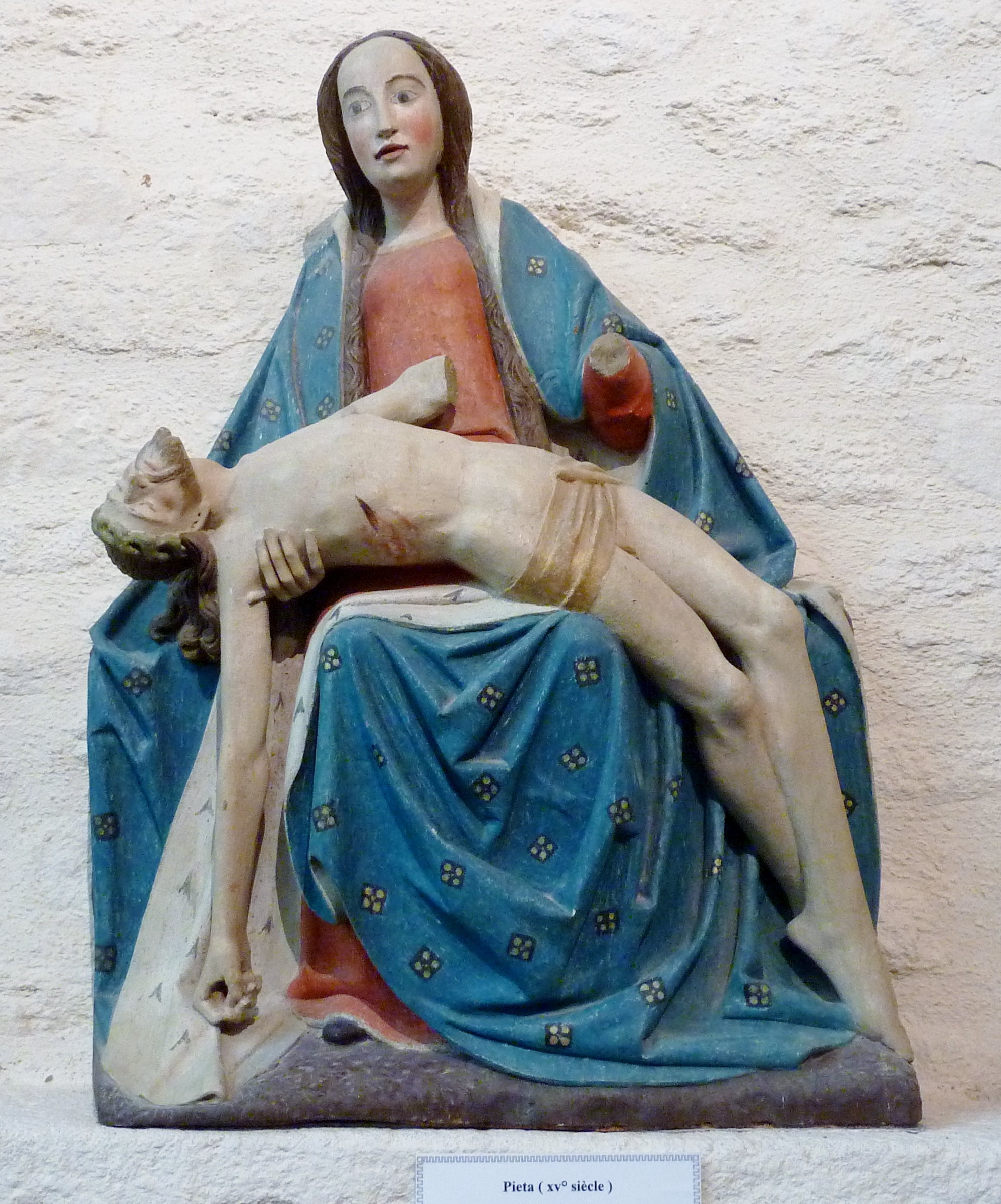
Chapelle Notre-Dame de Tréminou : pietà (bois polychrome, XVe siècle).

- La chapelle Saint-Budoc, ancienne église paroissiale de Beuzec-Cap-Caval[99].

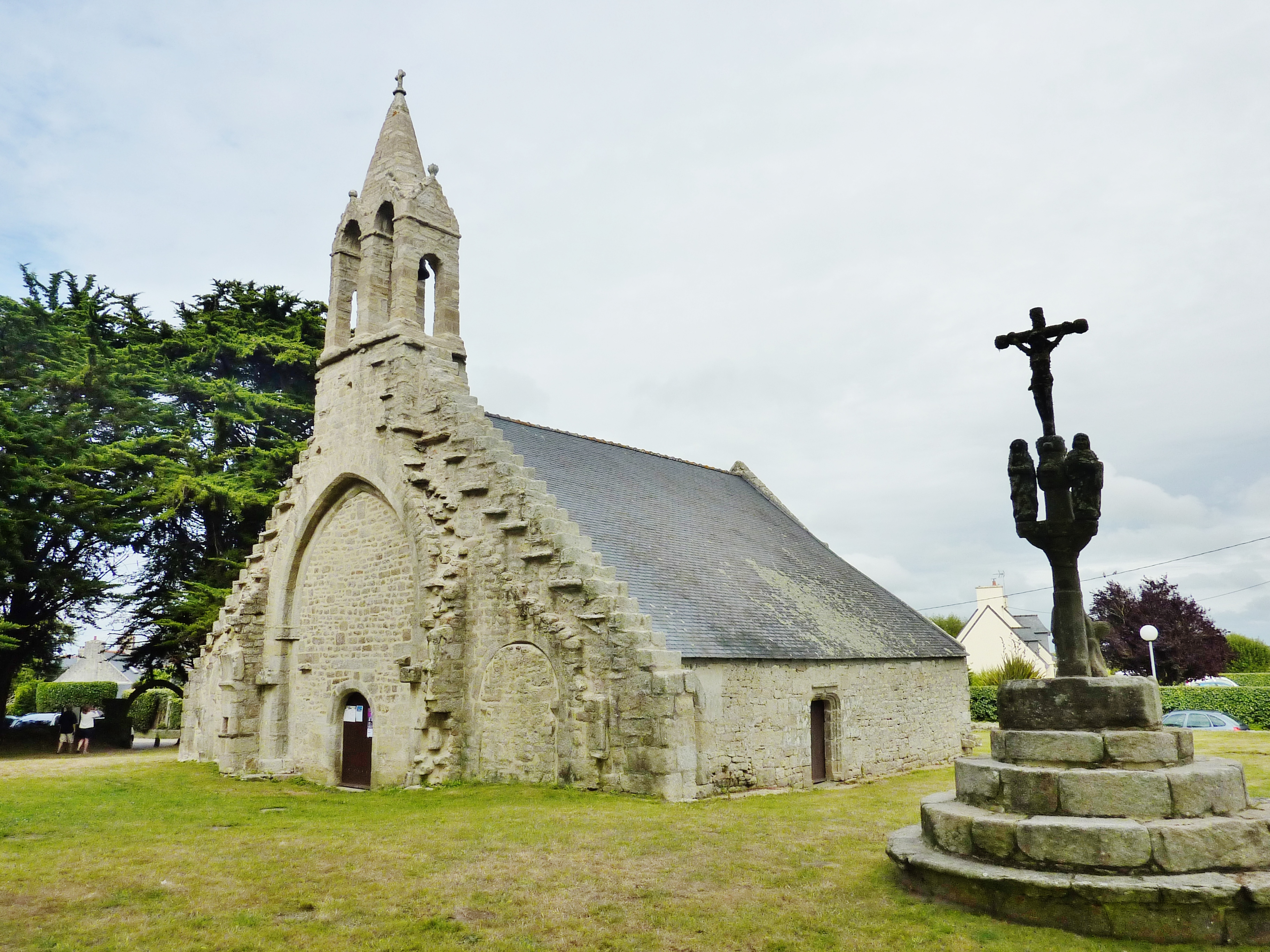
La chapelle Saint-Budoc et son calvaire : vue extérieure d'ensemble.
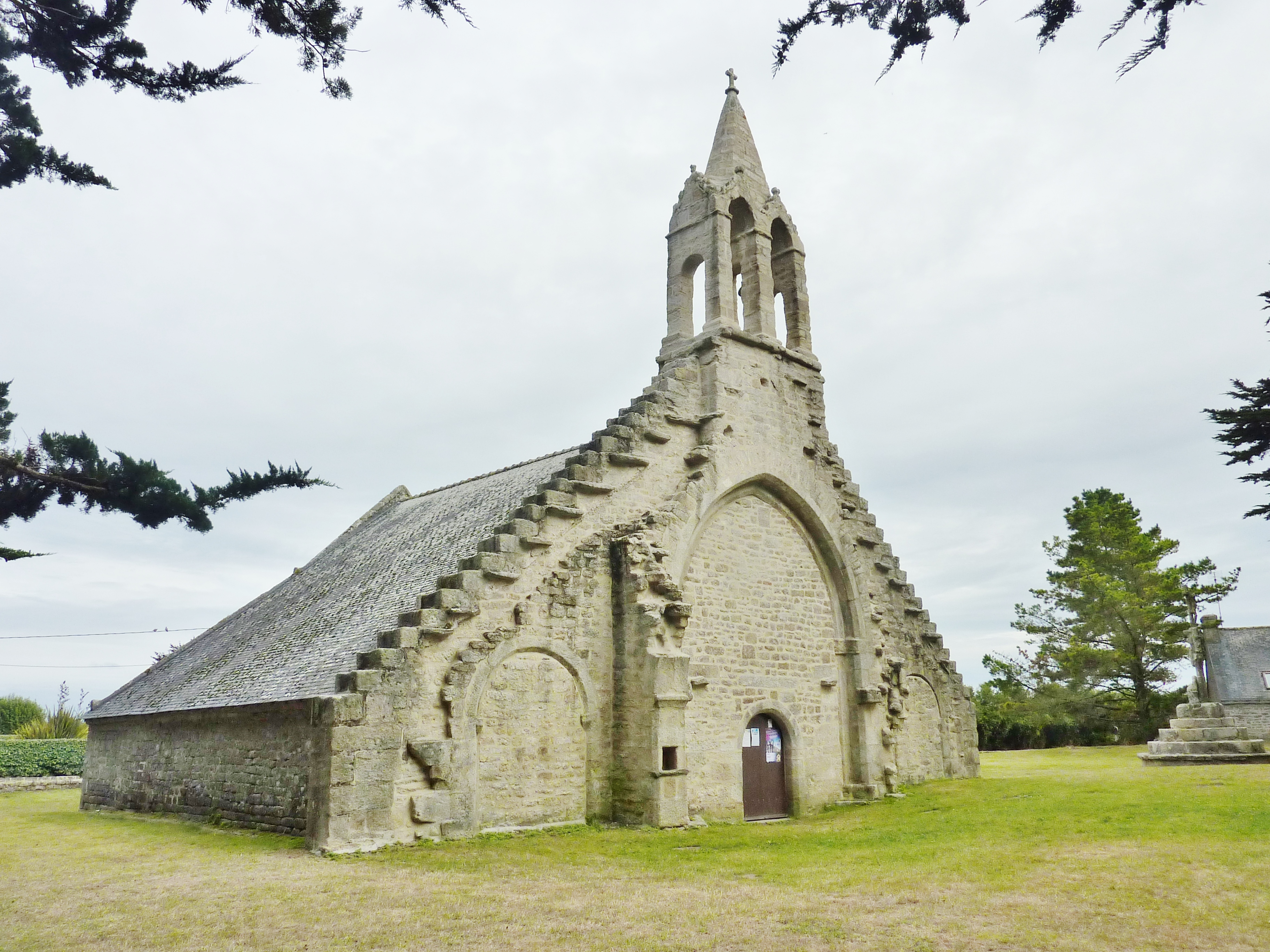
Chapelle Saint-Budoc : la façade.
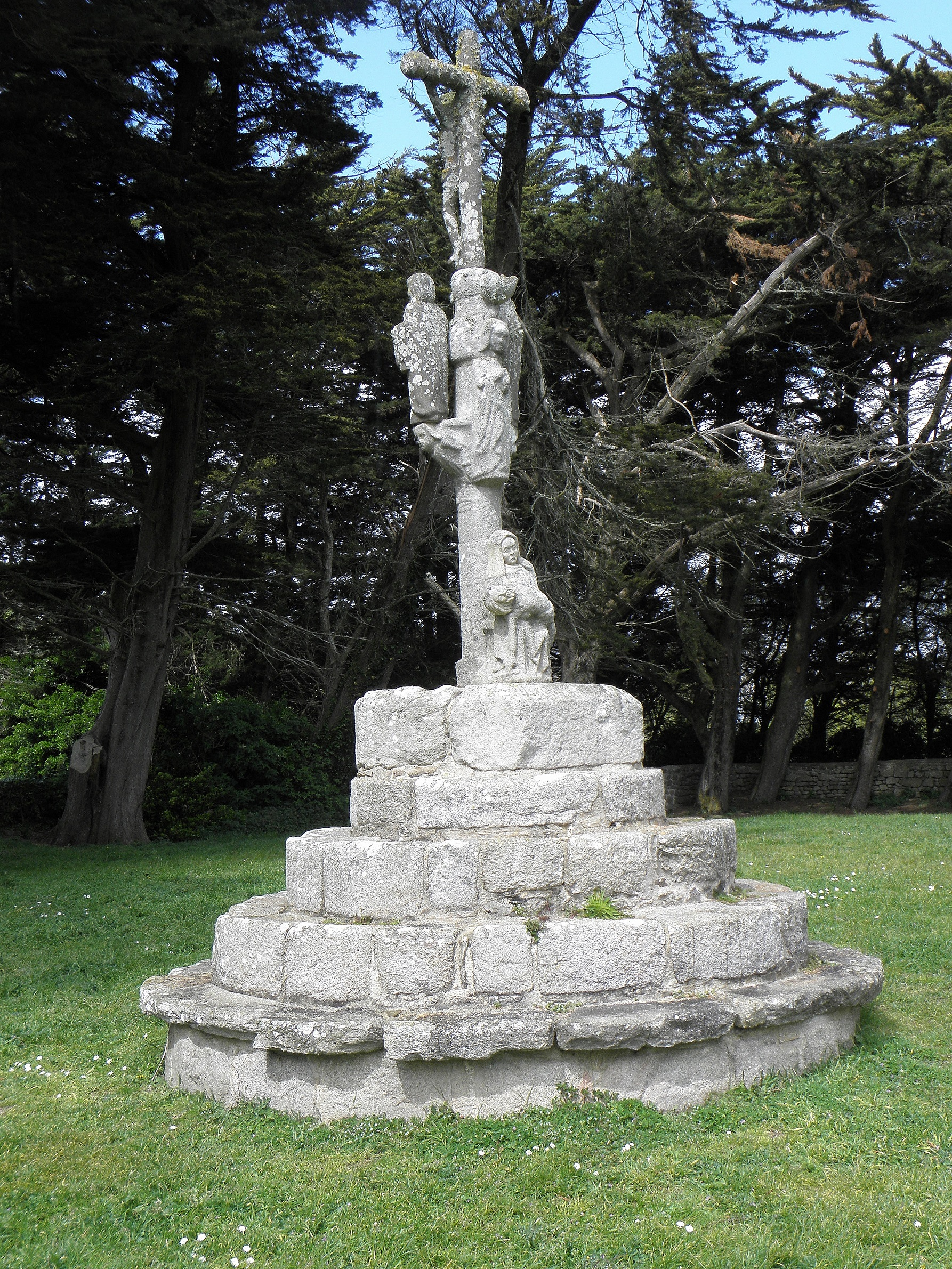
Le calvaire dans l'enclos paroissial de la chapelle Saint-Budoc.
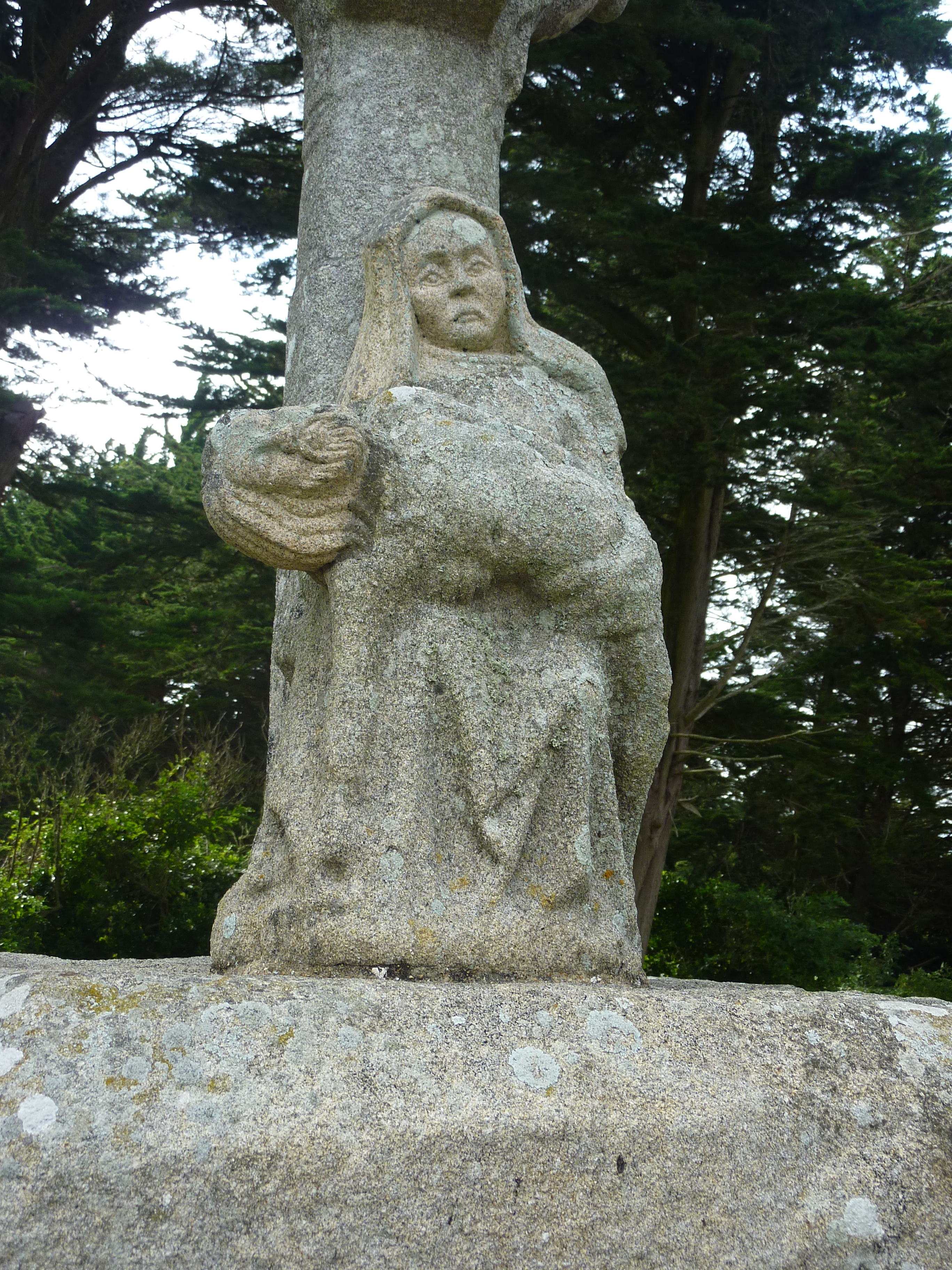
La piéta au pied du calvaire situé dans l'enclos paroissial de la chapelle Saint-Budoc.

- La chapelle Saint-Côme et Saint-Damien et sa fontaine. Une stèle préhistorique située sur le placître prouve l'ancienneté de ce lieu de culte pré-chrétien. Les fondements d'une ancienne chapelle et d'une fontaine furent découverts en 1676 dans le village de Langougou : selon la tradition elles étaient dédiées à saint Côme et saint Damien ; de nombreuses guérisons y auraient été constatées. La chapelle actuelle date de 1867 ; le clocher et la porte ouest seraient plus anciens. La fontaine Saint-Côme[100], située à environ 500 mètres au sud de la chapelle, possède plusieurs bassins de rinçage qui servaient pour le lin et le chanvre (on peut d'ailleurs se demander si les vertus miraculeuses et divinatoires attribuées par la croyance populaire à l'eau de cette fontaine n'était pas liée aux déchets de chanvre polluant l'eau et entraînant des effets un peu analogues à ceux du cannabis)[55].

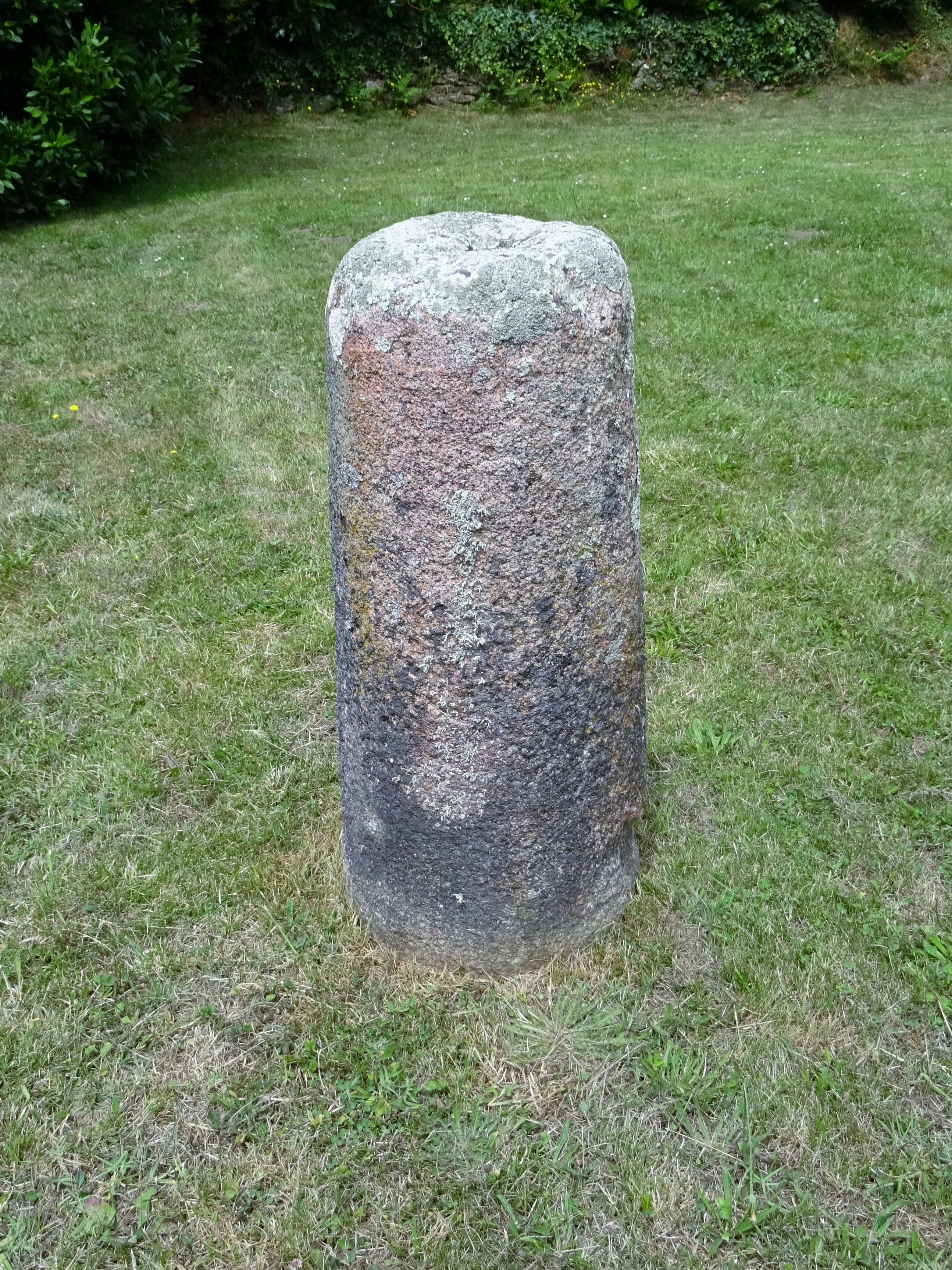
Stèle préhistorique sur le placître de la chapelle Saint-Côme et Saint-Damien.
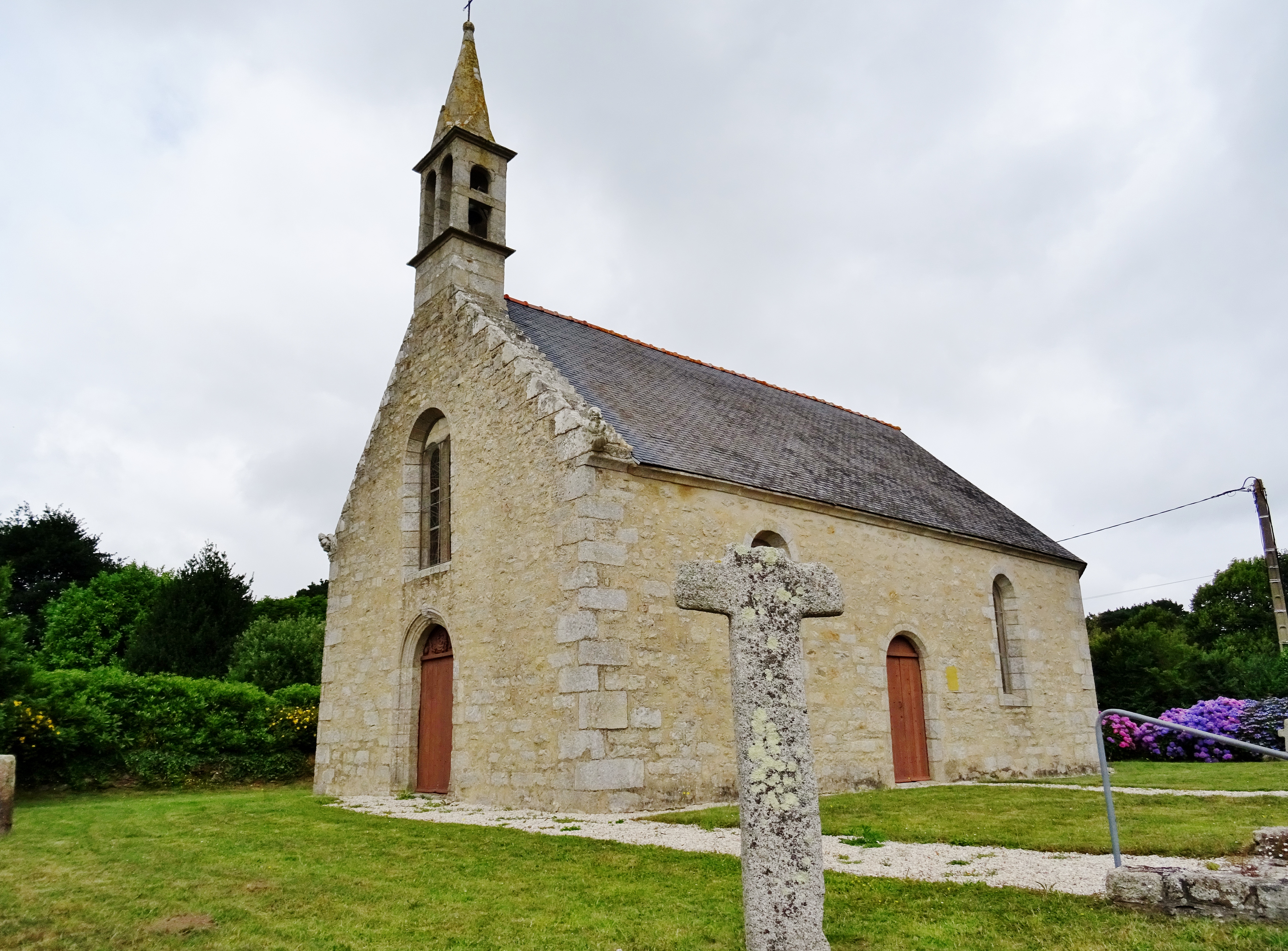
Chapelle Saint-Côme et Saint-Damien : vue extérieure d'ensemble.
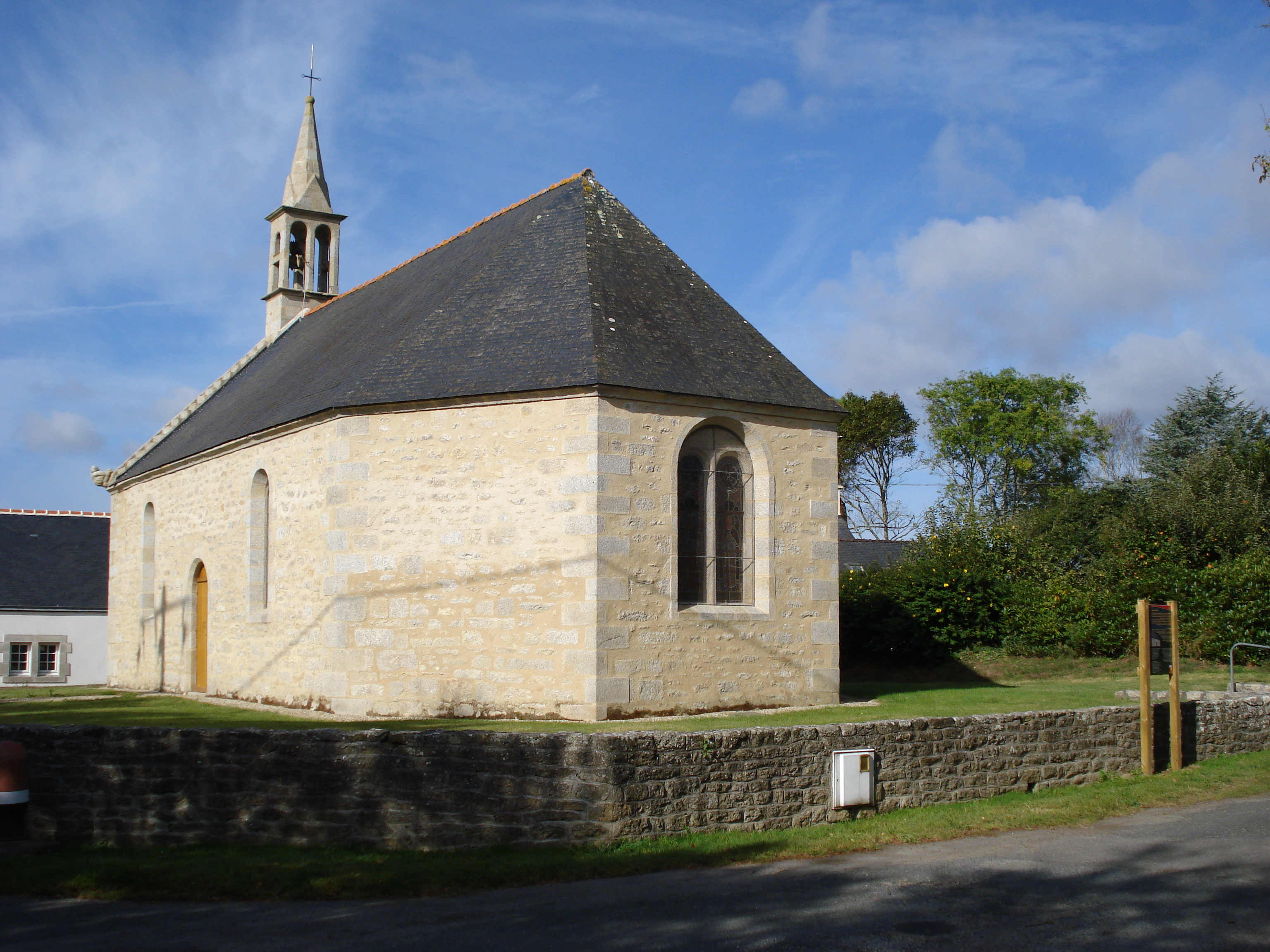
Chapelle Saint-Côme et Saint-Damien : vue extérieure d'ensemble.
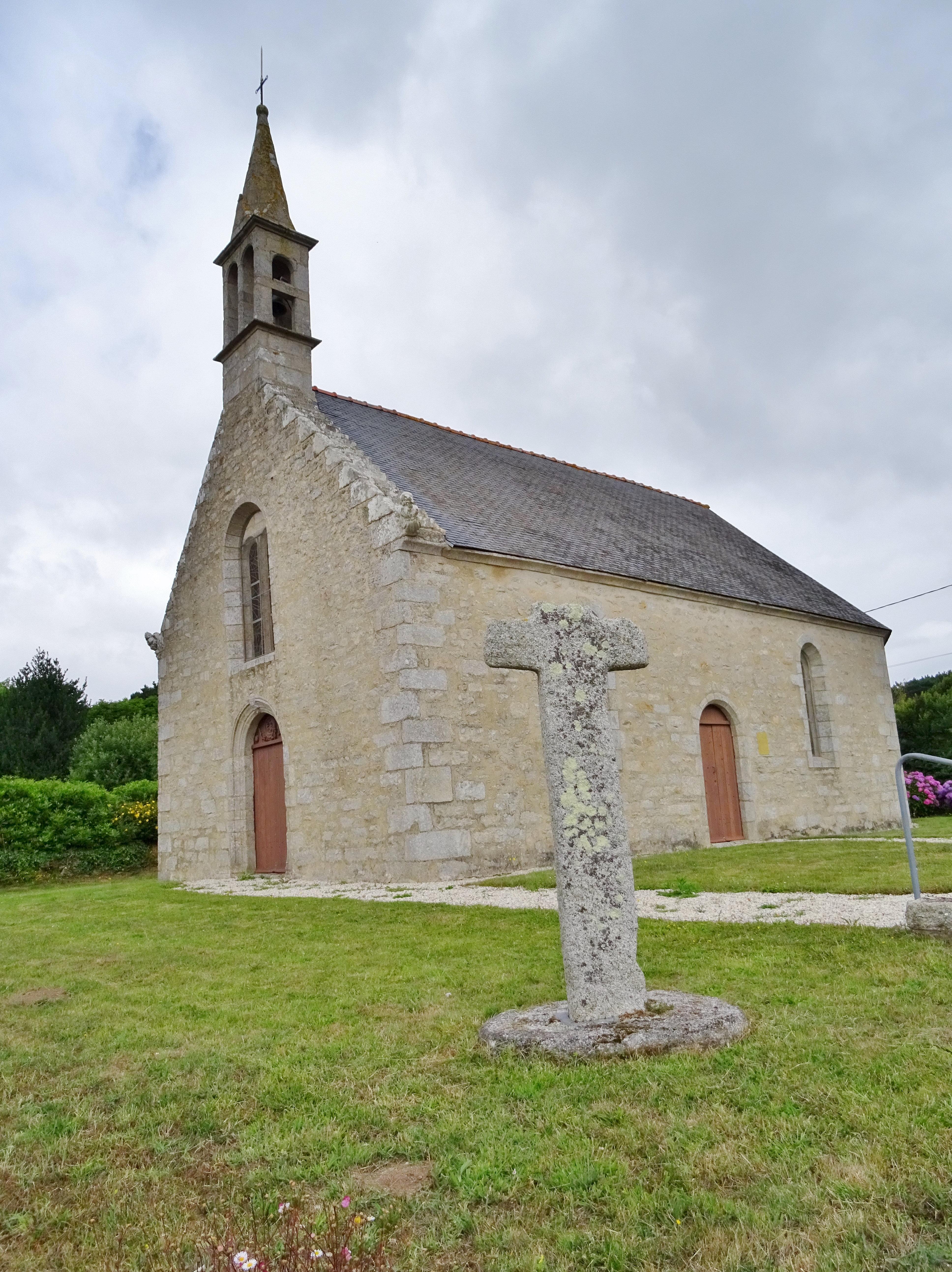
La chapelle Saint-Côme et sa croix en granite.
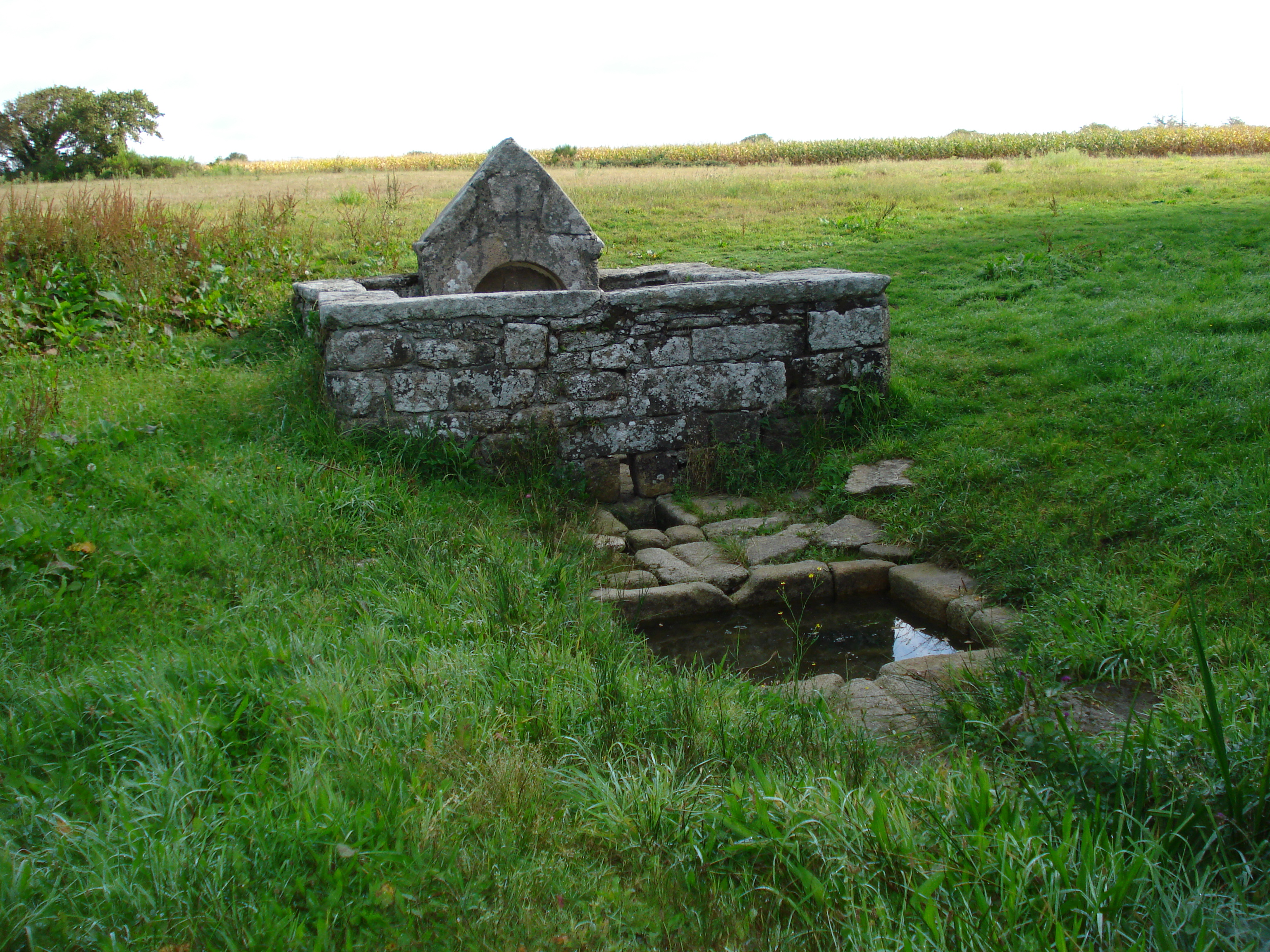
Fontaine Saint-Côme : vue d'ensemble.
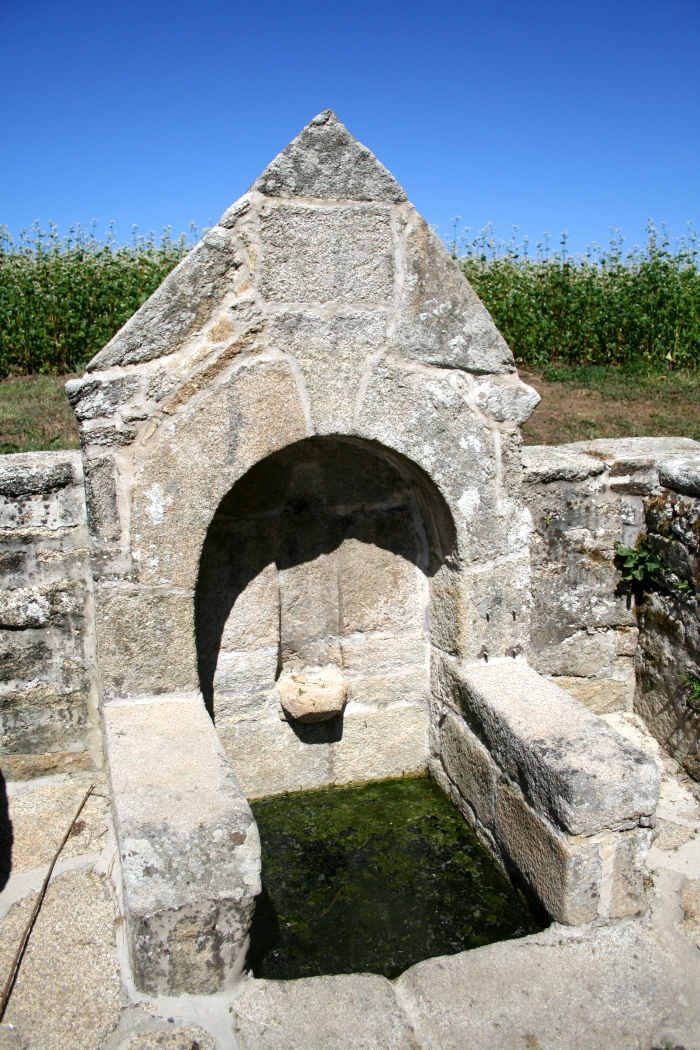
Fontaine Saint-Côme, vue partielle.

- L'église paroissiale Sainte-Thumette, dédiée à sainte Thumette.

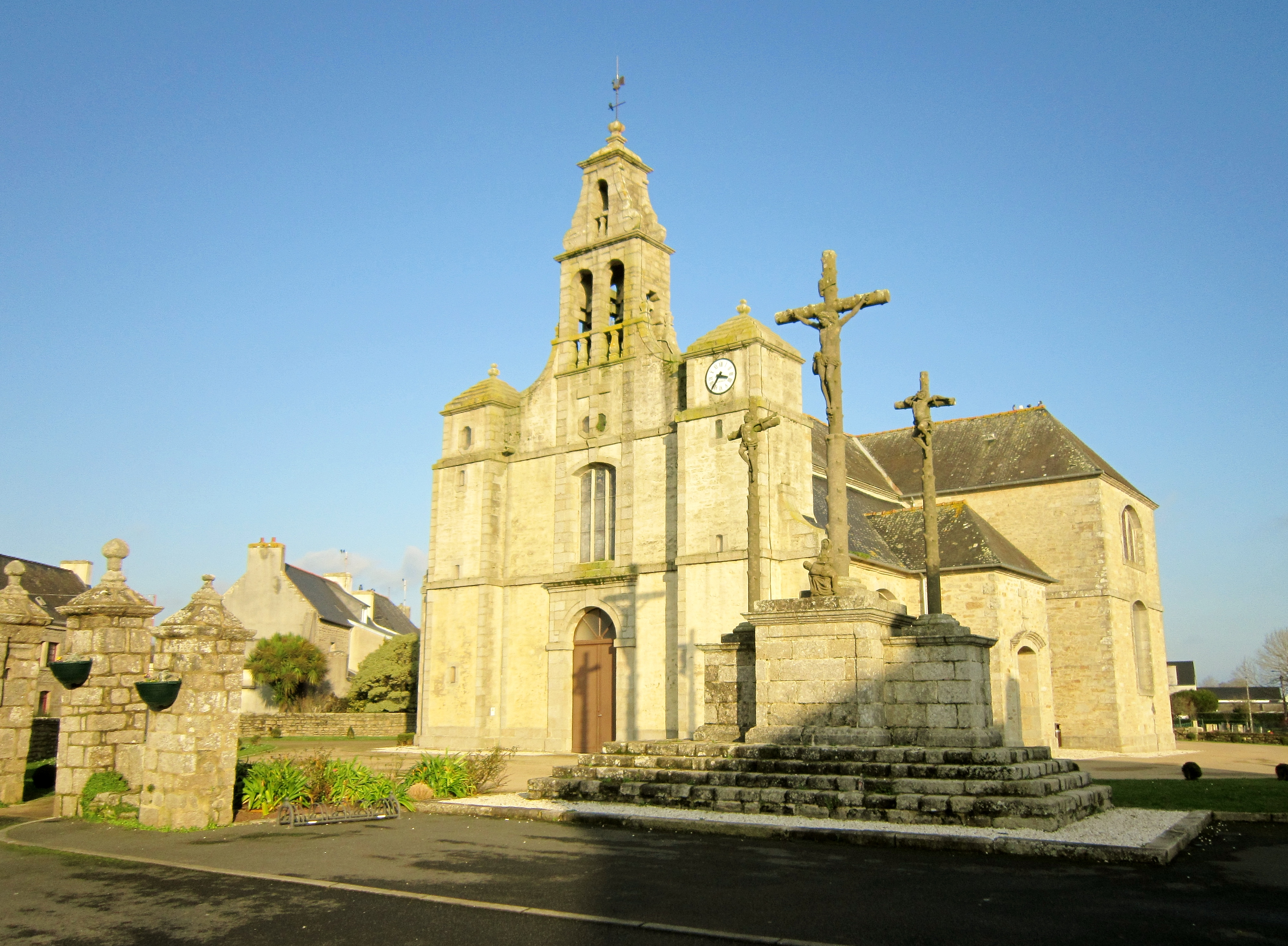
L'église paroissiale Sainte-Thumette et son calvaire : vue d'ensemble.

- 35 croix et calvaires sont recensés dans la commune[101], dont :
  - le calvaire de Lestiala : il date du XIIIe siècle et a été restauré en 2022[102] ;
  - le calvaire près de l'église paroissiale (1861) ;
  - le calvaire de 1946 au nord-est du bourg (il porte l'inscription ICI FURENT ARRETES 10 OTAGES LE 7 JUIN 1944 et les noms des 10 otages) ;
  - les deux croix de Trévarz ;
  - les deux croix près de la chapelle Saint-Côme ; etc..

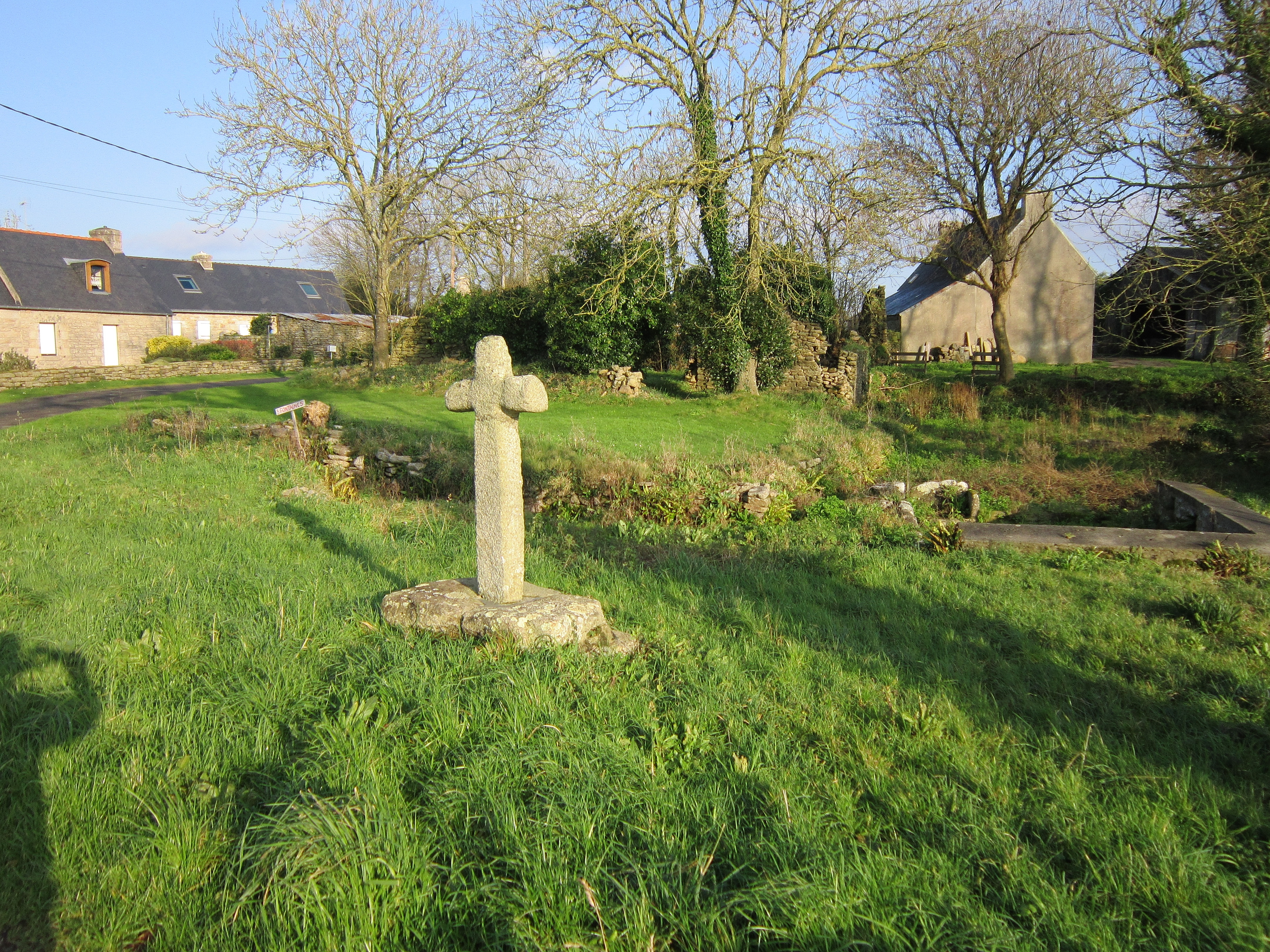
L'une des croix de Trévarz.
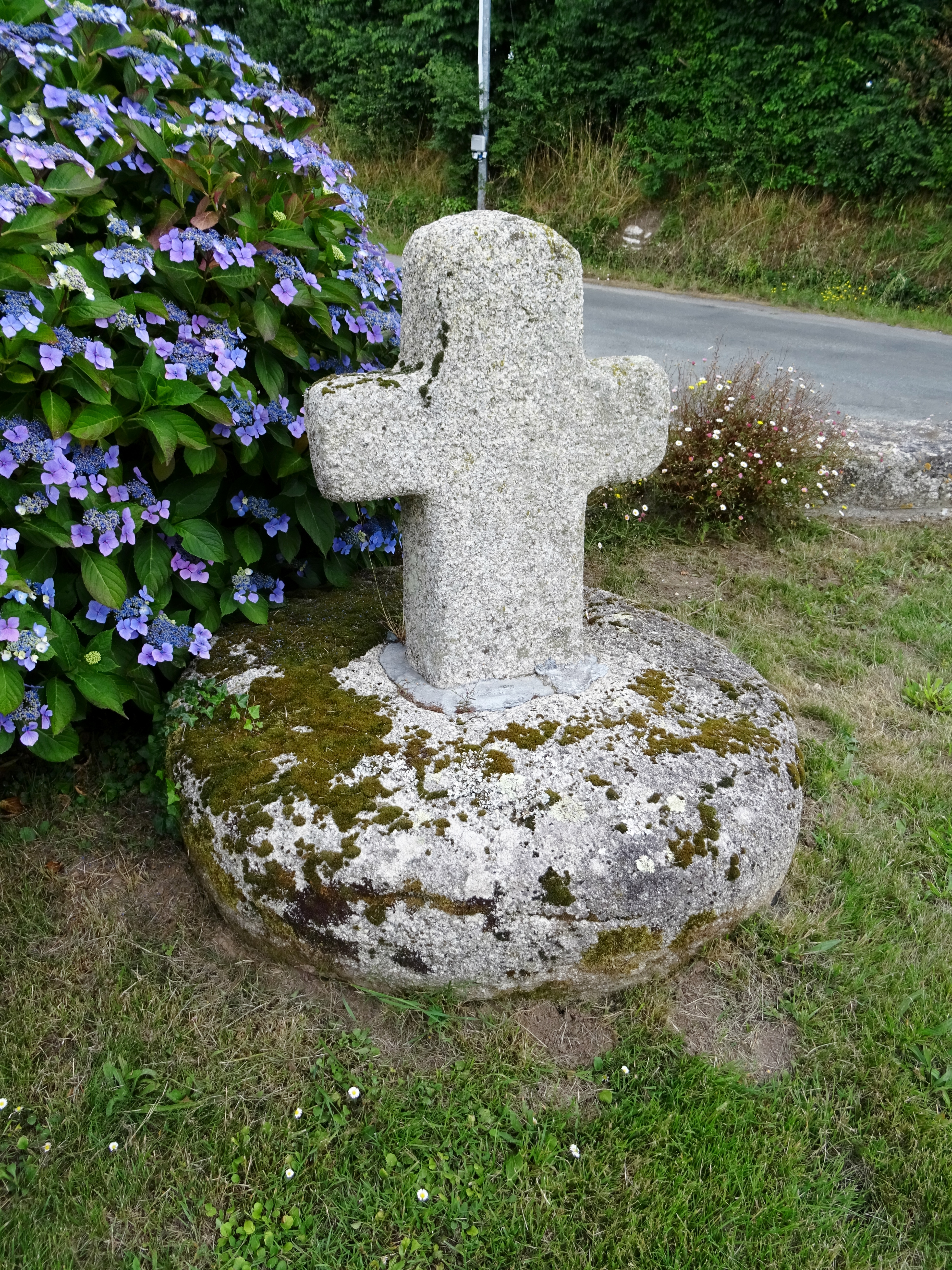
Croix monolithe en granite (placître de la chapelle Saint-Côme et Saint-Damien).

### Les autres monuments
- Le château de la Villeneuve (château de Kernévez).

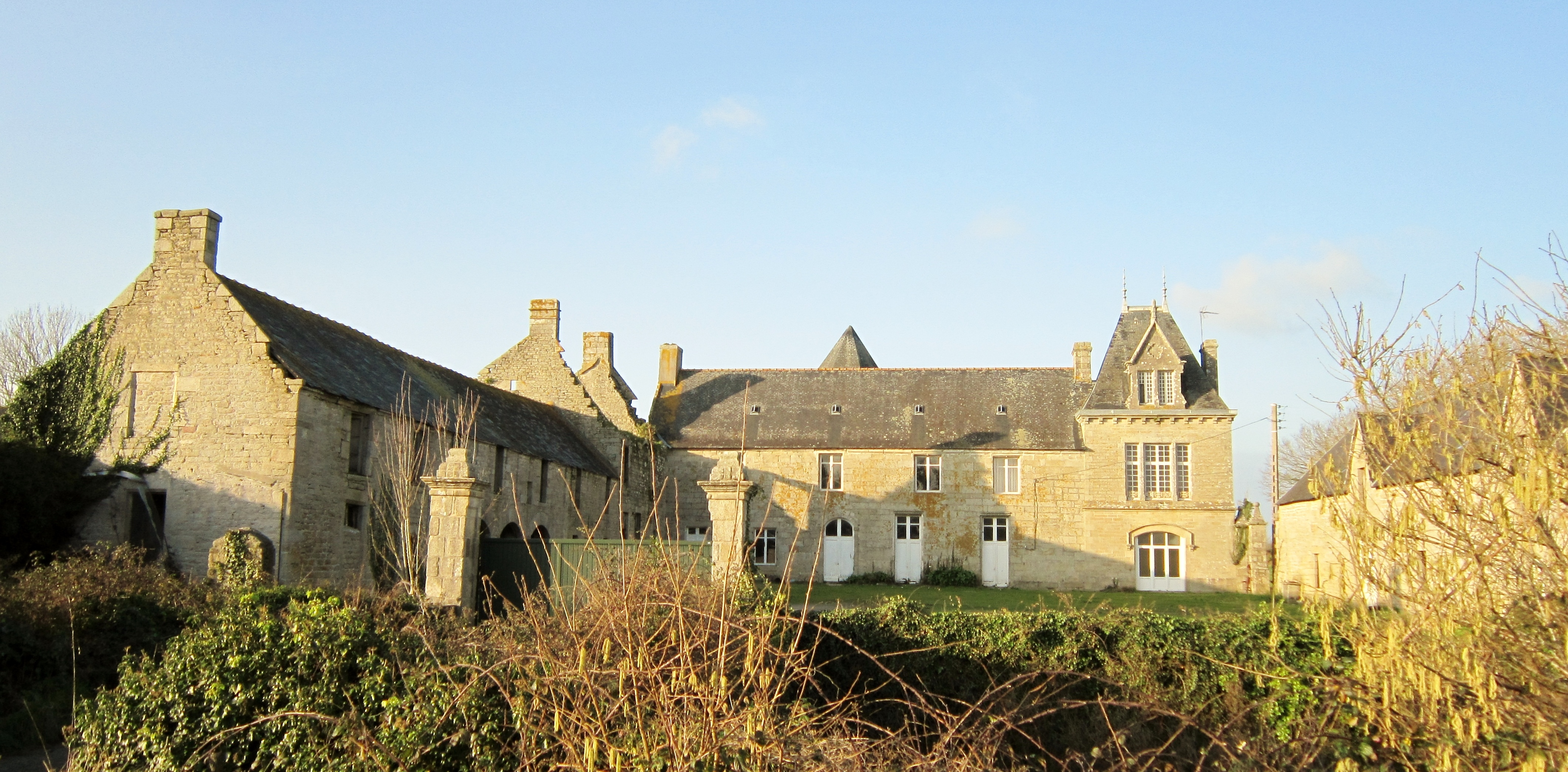
Le château de la Villeneuve : vue extérieure d'ensemble.

### Les sites
- La Pointe de la Torche (site inscrit par décret du 26 septembre 1956), célèbre pour son dolmen, ses sports de glisse et ses champs de tulipes.

## Événements
Différentes compétitions de sports de glisse se sont déroulées à Plomeur sur le site de la Pointe de la Torche avec entre autres :
- Étapes de la coupe du monde de funboard (1993, 1994 et 2014) ;
- Championnat d'Europe de surf (2006).

## Personnalités liées à la commune
- Robert Gouzien (1950-2021) : écrivain, bretonnant
- Scarlette Le Corre (1955-), première patronne pêcheuse

## Héraldique
| Blason de Plomeur | Blason  | Coupé: au 1er d'argent à deux bonnets phrygiens de gueules, au 2e parti de gueules et d'or. |
| Blason de Plomeur | Détails | Ces armoiries rappellent qu'au moment de la révolte du papier timbré ou bonnets rouges, le Code Paysan a été proclamé dans la commune le 2 juillet 1675. Fixé au Conseil Municipal du 5 mai 1978, officialisées par arrêté préfectoral du 24 mai 1978. |